# Edgar P. Jacobs
Vous lisez un « bon article » labellisé en 2023.
Pour les articles homonymes, voir Edgar et Jacobs.
Edgard Félix Pierre Jacobs, dit Edgar P. Jacobs, né le 30 mars 1904 à Bruxelles  (province de Brabant), mort le 20 février 1987 à Lasne (province du Brabant wallon), est un auteur de bande dessinée belge, principalement connu pour la série Blake et Mortimer, l'une des bandes dessinées européennes les plus populaires du XXe siècle.
Étudiant de l'Académie royale des beaux-arts, Edgar P. Jacobs est également passionné d'opéra. Il tente une brève carrière de chanteur lyrique, d'abord comme choriste au music-hall puis en interprétant des rôles secondaires à l'Opéra de Lille, tout en gagnant sa vie en illustrant des catalogues publicitaires. Pendant la Seconde Guerre mondiale, il publie plusieurs dessins dans l'hebdomadaire Bravo ! puis est chargé, dans ce même magazine, d'achever une aventure de Gordon l'Intrépide à la place de l'auteur Alex Raymond, dont les planches ne parviennent plus en Belgique. Il crée par ailleurs sa première bande dessinée, Le Rayon U, qui connaît un certain succès.
Son utilisation novatrice de la couleur séduit ses confrères. Edgar P. Jacobs devient le premier collaborateur d'Hergé et participe à la refonte des premiers albums des Aventures de Tintin, tout en l'aidant dans la conception de ses nouvelles aventures, en particulier Les Sept Boules de cristal et Le Temple du Soleil. Il intègre l'équipe du Journal de Tintin à sa création, et en devient rapidement l'un des auteurs-phares avec Le Secret de l'Espadon, première aventure de Blake et Mortimer. Il se consacre à cette série jusque dans les années 1970, pour un total de huit aventures, mais en raison d'une santé déclinante, il ne peut entreprendre la réalisation graphique du second tome de la dernière aventure, Les Trois Formules du professeur Satō, qui est achevé quelques années après sa mort par Bob de Moor.
Si Edgar P. Jacobs est considéré comme l'un des plus grands auteurs de la bande dessinée belge et européenne, il a longtemps souffert d'un manque de reconnaissance et a toujours considéré sa carrière de dessinateur comme une véritable « damnation », lui qui rêvait d'une carrière de baryton. Sa passion pour l'art lyrique, en particulier le Faust de Charles Gounod, détermine sa conception de la bande dessinée, qu'il perçoit comme un opéra de papier. Son œuvre, marquée par le fantastique et la science-fiction, puise dans de nombreuses références culturelles et littéraires, en particulier les romans de H. G. Wells et Jules Verne, de même que les chefs-d'œuvre du cinéma expressionniste allemand, des passions qu'il partage avec son ami de toujours, Jacques Van Melkebeke, qui l'aide à faire naître ses scénarios. De ces références naît une œuvre visionnaire et futuriste, empreinte de fantastique et d'ésotérisme, qui accorde une large place à la crainte du déclin occidental, aux progrès de la science comme aux petits mystères du quotidien.
Perfectionniste et méticuleux, Edgar P. Jacobs s'attache au réalisme et à l'authenticité de ses récits en images, qu'il appuie sur une abondante documentation, parfois établie par des déplacements sur les lieux de ses intrigues. Il préfère travailler seul et ne sollicite que rarement l'aide de ses confrères, principalement pour des tâches mineures comme l'encrage et la colorisation. Après sa mort, Les Aventures de Blake et Mortimer sont reprises par de nouveaux auteurs, de sorte que la série compte maintenant plus d'albums inventés par les successeurs de Jacobs que par le créateur de la série lui-même.

## Biographie

### Enfance

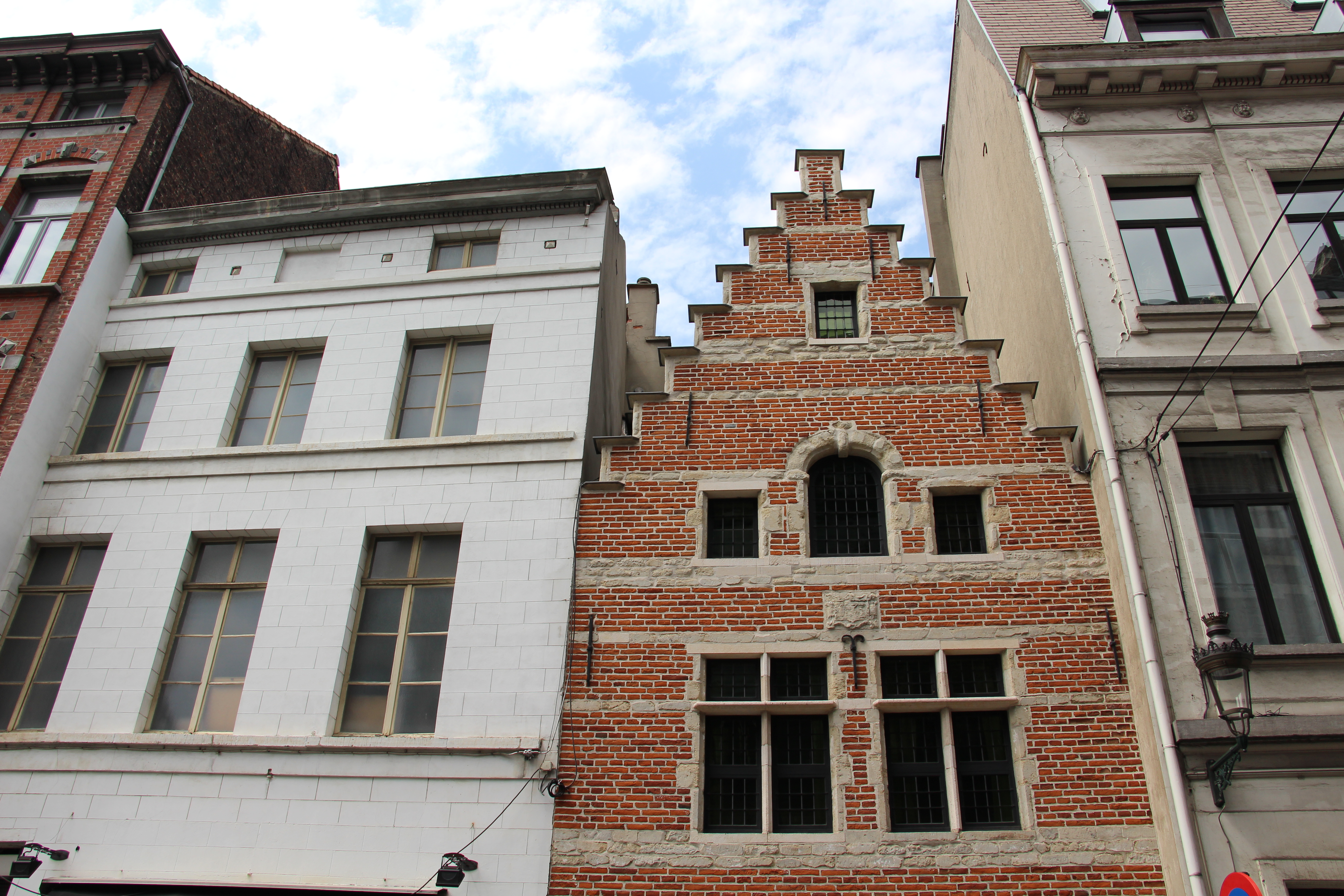
Des maisons de la rue Ernest Allard à Bruxelles, voisines de celle de la famille Jacobs.

Edgard Félix Pierre Jacobs naît le 30 mars 1904 au domicile de ses parents rue Ernest Allard, dans le quartier du Sablon, à Bruxelles. Son père, Jacques François Jacobs, né en 1878, est d'origine paysanne. Orphelin à l'âge de 12 ans et séparé de sa sœur, il travaille comme apprenti boulanger, puis à l'issue de son service militaire, il réussit son examen d'entrée dans la police et devient sergent de ville à Bruxelles. Sa mère, Elvire Billestraet, gère un temps l'épicerie située au rez-de-chaussée de leur domicile, avant de se consacrer à la tenue de son foyer et à l'éducation de ses enfants.
La naissance d'Edgard, conçu deux mois avant le mariage du couple, n'est pas désirée. Enfant, il est d'une attitude remuante qui contraste avec la discipline sévère imposée par ses parents. Edgard est élevé à l'écart des autres enfants du quartier. Son père lui interdit de sortir pour jouer avec eux dans les rues, mais il lui fournit le plus souvent du matériel pour dessiner, et lui transmet son goût pour la musique et la lecture.
En septembre 1910, il est inscrit par son père dans une école moyenne de Bruxelles. Ce type d'établissement, payant, est réputé pour son excellence et majoritairement fréquenté par les enfants de la petite bourgeoisie. Edgard Jacobs y subit les moqueries de ses camarades en raison de son origine sociale plus modeste, et très vite, il quitte cet établissement et intègre une école communale de la rue des Éburons. Jacques Jacobs suit de près la scolarité de son fils et se montre particulièrement exigeant lorsqu'il surveille ses devoirs. La famille s'agrandit avec la naissance d'un garçon, André, le 9 décembre 1913, mais en raison de leur différence d'âge, les deux frères n'éprouvent aucune complicité.
Edgard Jacobs se passionne très tôt pour la lecture. Il se rend régulièrement à la bibliothèque municipale pour y emprunter des volumes consacrés à l'histoire, la géographie ou l'histoire naturelle, mais aussi des pièces de théâtre. Il lit des magazines comme Lectures pour tous ou Je sais tout, de même que des illustrés pour la jeunesse qu'il achète d'occasion, considérés comme les précurseurs de la bande dessinée. À cette époque, il affectionne notamment les dessins de Georges Omry. À l'âge de douze ans, son père le conduit un soir au Théâtre royal des Galeries où est donnée une représentation de Faust de Charles Gounod. Cette première rencontre avec l'opéra et l'art lyrique enchante le jeune garçon : « Dès le lever du rideau, je fus comme envoûté. Cet orchestre, les costumes chamarrés, les lumières. Tout était joué, chanté en même temps… Il ne m'a pas fallu attendre le deuxième acte pour être complètement tourneboulé ! » Dès le lendemain, il en achète le livret.

### Rencontre de Jacques Van Melkebeke, l'ami de toujours
Malgré ses efforts, les résultats scolaires d'Edgard sont plutôt médiocres, notamment en mathématiques, et sa famille renonce à lui faire suivre des études supérieures. En septembre 1917, il entre au 4e degré commercial de l'école de la rue des Sols, toujours à Bruxelles, une formation plus modeste qui doit lui permettre de postuler comme employé aux écritures comptables dans un commerce ou dans une banque. Il y fait la rencontre de Jacques Van Melkebeke, un jeune homme originaire du quartier des Marolles et excellent dessinateur, comme lui. D'abord rivaux, les deux adolescents se rapprochent et finissent par nouer une amitié indéfectible.

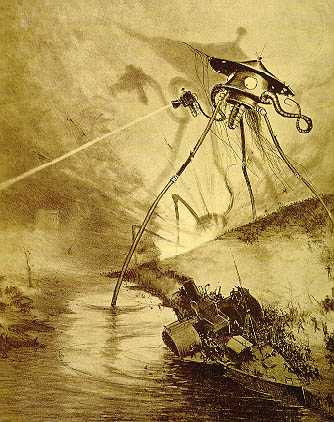
Illustration de La Guerre des mondes pour l'édition belge de 1906, par Henrique Alvim Corrêa.

Cette amitié est mal vue par les parents d'Edgard Jacobs, d'autant que ses résultats scolaires ne s'améliorent pas. Pour autant, les deux amis, bien que de caractères dissemblables, sont réunis par leur passion commune pour les arts plastiques et la fiction fantastique, et deviennent très vite inséparables. Quand ils ne sont pas à l'école, ils se plongent dans les sept volumes du Nouveau Larousse, fréquentent les musées du parc du Cinquantenaire ou assistent à de nombreuses projections cinématographiques. Jacques Van Melkebeke conseille à Edgard Jacobs la lecture des romans de H. G. Wells, en particulier La Guerre des mondes qui le fascine. Les œuvres de l'écrivain britannique deviennent alors les livres de chevet préférés d'Edgard. Il apprécie également le romantisme allemand, à travers les œuvres de Goethe et Hoffmann qui lui inspirent de nombreux dessins. En retour, il transmet à Van Melkebeke sa passion pour l'opéra. Les deux hommes sont notamment capables de supporter près de cinq heures d'attente pour assister à une nouvelle représentation de Faust au Théâtre de la Monnaie.
En parallèle, Edgard Jacobs découvre la justesse et la puissance de sa voix et rêve d'une carrière de chanteur lyrique, ce que ses parents désapprouvent fortement. À l'été 1918, la famille s'installe rue Louis Hap à Etterbeek, dans la banlieue bruxelloise. Edgard Jacobs et Jacques Van Melkebeke continuent de se voir régulièrement. Ils se prennent alors de passion pour le cinéma américain, notamment les films des grands acteurs burlesques comme Charlie Chaplin, Buster Keaton et Harold Lloyd, mais également les œuvres de Cecil B. DeMille, ainsi que les premiers films du cinéma expressionniste allemand.
Edgard Jacobs convainc ses parents de l'inscrire à l'examen d'entrée à l'Académie des beaux-arts de Bruxelles. Il y est reçu au mois d'octobre 1919 à la section « Décoration », en même temps que Jacques Van Melkebeke, avec l'option « tête antique »,.

### Étudiant des beaux-arts et artiste de music-hall

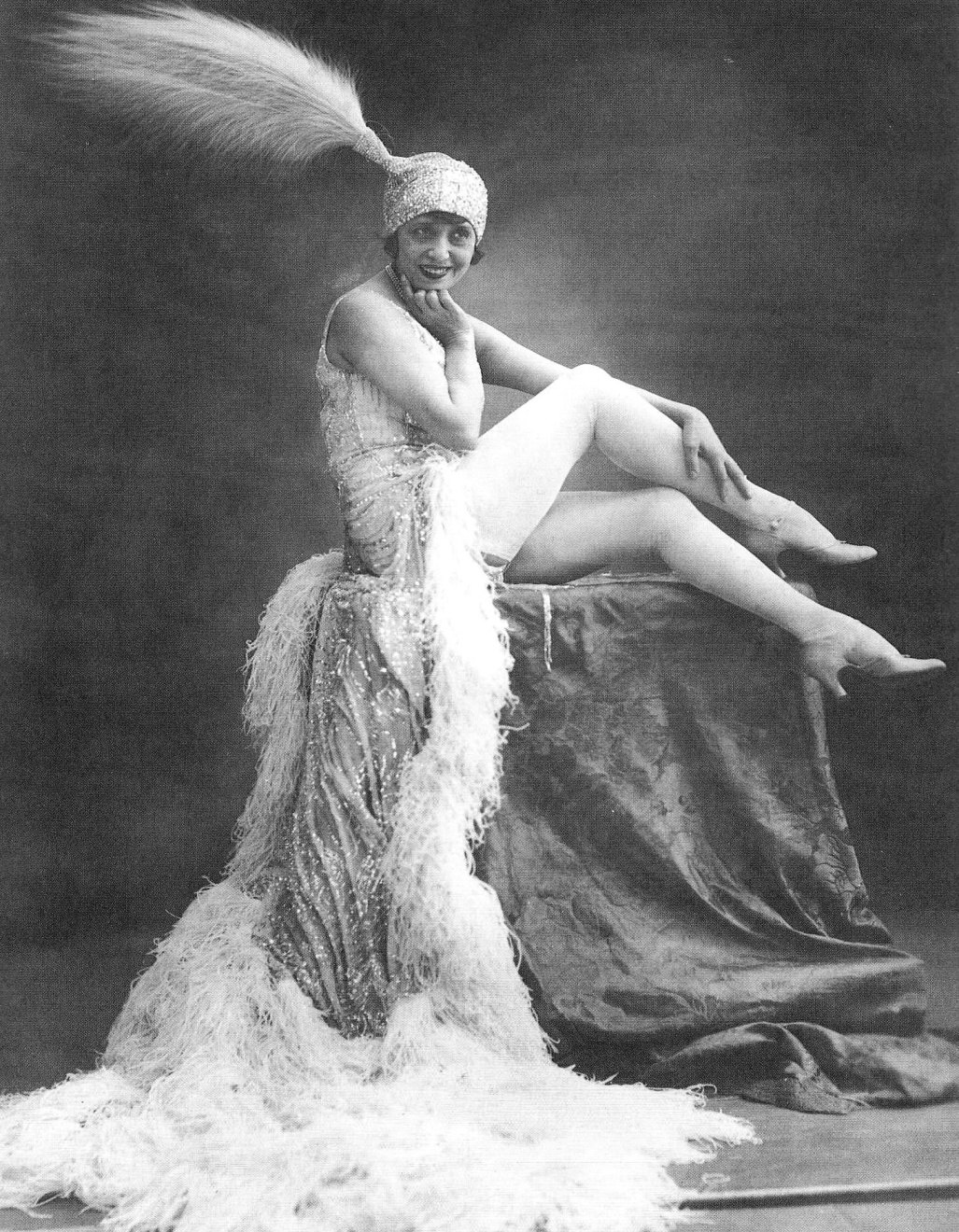
Mistinguett (ici en 1911), dont Edgard Jacobs assure les chœurs en 1922.

À cette époque, Edgard Jacobs désire se consacrer à la peinture d'histoire, mais son enthousiasme s'efface très vite tant les cours dispensés par Louis-Charles Crespin, chargé de la classe de « Décoration », ne le passionnent guère. Il y perfectionne néanmoins ses connaissances artistiques en s'intéressant aux œuvres des grands maîtres de la Renaissance comme Albrecht Dürer ou Hans Holbein. Il quitte l'Académie des beaux-arts au début de l'année 1921, quelques semaines après Jacques Van Melkebeke, désireux d'entrer dans la vie active. Il est alors engagé comme apprenti dessinateur de broderie, avec un salaire mensuel de 100 francs.
Edgard Jacobs s'inscrit pourtant de nouveau à l'Académie des beaux-arts en septembre 1921, tout en suivant les cours de l'école d'art de Saint-Josse-ten-Noode. Peu à peu, il délaisse la peinture à l'huile au profit du lavis, de l'aquarelle et du dessin. Après avoir contacté sans succès des agences publicitaires bruxelloises, il s'initie à la retouche photographique avec Jacques Van Melkebeke et propose ses services à différents photographes de la capitale. Pendant l'hiver 1921, il commence à se produire en soirée sur la scène du Théâtre de la Monnaie, dans un rôle de figurant. Ce modeste emploi lui permet d'entrevoir son rêve de carrière artistique tout en conservant ses activités de retoucheur en journée. En août 1922, Edgard Jacobs devient artiste de music-hall : pour un salaire de 350 francs par mois, il signe un contrat avec Léon Volterra en tant que choriste pour toute la durée de la revue Bonjour Paris à l'Alhambra, avec la célèbre artiste parisienne Mistinguett. Il y fait la rencontre d'une autre choriste, Madeleine, avec qui il entame une relation amoureuse.
Edgard Jacobs multiplie les cachets en interprétant des sketchs de Sacha Guitry ou en se produisant dans des opérettes comme La Fille du tambour-major ou La Chaste Suzanne. Par l'intermédiaire de Jacques Van Melkebeke, il fait la rencontre de Jacques Laudy, fils du peintre Jean Laudy. Les trois hommes se lient d'amitié et se retrouvent souvent pour discuter d'art et de littérature, mais aussi pour pratiquer des séances de spiritisme. À la fin de l'année 1923, les parents d'Edgard Jacobs, qui ne voient aucun avenir sur scène pour leur fils, le contraignent à s'engager chez les joailliers bruxellois Wolfers afin qu'il y apprenne à dessiner l'argenterie. Il démissionne pourtant après seulement quelques semaines et parvient à se faire engager comme dessinateur de catalogue pour les Grands Magasins de la Bourse. Il y réalise des illustrations à la plume et au lavis qu'il exécute avec beaucoup d'application.
En parallèle, Edgard Jacobs étudie le chant lyrique à l'Académie de musique d'Etterbeek. Sa tessiture est si large qu'elle lui permet d'interpréter des rôles de baryton en plus de sa voix naturelle de ténor. Pour s'accompagner dans l'exercice des gammes, il fait l'acquisition d'un accordéon, dont le coût est moins onéreux que celui d'un piano. Le mois de novembre 1924 marque pour lui un double changement : en plus de sa rupture avec Madeleine, il est appelé à effectuer son service militaire dans le bataillon d'élite du 4e régiment de chasseurs à pied en garnison à Krefeld, en Allemagne. Il est rapidement promu au grade de caporal et se produit également avec la troupe de théâtre de son régiment à partir de janvier 1925. Il interprète notamment les rôles de Julien Cicandel dans L'Anglais tel qu'on le parle, de Montjoyeux dans Le Moulin du chat qui fume et d'Abner dans Athalie. Son ami Jacques Van Melkebeke lui fait régulièrement parvenir quantité de romans qui agrémentent son quotidien et le nourrissent de nouvelles références littéraires.

### La passion de l'opéra

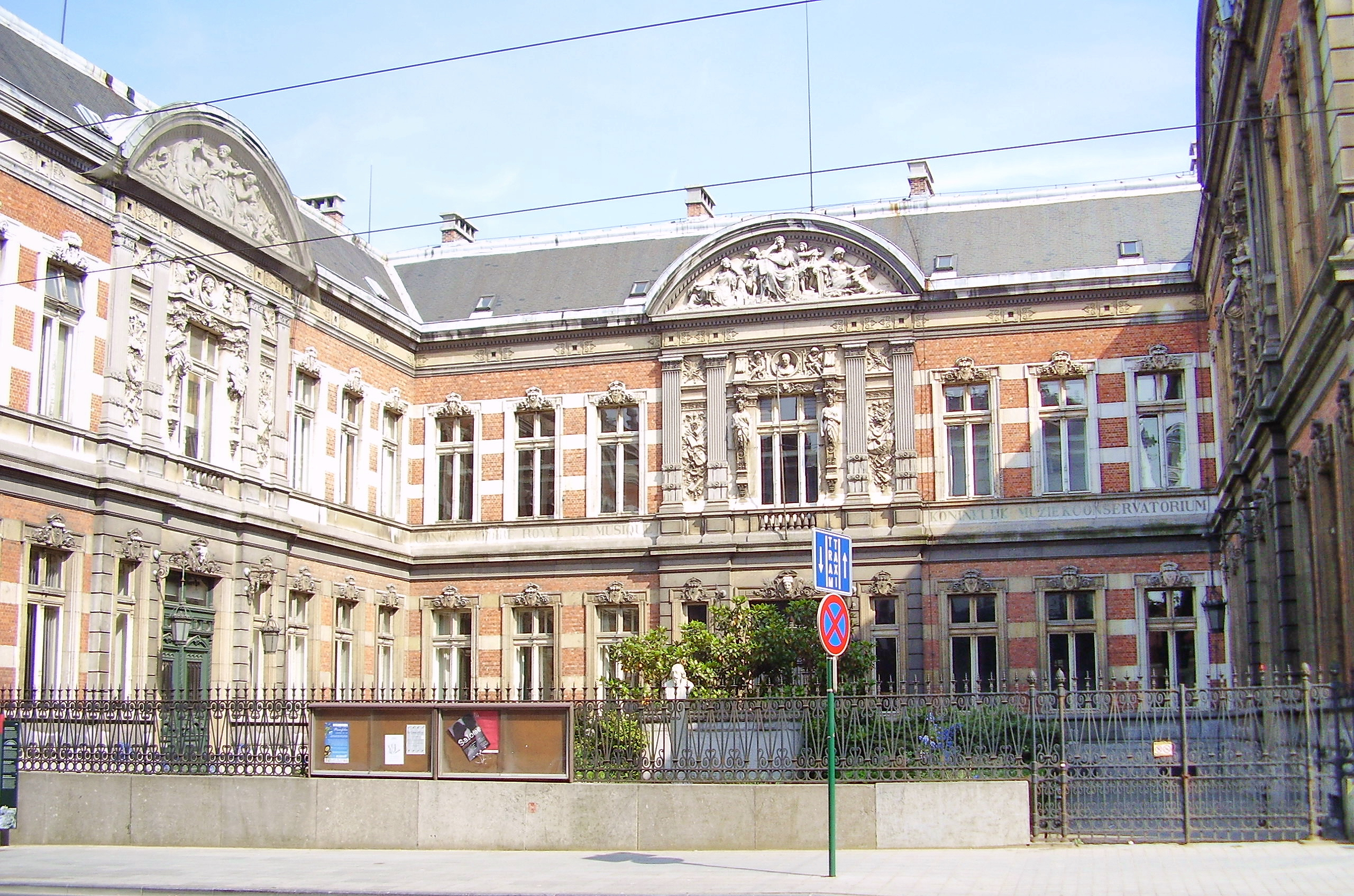
Jacobs étudie le chant au Conservatoire royal de Bruxelles.

Après son service militaire, Edgard Jacobs étudie le chant au Conservatoire royal de Bruxelles pour embrasser la carrière de chanteur d'opéra. En parallèle, il poursuit son travail dans l'illustration de catalogues. Au début de l'année 1928, il intègre une petite troupe qui lui donne l'occasion d'écrire sa propre pièce en un acte, intitulée La Malédiction, dont l'action se déroule à bord d'un navire pirate. La troupe obtient quelques représentations dans l'agglomération bruxelloise, mais son succès est très limité. Engagé ensuite dans la chorale Steveniers, il y rencontre Léonie Bervelt, surnommée Ninie, une chanteuse d'opérette dont il s'éprend aussitôt.

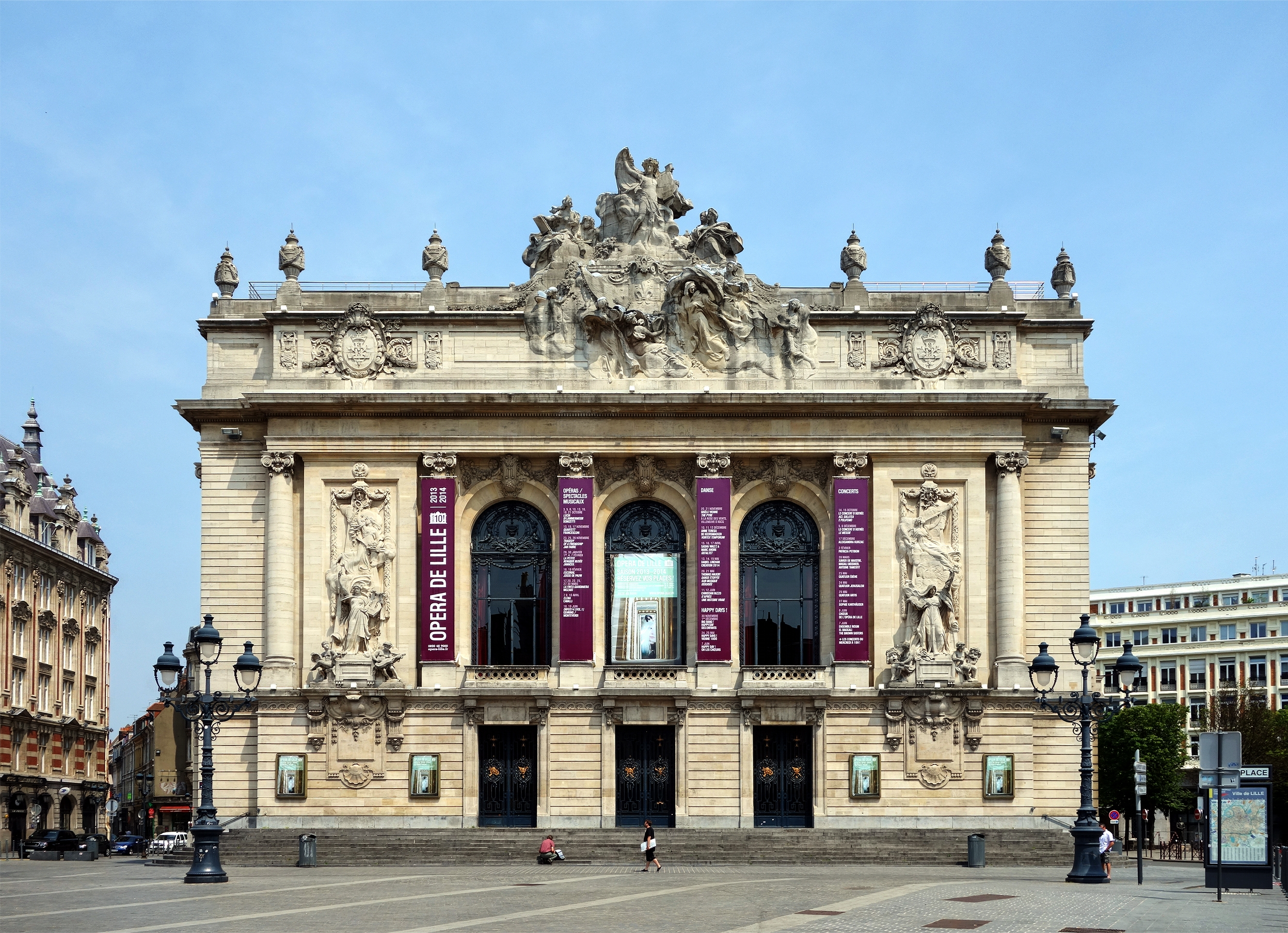
L'opéra de Lille, où Jacobs se produit au début des années 1930.

En juin 1929, Edgard Jacobs remporte le premier prix d'excellence de chant et la médaille du gouvernement. Le 27 septembre 1930, il épouse Léonie Bervelt à l'église Sainte-Catherine de Bruxelles,, et le 9 octobre suivant, il est engagé par Paul Frady dans la troupe sédentaire des théâtres municipaux de Lille, contre un cachet de 2 200 francs par mois. Installé dans un petit appartement de la rue de la Clef, le couple se produit d'abord au Théâtre Sébastopol lors de la saison 1930-1931, où Jacobs tient le poste de deuxième baryton, puis sur la scène de l'opéra de Lille la saison suivante,. Le baryton se produit dans des opéras célèbres tels que Aida, Lakmé, Manon, Tosca ou encore Boris Godounov,, tout en dessinant des décors et des costumes pour les différents spectacles.
La loi sur le contingentement des artistes étrangers travaillant en France contraint le couple à quitter l'opéra de Lille. Vient alors une période de désenchantement pour Edgard Jacobs, qui reprend son poste d'illustrateur pour les catalogues des Grands Magasins de la Bourse, dessinant parfois des vêtements ou des jouets. Il assiste également Jacques Van Melkebeke dans la réalisation de dioramas pour le pavillon des sapeurs-pompiers de l'Exposition universelle de 1935 à Bruxelles. Sa passion du chant ne le quitte pas : il se produit à plusieurs reprises dans des enregistrements radiophoniques de l'INR.

### Mobilisation et derniers rôles sous l'Occupation

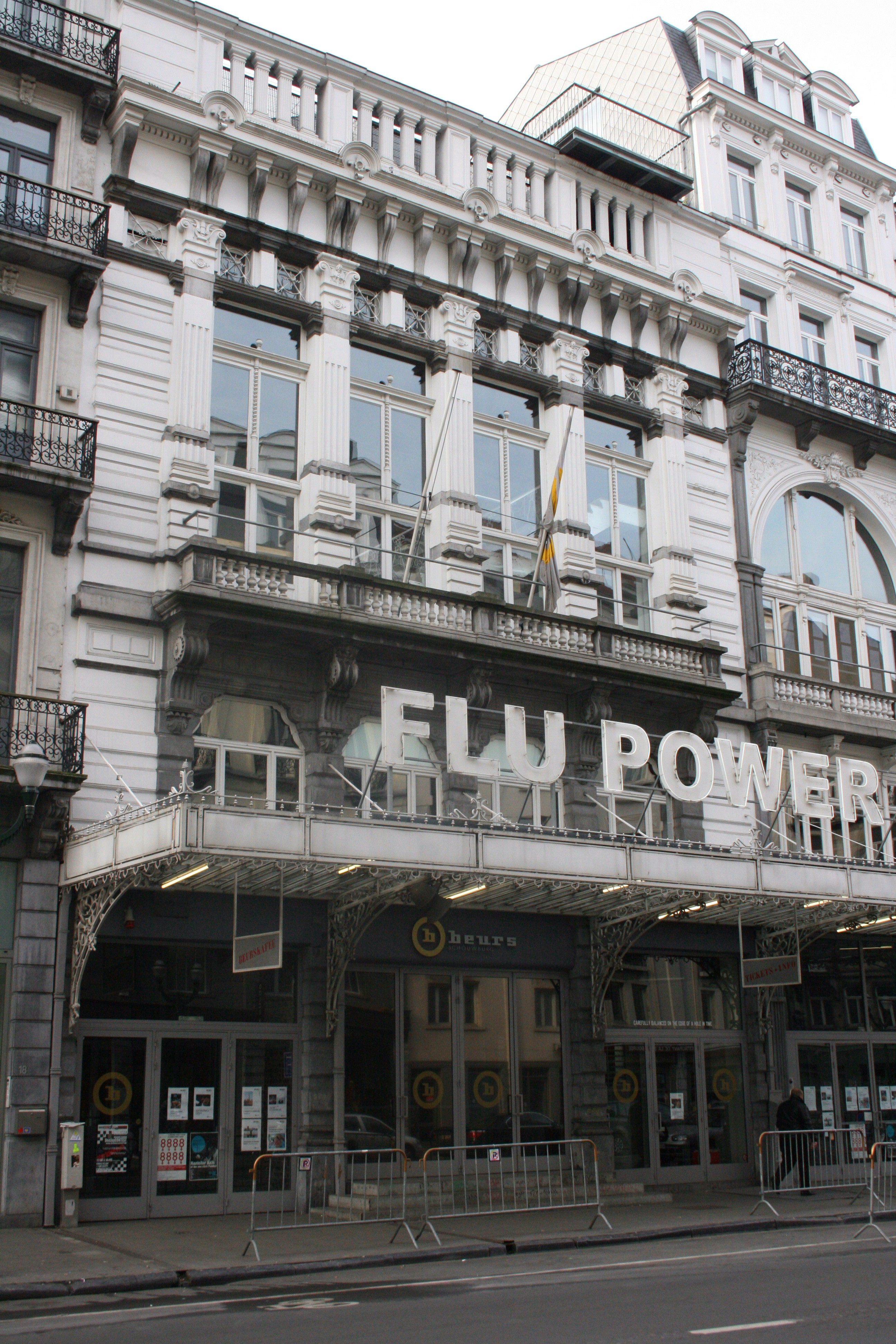
Le Théâtre de la Bourse.

Mobilisé après le déclenchement de la Seconde Guerre mondiale, Edgard Jacobs participe à la Campagne des 18 jours en mai 1940. Son unité échappe à l'encerclement et se réfugie à Villeneuve-Minervois, dans le sud de la France. Sans nouvelle de sa famille, il doit attendre le 3 août suivant pour quitter le village et regagner la Belgique, où il apprend la mort de son frère André, tué au combat lors de la défense du fort d'Eben-Emael.
L'occupation allemande entraîne une série de restrictions qui touchent l'industrie du papier. Les Grands Magasins de la Bourse cessent d'éditer leurs catalogues et de fait, Edgard Jacobs perd sa seule source de revenus.
Après avoir postulé sans succès à l'Opéra de Gand, il est engagé au Théâtre de la Bourse pour créer sous le pseudonyme de Dalmas la revue Et ça donc !, dont l'accueil est très réservé. Il se produit également à l'Ancienne Belgique, puis intègre une chorale d'orchestre qui donne une série de concerts à Bruxelles et en province, en qualité de soliste, avant d'interpréter son dernier rôle dans une représentation de Manon au Théâtre royal de Mons.
Faute d'emploi stable, il abandonne à contrecœur sa carrière de chanteur pour tenter de gagner sa vie dans l'illustration. Il réalise d'abord une série de dessins pour les jeux de société Pergo, la couverture de quelques romans sentimentaux pour les éditions Janicot, ainsi qu'une collection de cahiers à colorier pour Les albums de l'oncle Bimbo. À l'été 1941, il entame une collaboration avec l'hebdomadaire Terre et Nation, organe de propagande de la nouvelle Corporation nationale des paysans, dont le tirage atteint 350 000 exemplaires. Il livre également un dessin au journal flamand Welkom pour célébrer le retour au pays des soldats démobilisés, mais comme le soulignent ses biographes Benoît Mouchart et François Rivière, la motivation principale de ces travaux est « plus alimentaire qu'idéologique ».

### Le magazineBravo!,Flash GordonetLe Rayon U

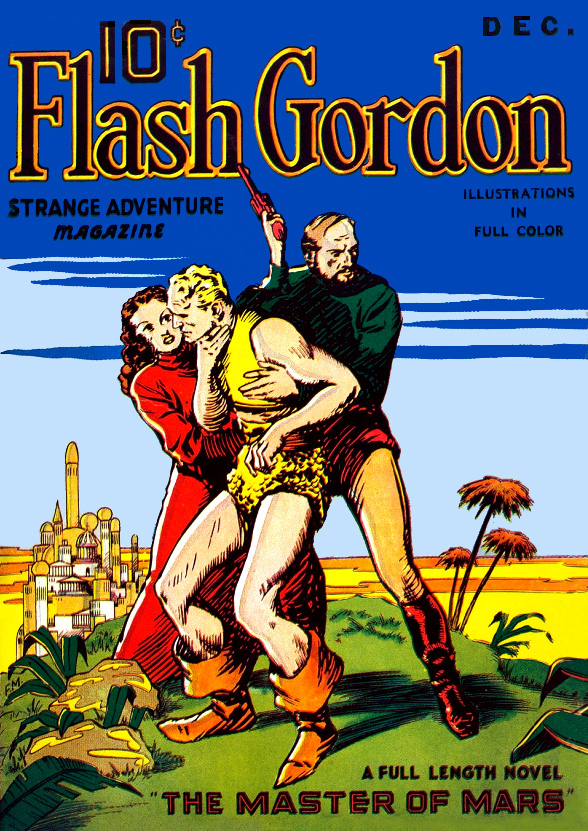
Jacobs est choisi pour achever la série Gordon l'Intrépide en Belgique.

En août 1941, par l'intermédiaire de son ami Jacques Laudy, Edgard Jacobs est embauché comme dessinateur par le magazine Bravo !, un hebdomadaire pour la jeunesse qui publie des contes, des nouvelles et des romans, ainsi que des Comic strips américains comme Félix le Chat, Annie ou encore Kit Carson. Son travail consiste dans un premier temps à livrer des illustrations de contes, principalement des légendes germaniques. En novembre 1942, la publication de Flash Gordon — appelé Gordon l'Intrépide dans la version française — est menacée d'interruption : depuis l'entrée en guerre des États-Unis, les communications avec les éditeurs américains sont rompues et le stock de planches du comic dessiné par Alex Raymond, importées et traduites chaque semaine, est épuisé. Jean Dratz, rédacteur en chef de Bravo !, demande alors à Edgard Jacobs de terminer la série, un travail dont il s'acquitte avec succès. Toutefois, la série s'achève prématurément ; selon Jacobs, c'est la censure allemande qui en interdit la publication, une thèse infirmée par ses biographes Benoît Mouchart et François Rivière qui estiment qu'il s'agit d'un choix de la rédaction de Bravo ! pour éviter d'éventuels ennuis juridiques avec King Features Syndicate, l'éditeur américain de la série.
Le travail de Jacobs ayant donné pleinement satisfaction, Jean Dratz lui commande une nouvelle série dont l'hebdomadaire aura l'exclusivité : la première planche du Rayon U paraît en février 1943. Pour la première fois, le dessinateur signe sous le nom « Edgar P. Jacobs », supprimant la lettre finale de son prénom pour lui donner une consonance plus anglo-saxonne,. Le style de ce récit, mêlant aventure et science-fiction, est proche de celui de Gordon l'Intrépide. Dans un premier temps, Jacobs reprend les codes graphiques et les thématiques du comic d'Alex Raymond, notamment la même typologie de personnages, comme le gentil militaire représenté par le major Walton, le bon savant à travers le personnage du professeur Marduk, sans oublier le traître au service des méchants militaires sous les traits du capitaine Dagon. Mais au fil des planches, il « s'affranchit de son modèle pour laisser s'épanouir [...] son imaginaire propre ». Le dessinateur convoque les références littéraires et cinématographiques de sa jeunesse pour tisser le fil de son histoire et maintenir son lecteur sous tension dans un univers étrange. Tout en s'inspirant des personnages d'Alex Raymond, Edgar Jacobs s'appuie sur ses proches pour les représenter : sa femme pose à de nombreuses reprises pour camper le personnage de Sylvia, pendant que Jacques Laudy apparaît sous les traits de Lord Calder.
Le succès du Rayon U, dont la publication s'achève le 13 avril 1944, n'est pas sans effet sur la progression des ventes du magazine Bravo ! qui dépassent alors les 300 000 exemplaires.

### Rencontre avec Hergé

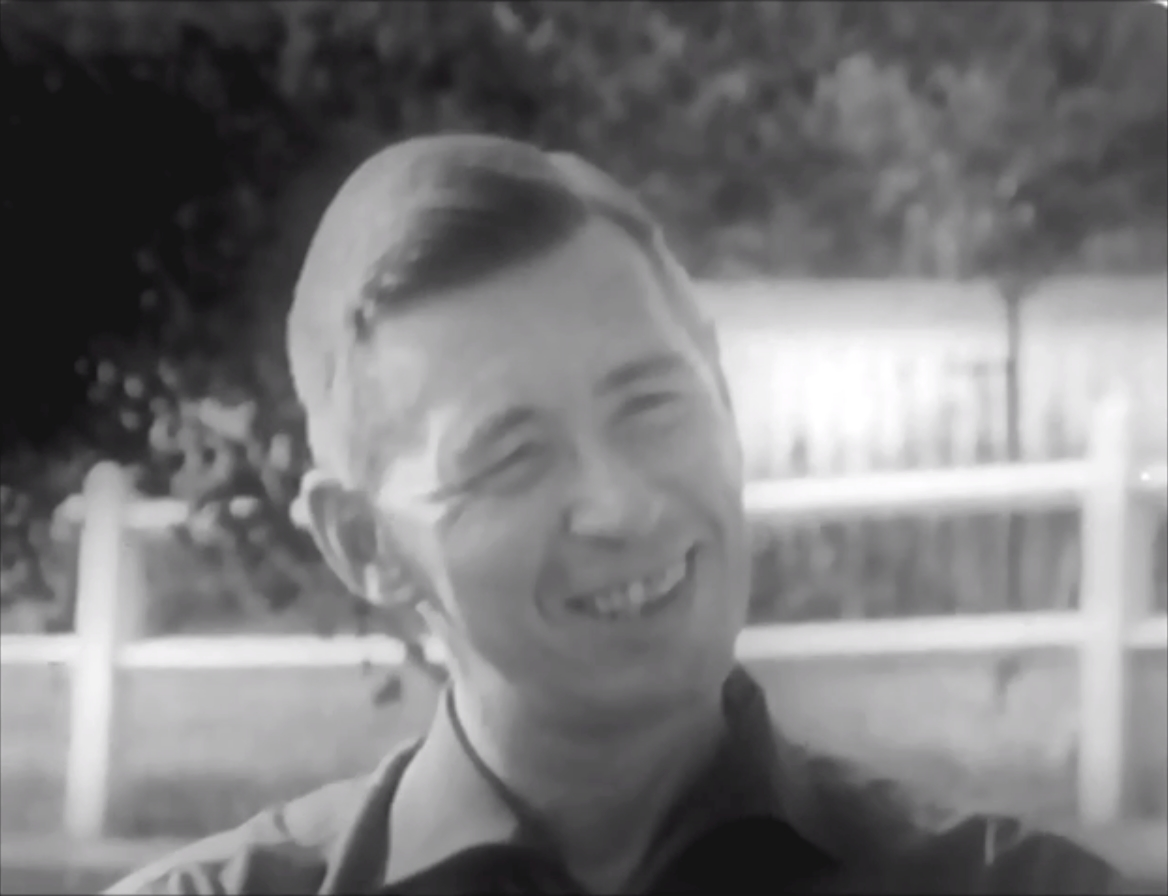
Le dessinateur Hergé, en 1962.

Le succès du Rayon U tient en partie à la conception novatrice d'Edgar P. Jacobs dans l'utilisation de la couleur, une méthode qui intéresse le dessinateur Hergé, à qui son éditeur Casterman demande de procéder à la colorisation des premiers albums des Aventures de Tintin. Les deux hommes se sont déjà rencontrés en avril 1941 par l'intermédiaire de Jacques Van Melkebeke, lors d'une représentation de Tintin aux Indes, une pièce de théâtre co-écrite par Hergé et ce dernier, au Théâtre royal des Galeries. Après plusieurs échanges, Hergé entame une collaboration avec Edgar P. Jacobs, puis l'engage définitivement à compter du 1er janvier 1944 en acceptant qu'il ne travaille pour lui qu'à mi-temps pour lui permettre de développer ses propres séries. Ce contrat d'embauche permet aussi à Jacobs de se soustraire au Service du travail obligatoire mis en place par les Allemands.
Le début de cette collaboration intervient à une période où Edgar P. Jacobs rencontre des difficultés dans sa vie privée : son père meurt le 15 février 1944, tandis que sa femme, « Ninie », envisage de le quitter. Il se rend chaque matin à Boitsfort, lieu de résidence et de travail d'Hergé, où sa première tâche consiste à mettre en couleurs Le Trésor de Rackham le Rouge, dont il enrichit quelques décors. L'ambiance de travail est chaleureuse. Jacobs y retrouve le plus souvent Jacques Van Melkebeke, qui assiste Hergé dans l'écriture de ses scénarios, et se lie d'amitié avec Germaine Remi, la femme du dessinateur. L'implication de Jacobs et Van Melkebeke dans l'écriture des Sept Boules de cristal, qui paraît dans Le Soir à partir du 16 décembre 1943, est bien plus importante car les deux hommes puisent dans leurs références littéraires, picturales et cinématographiques, dont Hergé est dépourvu, de nombreux ingrédients pour renforcer la noirceur et le mystère de l'intrigue. C'est d'ailleurs Jacobs qui apporte l'idée des boules de cristal et le titre de cette nouvelle aventure. En échange, Hergé apporte ses conseils à Jacobs pour la mise en image des dernières planches du Rayon U.
Edgar P. Jacobs porte une attention particulière à la précision des détails dans l'exécution des Sept Boules de cristal et de sa suite, Le Temple du Soleil. Il s'inspire notamment d'une maison bourgeoise devant laquelle il passe chaque matin pour dessiner la villa du professeur Bergamotte et réalise de nombreux croquis aux Musées royaux d'Art et d'Histoire de Bruxelles pour enrichir la documentation dans laquelle Hergé puise pour dessiner son aventure.

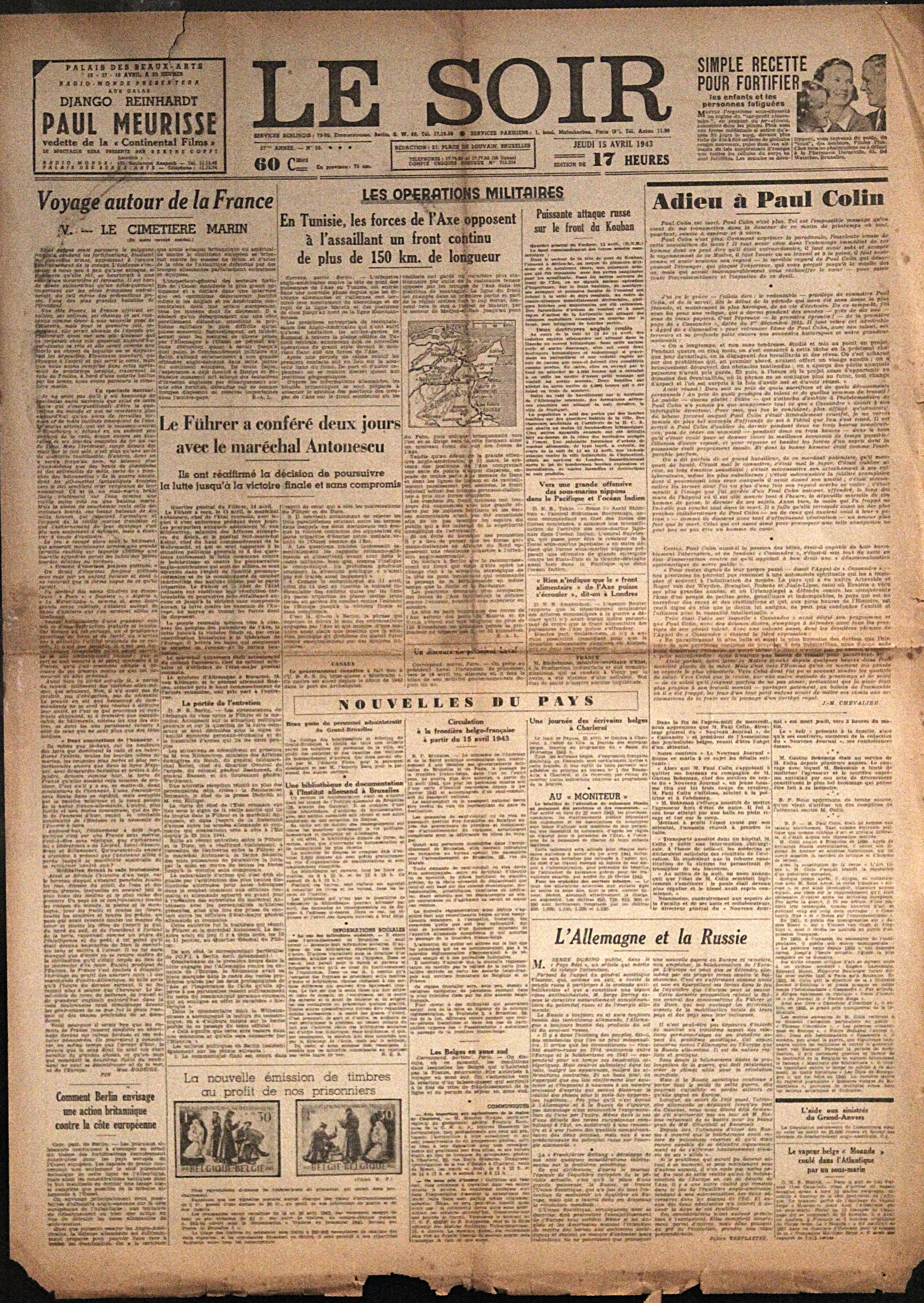
Le Soir (ici du 15 avril 1943) dans lequel paraît quotidiennement l'histoire des Sept Boules de cristal.

La libération de la Belgique le 3 septembre 1944 entraîne l'interruption du Soir et, de fait, celle des Aventures de Tintin. La photo et l'adresse d'Hergé, de même que celles de Jacques Van Melkebeke et de Raymond De Becker, rédacteur en chef du journal, sont publiées dans une « Galerie des traîtres » éditée par L'Insoumis, une gazette publiée par un réseau de Résistance. Contrairement à ses amis, Jacobs n'est pas inquiété car « ni résistant, ni collaborateur, [il] s'est contenté de vivre cette période troublée en adoptant la position d'un spectateur, un brin attentiste ». Arrêté pour faits de collaboration, Hergé est empêché de toute publication sous son nom. Au cours de l'année 1945, assisté de Jacobs, il redessine et met en couleurs Tintin au Congo, Tintin en Amérique, Le Lotus bleu, puis Le Sceptre d'Ottokar. Edgar P. Jacobs modifie en profondeur les décors de ce dernier album dans le but de les rendre plus proches des paysages observés dans les Balkans, mais se sert également de sa culture musicale pour corriger les notes de musique dans les phylactères de la Castafiore lorsqu'elle chante. Les deux hommes s'amusent également à se dessiner parmi les personnages de l'album.
Ensemble, Hergé et Jacobs réalisent trois planches d'essai pour des séries réalistes, qu'ils envisagent de signer sous le pseudonyme Olav : un western dont le synopsis est repris plus tard par Paul Cuvelier, une aventure dans le Grand Nord et une aventure policière se déroulant à Shanghai. Ces trois récits, proposés à différents journaux, ne voient finalement jamais le jour,.
En parallèle, et jusqu'en août 1946, Edgar P. Jacobs poursuit ses travaux d'illustrations pour divers magazines ou journaux tels que ABC ou AZ, les signant parfois du pseudonyme Edgard Jackson.

### Lancement duJournal de Tintin
En 1946, Edgar P. Jacobs fait partie de l'équipe réunie par l'éditeur Raymond Leblanc pour créer le Journal de Tintin, dont Hergé assure la direction artistique tandis que Jacques Van Melkebeke en est le rédacteur en chef. En plus d'Hergé et de Jacobs, les dessinateurs Paul Cuvelier et Jacques Laudy sont recrutés, et l'équipe gagne rapidement le surnom des « quatre mousquetaires ». Le premier numéro paraît en Belgique le 26 septembre 1946. Aux côtés des premières planches de la nouvelle aventure de Tintin, Le Temple du Soleil, figure la première page du Secret de l'Espadon, une aventure signée Edgar P. Jacobs. Hergé lui confie également la réalisation de chromos pour la rubrique Voir et savoir du magazine, ainsi qu'une série d'illustrations pour accompagner la publication en feuilleton du roman La Guerre des mondes, de H. G. Wells puis Les Frères de la côte. Comme il l'avait fait pour Les Sept Boules de cristal, Jacobs fournit à Hergé plusieurs idées pour alimenter le scénario du Temple du Soleil, notamment celle du train qui dégringole ou des souterrains qui permettent d'accéder au temple. Il prend parfois la pose pour qu'Hergé réalise des croquis d'attitude et saisisse l'expression la plus juste de ses personnages.
Dans un premier temps, Edgar P. Jacobs avait proposé un récit médiéval historico-légendaire intitulé Roland le Hardi, une idée finalement rejetée par Hergé car plusieurs histoires du journal se déroulent à cette même époque : « Je fus prié d'écrire incontinent une histoire contemporaine réaliste. C'est sans enthousiasme que, faisant contre mauvaise fortune bon cœur, je m'attelai à ce nouveau scénario. Nourri de lectures de Conan Doyle et de H.G. Wells, je choisis, comme un moindre mal, la science-fiction et ce fut Le Secret de l'Espadon. » Les vingt premières planches de cette nouvelle aventure sont réalisées dans la douleur. D'une part, alors qu'il était habitué à dessiner six images chaque semaine pour Le Rayon U, Jacobs doit désormais livrer une planche d'au moins neuf cases, en plus de ses autres commandes. D'autre part, alors qu'il aimerait réaliser le dessin et la colorisation sur le même support, sans encrage, il doit céder à la demande d'Hergé qui lui impose d'appliquer sa propre méthode, à savoir d'exécuter les planches originales en noir et blanc avant que les couleurs soient appliquées sur une épreuve imprimée. Aussi, pour satisfaire son directeur artistique et respecter les délais, il choisit de confier l'encrage à Jacques Van Melkebeke pour les premières planches de son aventure.
De fait, Edgar P. Jacobs s'implique entièrement dans son travail, sans compter ses heures. Il héberge d'ailleurs Jacques Van Melkebeke, poursuivi par la justice belge pour ses activités pendant l'Occupation, dans le grenier de l'immeuble qu'il occupe avenue du Couronnement à Bruxelles depuis sa séparation avec « Ninie » au cours de l'année 1946. Du fait de cette surcharge de travail, Jacobs cesse sa collaboration aux Aventures de Tintin le 31 janvier 1947 pour se consacrer à ses propres activités. Bien des années plus tard, après la disparition d'Hergé, il explique à l'écrivain Benoît Peeters l'autre raison de cette séparation : « Hergé m'avait demandé de travailler avec lui à cent pour cent. Pour ma part j'étais assez réticent […]. Je lui ai dit que j'accepterais de rester avec lui si nous pouvions cosigner les albums. La semaine suivante, il m'a dit que, chez Casterman, les responsables n'étaient pas d'accord. En fait, je crois que ça l'aurait gêné, lui. »

### Blake et Mortimer

#### Le Secret de l'Espadon

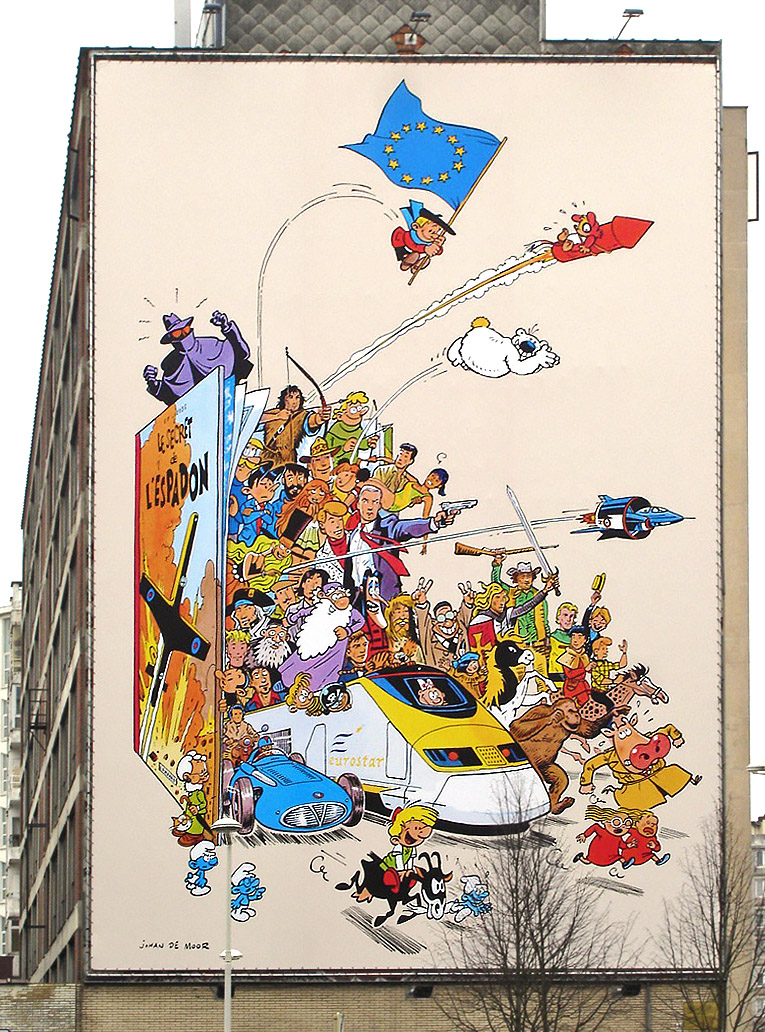
La couverture du Secret de l'Espadon sur une toile peinte par Johan De Moor à Bruxelles.

Avec Le Secret de l'Espadon, Edgar P. Jacobs inaugure la série des Blake et Mortimer. Frappé par la guerre qui vient de s'achever avec les bombardements atomiques d'Hiroshima et de Nagasaki, l'auteur imagine un récit épique et guerrier, comme pour exorciser le souvenir humiliant de la défaite de 1940. Il développe son scénario à partir d'un synopsis qu'il avait élaboré pour Le Rayon U et dont il transpose les personnages : Lord Calder devient Francis Blake, le professeur Marduk prend les traits de Philip Mortimer et le colonel Olrik rappelle le capitaine Dagon. Ses propres amis Jacques Van Melkebeke et Jacques Laudy lui servent de modèles graphiques, respectivement pour Mortimer et Blake, tandis qu'il se représente lui-même à travers Olrik, l'ennemi juré de ses héros.

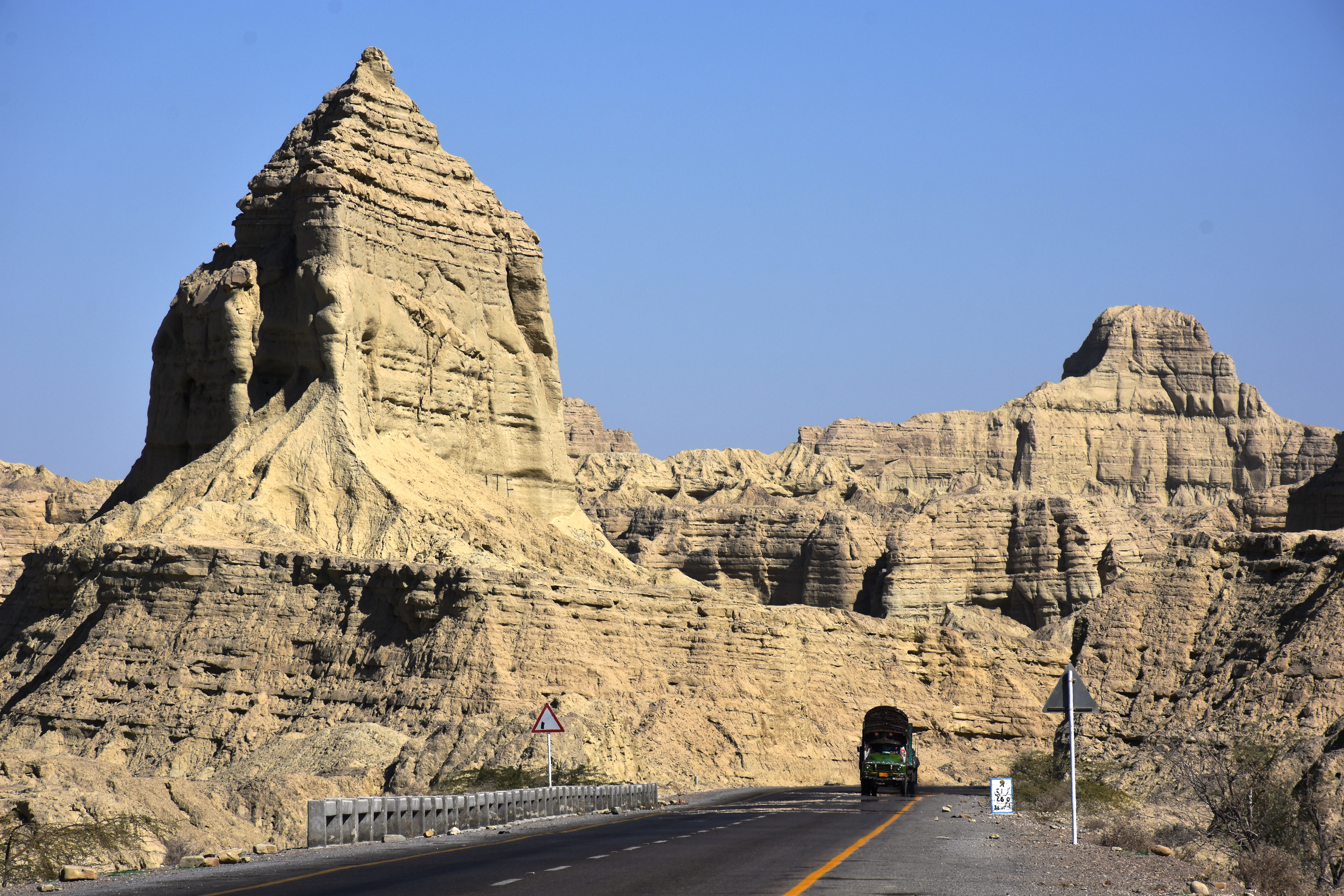
Paysage du Makran

Redoutant l'invraisemblance et l'extravagance de son récit, Edgar P. Jacobs hésite quant à la ligne d'écriture qu'il doit suivre, mais les discussions avec Jacques Van Melkebeke le poussent « à foncer franchement en pleine science fiction ». Il choisit d'articuler son intrigue autour d'une arme secrète, un engin amphibie opérant à partir d'une base sous-marine, capable de jaillir des flots comme une fusée, de fondre sur l'objectif et de replonger une fois la mission accomplie. La lecture d'un ouvrage de François Balsan sur l'histoire du Baloutchistan, avec sa description des falaises du Makran, l'incite à implanter la base secrète de ses héros dans le Musandam, non loin du détroit d'Ormuz. Des échanges épistolaires avec l'explorateur le confortent dans son idée et lui permettent d'apporter encore plus de réalisme à son récit. Jacobs reconnaît cependant que le scénario est encore à ce moment-là en forme ouverte et qu'il lui faut procéder à des découpages au fur et à mesure qu'il avance dans l'intrigue. La publication dans le Journal de Tintin s'étale finalement jusqu'au mois de septembre 1949, pour un total de 142 planches.
Dès sa parution, Le Secret de l'Espadon rencontre un grand succès, ce qui étonne positivement le directeur du magazine, Raymond Leblanc : « On s'attendait à ce que tout le monde dise : « Ah ! Hergé paraît dans un journal ! » Mais les réactions en faveur de Jacobs étaient probablement aussi nombreuses et aussi importantes, à ma grande surprise d'ailleurs ! » Pour satisfaire la demande du public, cette première aventure est ensuite éditée en album, ce qui oblige Edgar P. Jacobs à remanier son récit pour respecter le format de deux volumes de soixante-deux pages dont il dispose. En décembre 1950, la parution du premier volet de l'aventure, sous le titre La Poursuite fantastique, devient le premier album édité par Le Lombard,. Malgré son apparent soutien à son ancien collaborateur, Hergé jalouse le succès de Jacobs, comme il l'avoue à son directeur : « Un album de Blake et Mortimer acheté est un album de Tintin que je ne vendrai pas ! »

#### Le Mystère de la Grande Pyramide

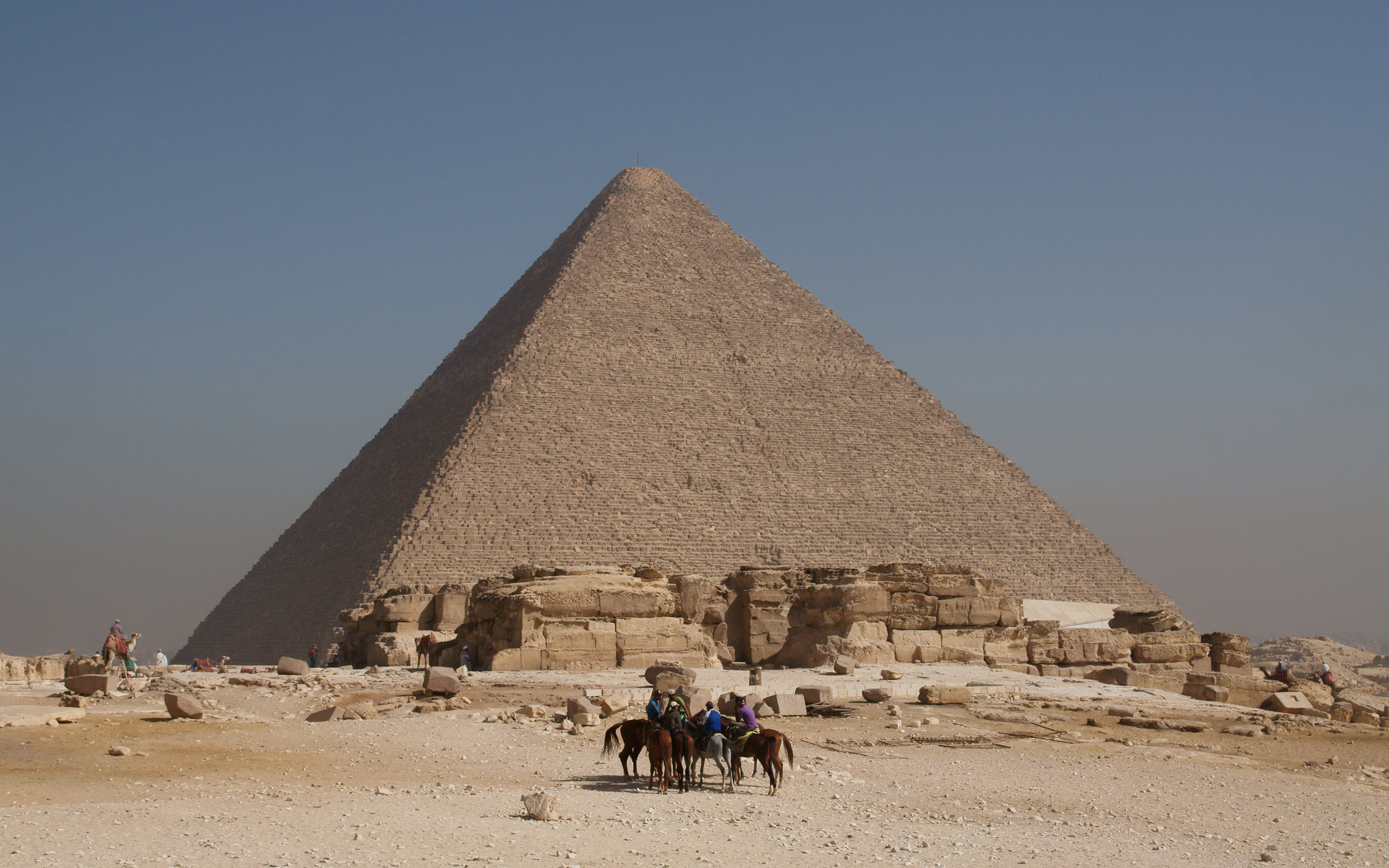
La pyramide de Khéops, censée abriter une chambre secrète.

En mars 1950, le Journal de Tintin commence la publication du Mystère de la Grande Pyramide, le deuxième épisode des aventures de Blake et Mortimer. Fasciné par l'art et l'histoire de l'ancienne Égypte, Edgar P. Jacobs met sur pied une histoire d'archéologie-fiction dont l'action se déroule au Caire et sur le plateau de Gizeh. Il imagine la découverte par le directeur du service des Antiquités du Caire d'un papyrus, écrit de la main du prêtre et historien Manéthon, révélant la présence d'une chambre secrète au cœur de la pyramide de Khéops. Cette pièce renfermerait le trésor funéraire du pharaon Akhenaton, une découverte attirant la convoitise d'un groupe de trafiquants dirigé par Olrik.

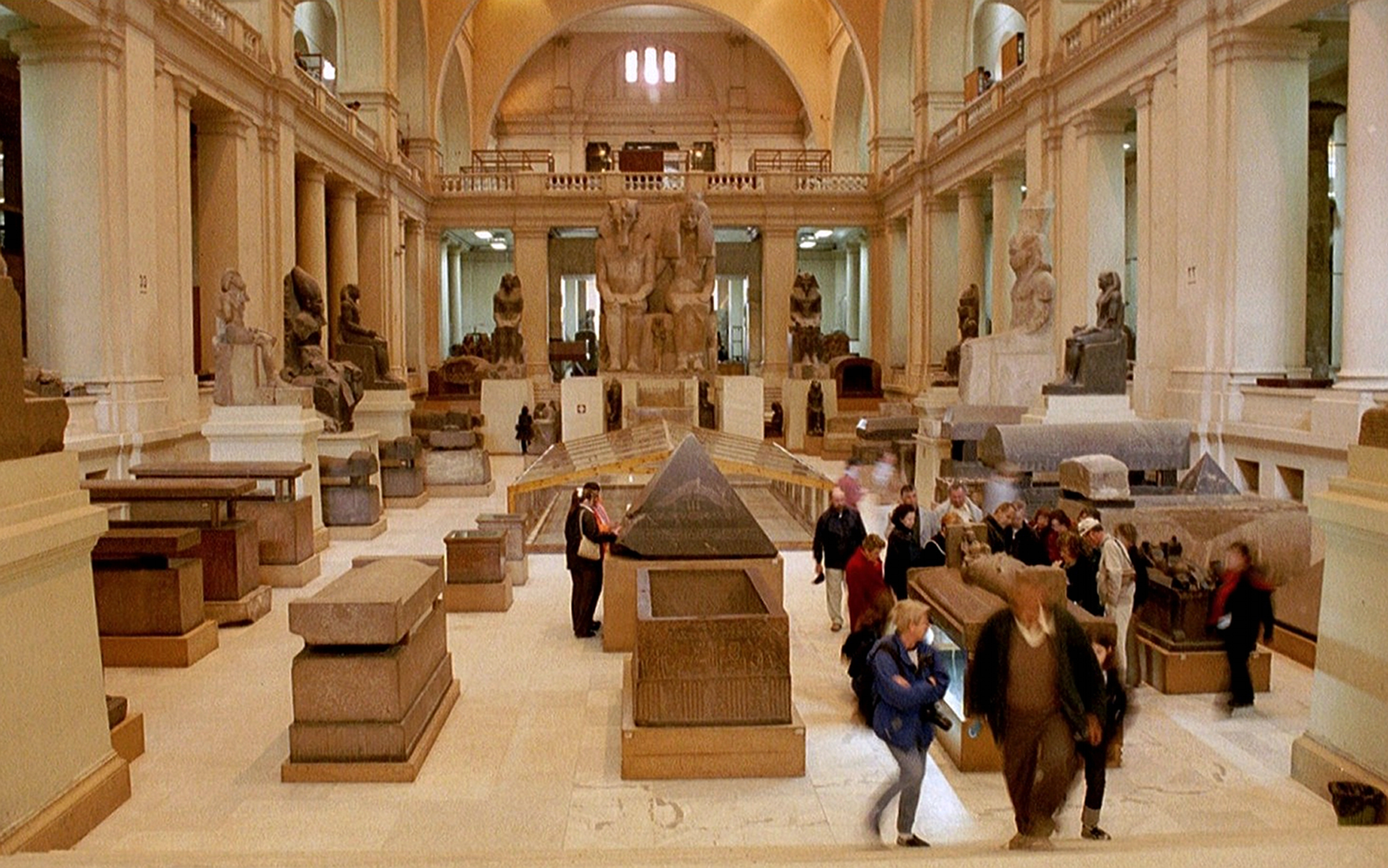
Le Musée égyptien du Caire sert de décor à l'album.

Fidèle à son souci de réalisme et d'authenticité, Edgar P. Jacobs consulte le professeur Pierre Gilbert, directeur de la fondation égyptologique Reine Élisabeth et conservateur des musées d'Art et d'Histoire du Cinquantenaire, tout en s'appuyant sur une abondante documentation réunie avec le concours de Jacques Van Melkebeke qui le conseille, comme à son habitude, dans l'écriture du scénario. Il s'informe également sur la vie en Égypte moderne et dans la haute société du Caire auprès de la jeune ethnologue Cérès Wissa Wassef. Jacobs a par ailleurs recours aux services du jeune dessinateur Albert Weinberg pour écrire et illustrer les deux pages didactiques qui introduisent cette nouvelle aventure dans l'hebdomadaire, de même que pour terminer les décors des scènes du Musée du Caire,.
Pourtant, accablé par la charge de travail et en proie à des crises d'angoisse, l'auteur s'accorde une pause qui entraîne l'interruption de la publication du Mystère de la Grande Pyramide pendant sept semaines entre juin et août 1950. L'aventure est finalement menée à son terme, malgré deux nouvelles courtes interruptions qui contribuent à forger l'image d'un auteur perfectionniste, et sa publication prend fin en mai 1952. Cet épisode rencontre un vif succès. Selon l'écrivain Gérard Lenne, c'est avec lui que le cycle Blake et Mortimer prend « son véritable départ » au cœur d'une histoire « véritablement fantastique puisqu'elle accrédite quelques prodiges parfaitement surnaturels ».

#### La Marque jaune

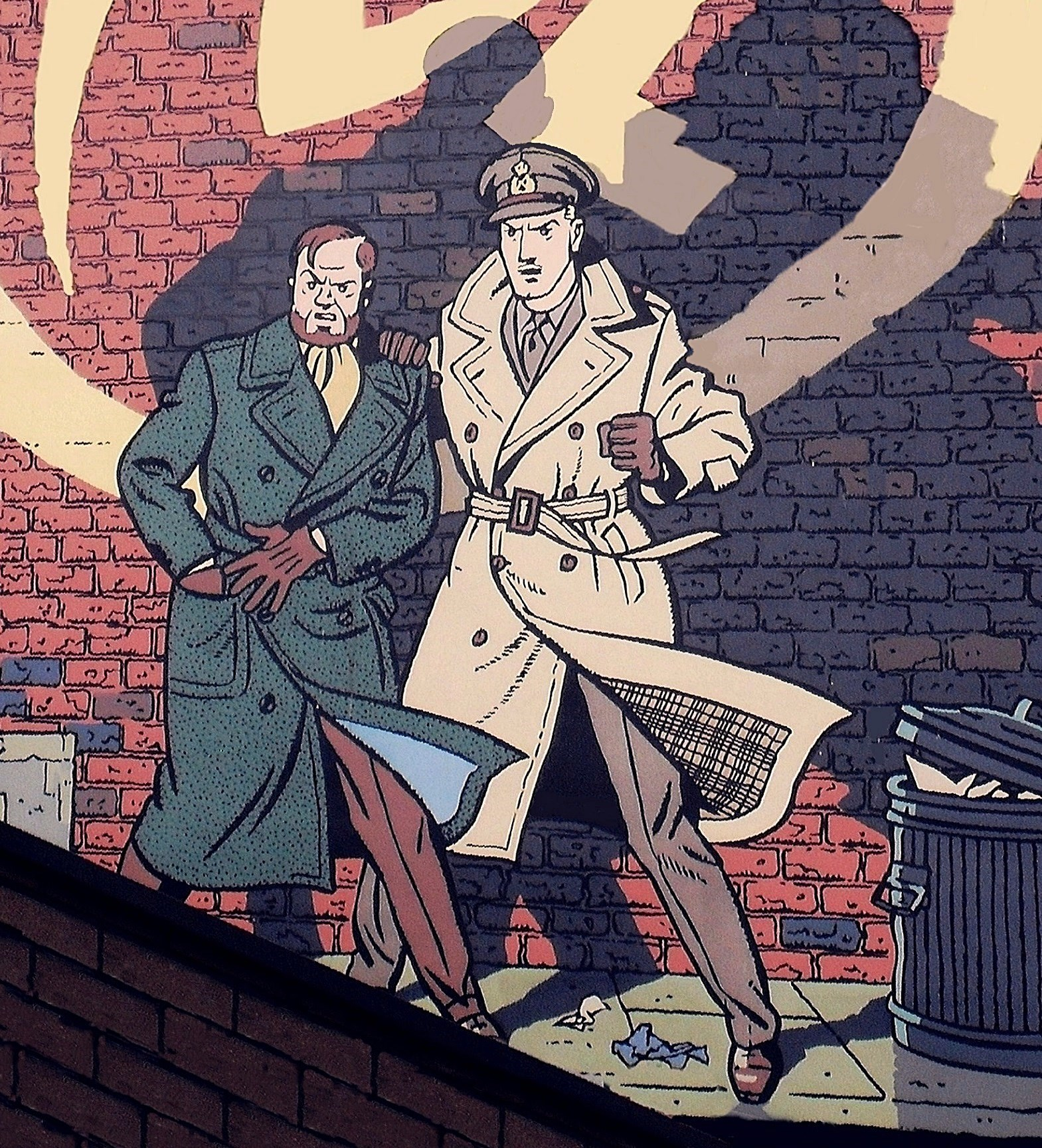
La couverture de l'album est reprise sur un mur d'immeuble à Bruxelles.

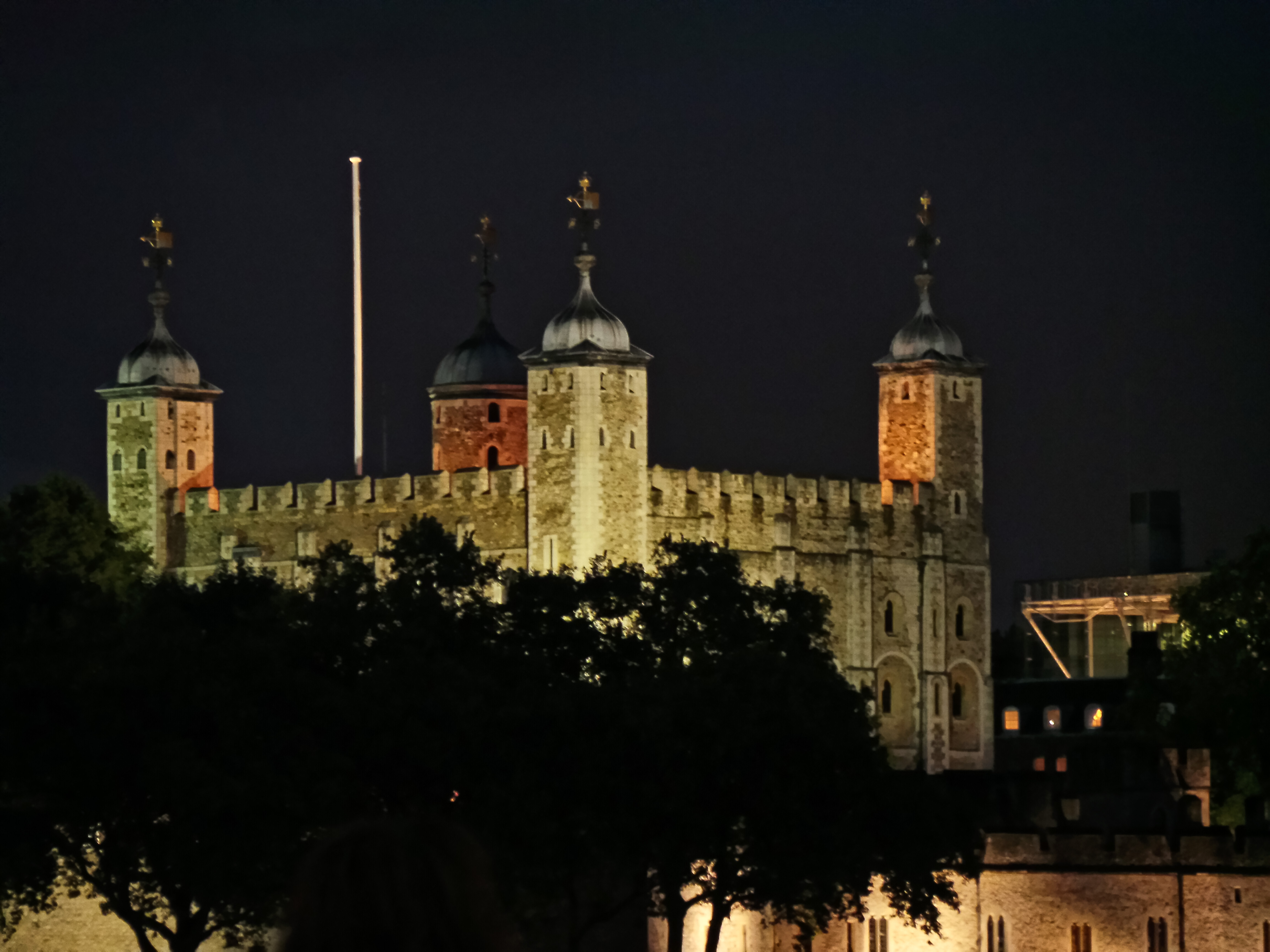
La Tour de Londres où s'ouvre, de nuit, l'album.

La troisième aventure de Blake et Mortimer, La Marque jaune, commence à paraître dans Tintin à partir du 6 août 1953, soit près de quinze mois après la fin de l'aventure précédente. Passionné par les expériences sur le cerveau auxquelles des chirurgiens et médecins se livrent à cette époque et dont il prend connaissance dans des magazines de vulgarisation comme Science et Vie, Edgar P. Jacobs imagine une aventure fondée sur l'invention d'un scientifique qui, pour assouvir son désir de revanche envers la société, prend le contrôle d'un esprit faible et le charge d'exécuter une série de crimes nocturnes. Il adapte ainsi l'intrigue du film expressionniste Le Cabinet du docteur Caligari, une œuvre qui l'a profondément marqué au cours de sa jeunesse. Plus encore, le scénario de La Marque jaune apparaît comme une agrégation des nombreuses références littéraires ou cinématographiques que le dessinateur partage avec son ami Jacques Van Melkebeke qui, encore une fois, est d'une aide précieuse dans la construction du récit. Par ailleurs, le dessinateur se rend à Londres pour effectuer des repérages. Il prend de nombreuses photographies qui lui servent à dessiner les décors de son aventure et à en accentuer le réalisme.
La Marque jaune apparaît dès sa première publication comme un mythe fondateur de la bande dessinée francophone, comme le souligne le critique François Rivière : « La Marque jaune réunit toutes les caractéristiques de l’œuvre savamment construite. C'est à la fois une histoire de suspense sur le plan du schéma, comportant une sorte d'intrigue policière, avec une enquête lente, savante, etc. qui débouche sur une chute qui, elle, est proprement fantastique ; en même temps, c'est une histoire de science-fiction basée sur des choses très précises que [Jacobs a] longuement étudiées et qui sont, vers la fin de l'histoire, développées par le fameux professeur Septimus. » Cette aventure suscite aussi l'admiration des propres collègues d'Edgar P. Jacobs, comme l'explique le dessinateur Albert Weinberg : « Ce qui nous frappait tous dans cette histoire, c'est qu'elle n'avait rien à voir avec ce qui paraissait alors dans la presse pour enfants. C'était très éloigné des histoires d'Hergé, qui restent bien innocentes en comparaison de ce récit angoissant. »
Une forme de censure s'exerce cependant à son encontre. Hergé, comme l'ensemble du comité de rédaction du magazine, s'oppose à la couverture réalisée par Edgar P. Jacobs pour annoncer le lancement de l'aventure car il la juge déplacée. Il recommande à l'auteur de remplacer la silhouette géante qu'il veut faire planer dans le ciel de Londres, au centre de l'image, par un ciel menaçant et des nuages, mais aussi d'effacer le revolver tenu par Francis Blake au premier plan,. Ce refus est vécu comme un affront par le dessinateur qui refuse dès lors de signer la moindre couverture pour le magazine. De même, il est contraint de modifier le dessin d'une case dans lequel figure, en détail, une danseuse courtement vêtue. Quant à la séquence d'autocritique de Vernay, Calvin et Macomber à la fin du récit, elle scandalise Georges Dargaud, l'éditeur français du magazine Tintin, qui craint qu'une telle scène n'alerte la censure. Du propre aveu d'Edgar Jacobs, la réalisation des dernières planches de l'aventure se fait ainsi dans une « atmosphère de désapprobation ».

#### L'Énigme de l'Atlantide

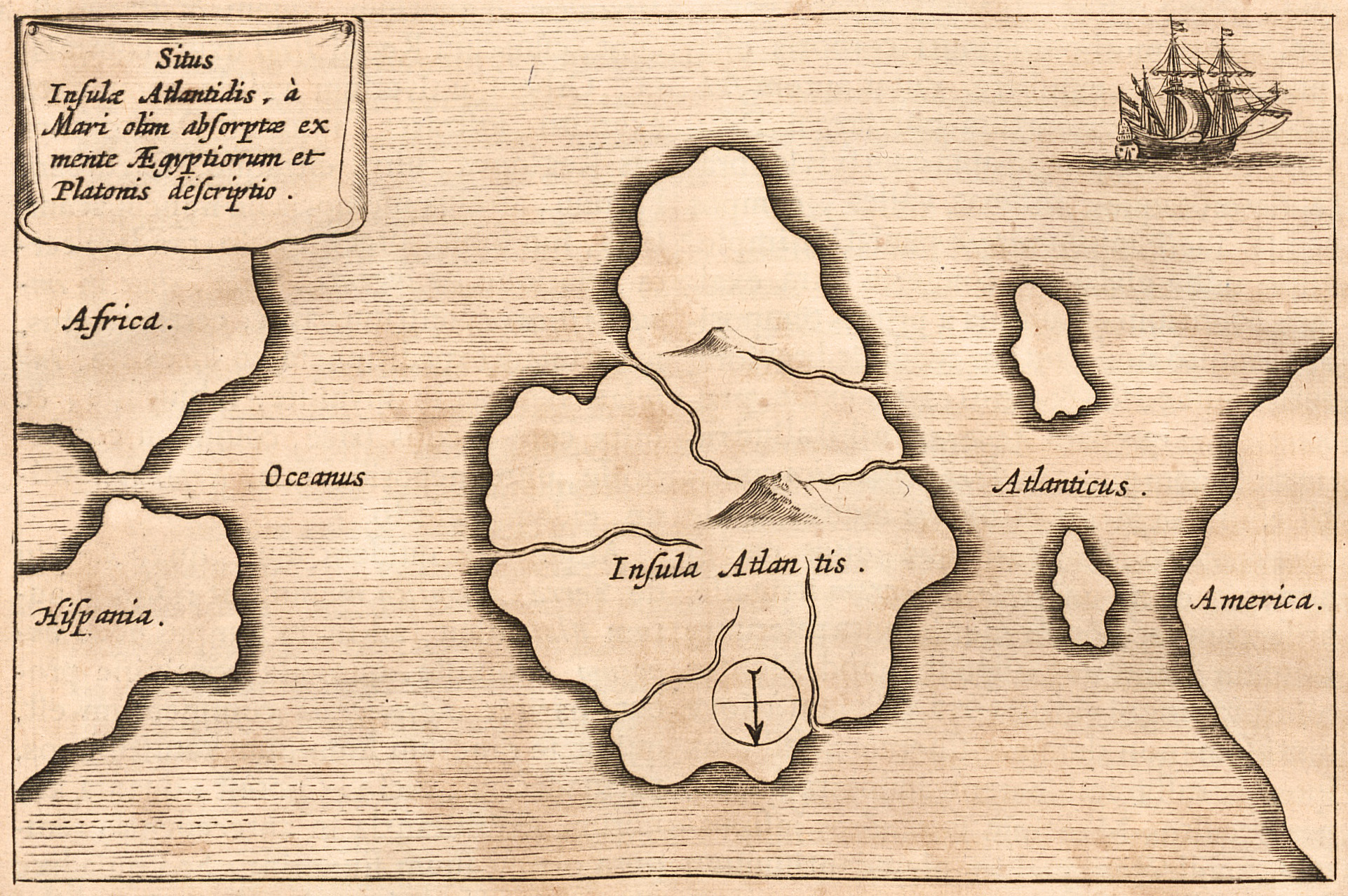
Carte fantaisiste de l'Atlantide d'Athanasius Kircher, en 1678 (le nord est en bas).

Sensible aux critiques sur le didactisme excessif qui ont visé Le Mystère de la Grande Pyramide et aux attaques contre La Marque jaune pour son atmosphère morbide, Edgar P. Jacobs choisit le style du « space opera » pour sa nouvelle aventure, L'Énigme de l'Atlantide, et renoue ainsi avec un univers entrevu dans Le Rayon U. Il s'appuie principalement sur les travaux d'Alexandre Braghine, auteur d'un ouvrage du même nom en 1939, et sur les écrits du philosophe grec Platon, pour situer le continent disparu à l'ouest de Gibraltar. Edgar P. Jacobs construit son scénario autour de deux postulats : d'une part, les analogies ethnographiques, religieuses et architecturales relevées entre les civilisations précolombiennes et l'Égypte ancienne, d'autre part l'existence de l'orichalque qui, d'après le Critias de Platon, était le métal le plus précieux après l'or. Le récit de Jacobs s'inscrit par ailleurs dans la tradition populaire, tant les publications sur le mythe de l'Atlantide sont nombreuses dans la première moitié du XXe siècle.
L'Énigme de l'Atlantide fait coexister deux ethnies différentes, l'une très évoluée et l'autre « barbare », suivant ainsi les suppositions de l'écrivain américain Ignatius Donnelly, auteur d'un ouvrage sur l'Atlantide qui n'a cependant jamais été traduit en français. Le premier projet de Jacobs situe ce qui subsiste d'une ancienne colonie atlante dans un site sauvage et inaccessible d'Amérique centrale, mais pour des raisons de vraisemblance, il choisit toutefois « d'enterrer » l'action. Alors qu'il prévoit de commencer son histoire en évoquant l'apparition de soucoupes volantes et de phénomènes extra-terrestres, Edgar P. Jacobs apprend que son confrère Willy Vandersteen prépare une histoire intitulée Les Martiens sont là. Il décide alors de réorganiser son récit en sabordant la première partie du scénario, une décision qu'il finit par regretter, d'autant plus que l'histoire de Vandersteen n'est qu'une « mystification humoristique » n'ayant aucun rapport avec son propre sujet.

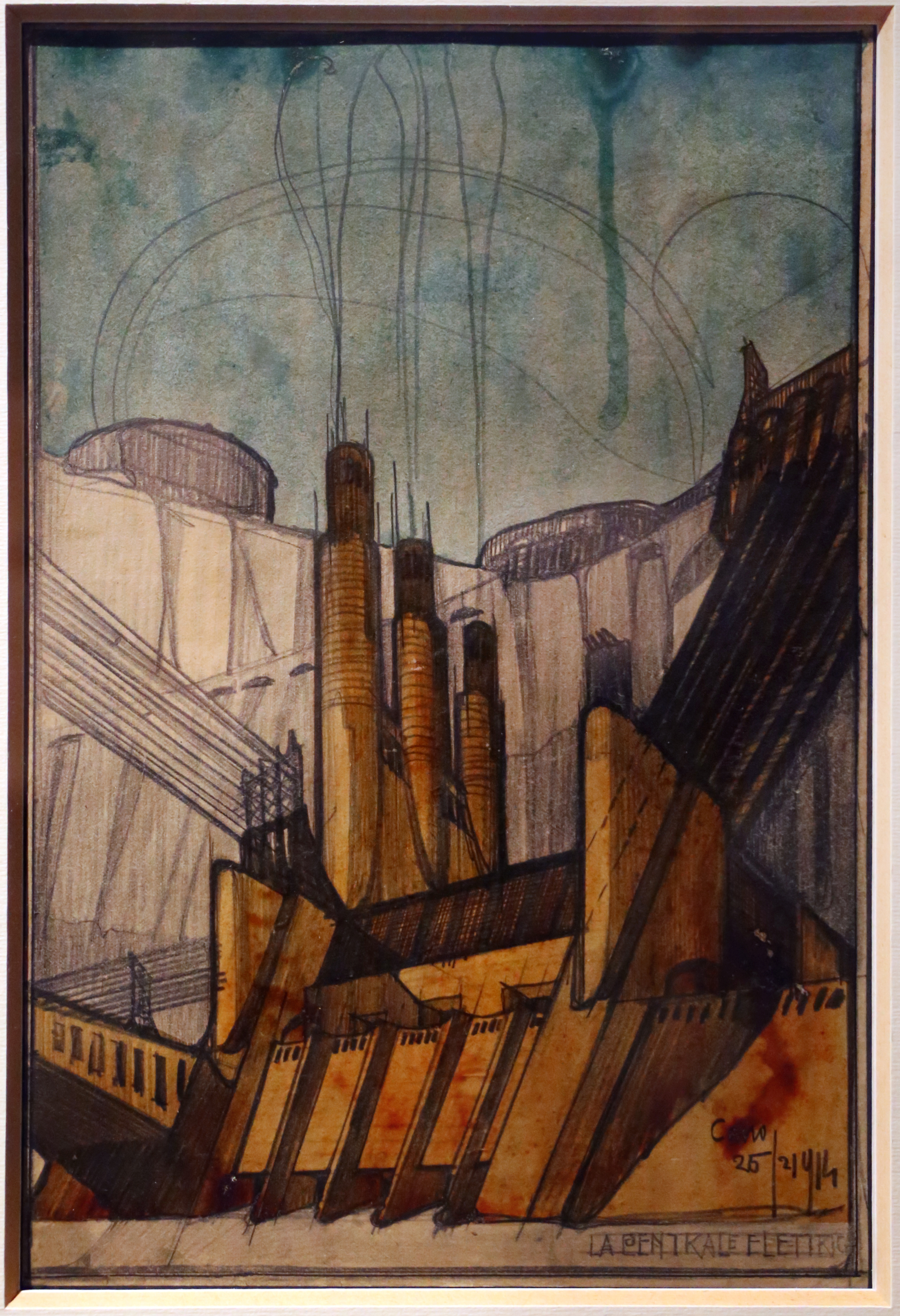
Une œuvre futuriste d'Antonio Sant'Elia.

Par ailleurs, la réalisation graphique de cette nouvelle aventure est retardée par l'installation d'Edgar Jacobs et de sa nouvelle compagne dans une nouvelle maison, située à l'écart du village de Lasne, une commune rurale située à une vingtaine de kilomètres de Bruxelles. La première planche de L'Énigme de l'Atlantide paraît finalement le 19 octobre 1955 dans la nouvelle formule du magazine Tintin, qui compte désormais 32 pages. Sa publication se poursuit sans heurts malgré les nouvelles difficultés que rencontre Edgar Jacobs avec la censure du journal : plusieurs vignettes sont jugées trop agressives, notamment par l'éditeur français Georges Dargaud.
Cette quatrième aventure de Blake et Mortimer est saluée par la critique. Selon l'écrivain Gérard Lenne, il s'agit d'une « fresque magistrale, spectaculaire à souhait, propre à frapper l'imagination d'adolescents pour qui, souvent, ce sera la première et hallucinante description d'un monde futuriste ». La cité de l'Atlantide telle que Jacobs la dessine semble en effet inspirée des œuvres de maîtres italiens du futurisme. L'œuvre est également saluée par Jacques Bergier, qui considère que « par la qualité du détail, l'importance de la recherche, les animaux préhistoriques, les grands cataclysmes, les engins scientifiques extraordinaires, L'Énigme de l'Atlantide est […] le meilleur de Jacobs sur le plan science-fiction ».

#### S.O.S. Météores
SOS Météores, qui paraît à partir du 8 janvier 1958, diffère des précédentes aventures car pour la première fois Edgar P. Jacobs tente de coller au plus près du réel pour établir son scénario. Il s'éloigne ainsi du réseau de références culturelles et littéraires qu'il s'est constitué, comme le remarquent Benoît Mouchart et François Rivière : « Les références directes à la fiction sont ici remplacées par une franche transcription du sentiment de paranoïa qu'éprouve l'auteur depuis la fin des années 1940. » L'auteur transpose le souvenir de vacances désastreuses dans le sud de la France au cours de l'hiver 1954, particulièrement rude, pour bâtir une œuvre fantastique digne des meilleurs romans d'espionnage alors en vogue. Il y intègre une peur nouvelle et largement répandue dans les milieux populaires, liée à la crainte du péril atomique dans le contexte de la Guerre froide. À cette époque, des scientifiques, américains comme soviétiques, se livrent en secret à des expériences visant à modifier le climat. Il est d'ailleurs surpris d'apprendre, quand il soumet son hypothèse de manipulation du climat par une puissance étrangère à un responsable de la DST française, que cette idée est sérieusement étudiée par ses services.
Edgar P. Jacobs réalise un repérage minutieux et localise à l'ouest de Paris une zone proche d'un certain nombre d'objectifs sensibles pouvant être visés par une attaque surprise, comme le centre de recherches nucléaires de Saclay et l'état-major de l'OTAN situé à Rocquencourt. C'est à Jouy-en-Josas qu'il imagine la maison de campagne du professeur Labrousse, directeur de la Météorologie nationale et ami de Mortimer, tandis que la station-pilote permettant aux assaillants de « commander le temps » est installée dans un château à Buc. Comme à son habitude, l'auteur s'appuie sur des personnes réelles pour dessiner ses personnages : le professeur Miloch reprend les traits du dramaturge Arthur Miller, tandis que le général de la base météorologique secrète est un sosie de l'homme d'État soviétique Anastase Mikoïan.

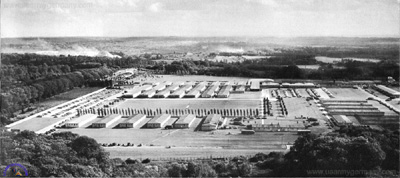
Le Grand Quartier général des puissances alliées en Europe de Rocquencourt.

Dans cette aventure, où la tension est permanente, le dessinateur s'attache à retrouver le réalisme expressif entrevu dans La Marque jaune. Pour Benoît Mouchart et François Rivière, ce récit « s'impose comme l'un des plus brillants exercices de manipulation visuelle du neuvième art ». L'album est publié en 1959 mais, curieusement, ne sera pas réédité pendant les huit années suivantes.

#### Le Piège diabolique
« [Le Piège diabolique est] une extrapolation romancée de l'expression populaire : « C'était le bon temps », essayant de démontrer aux nostalgiques du passé et aux utopistes du futur que « le bon temps » tel qu'ils l'entendent n'existe pas, n'a jamais existé et n'existera jamais. »

— Edgar P. Jacobs, Un opéra de papier, 1981

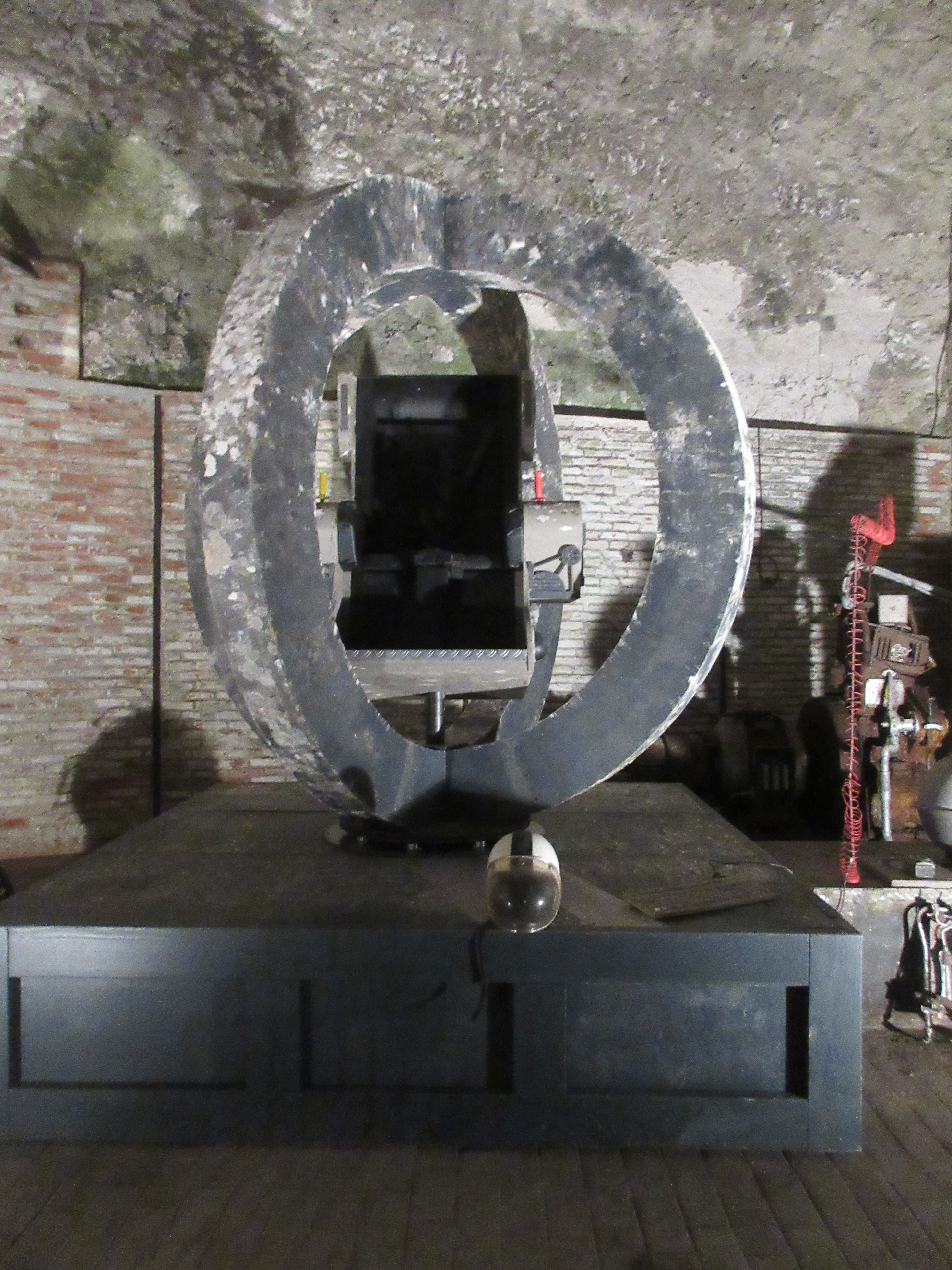
Une réplique du chronoscaphe installée au château de La Roche-Guyon.

Dans cette sixième aventure de Blake et Mortimer, Edgar P. Jacobs, grand admirateur des œuvres de H. G. Wells, et notamment du livre La Machine à explorer le temps, renouvelle le thème du voyage dans le temps à partir d'un « chronoscaphe » déréglé par la volonté malveillante du professeur Miloch, le savant fou de SOS Météores. Il situe l'action de son récit en contrebas du château de La Roche-Guyon, qui lui paraît présenter un intérêt géographique, stratégique et historique correspondant à son scénario, et effectue sur place un repérage méthodique. Pour dessiner les séquences médiévales du premier volet de l'aventure, il sollicite le concours de Liliane et Fred Funcken, spécialistes belges de la bande dessinée historique, tandis que des membres des Studios Hergé, en particulier Josette Baujot, France Ferrari et Roger Leloup, interviennent également dans la mise en couleurs.
Les différentes séquences du récit offrent une vision pessimiste et anxieuse de l'avenir de l'humanité. Comme auparavant dans Le Secret de l'Espadon et L'Énigme de l'Atlantide, Edgar Jacobs laisse transparaître sa peur du déclin de l'Occident. Sa publication s'étale du 22 septembre 1960 au 21 novembre 1961.
L'accueil critique est peu favorable à cette nouvelle aventure et surtout, Le Piège diabolique est confronté aux foudres de la censure officielle française. Le 25 juin 1962, le Secrétariat d'État à l'information, invoquant la loi du 16 juillet 1949 sur les publications destinées à la jeunesse, informe les Éditions Dargaud que la Commission de Surveillance et de Contrôle de la presse enfantine émet un avis défavorable à la vente de l'album en France, « en raison des nombreuses violences qu'il comporte et de la hideur des images illustrant ce récit d'anticipation, ». L'interdiction n'est levée que cinq ans plus tard, notamment grâce à l'appui de René Goscinny.

#### L'Affaire du Collier
Les déboires d'Edgar P. Jacobs avec la censure le découragent et le conduisent à prendre du retard dans la préparation d'une nouvelle aventure. Celle-ci ne paraît dans le journal Tintin qu'à partir du 24 août 1965, soit près de quatre ans après la fin de la précédente. Pour ne pas s'exposer à la censure et afin d'éviter l'incompréhension des critiques ou des lecteurs, il choisit par prudence d'aborder un thème plus simple de « police-fiction », aux accents historiques.

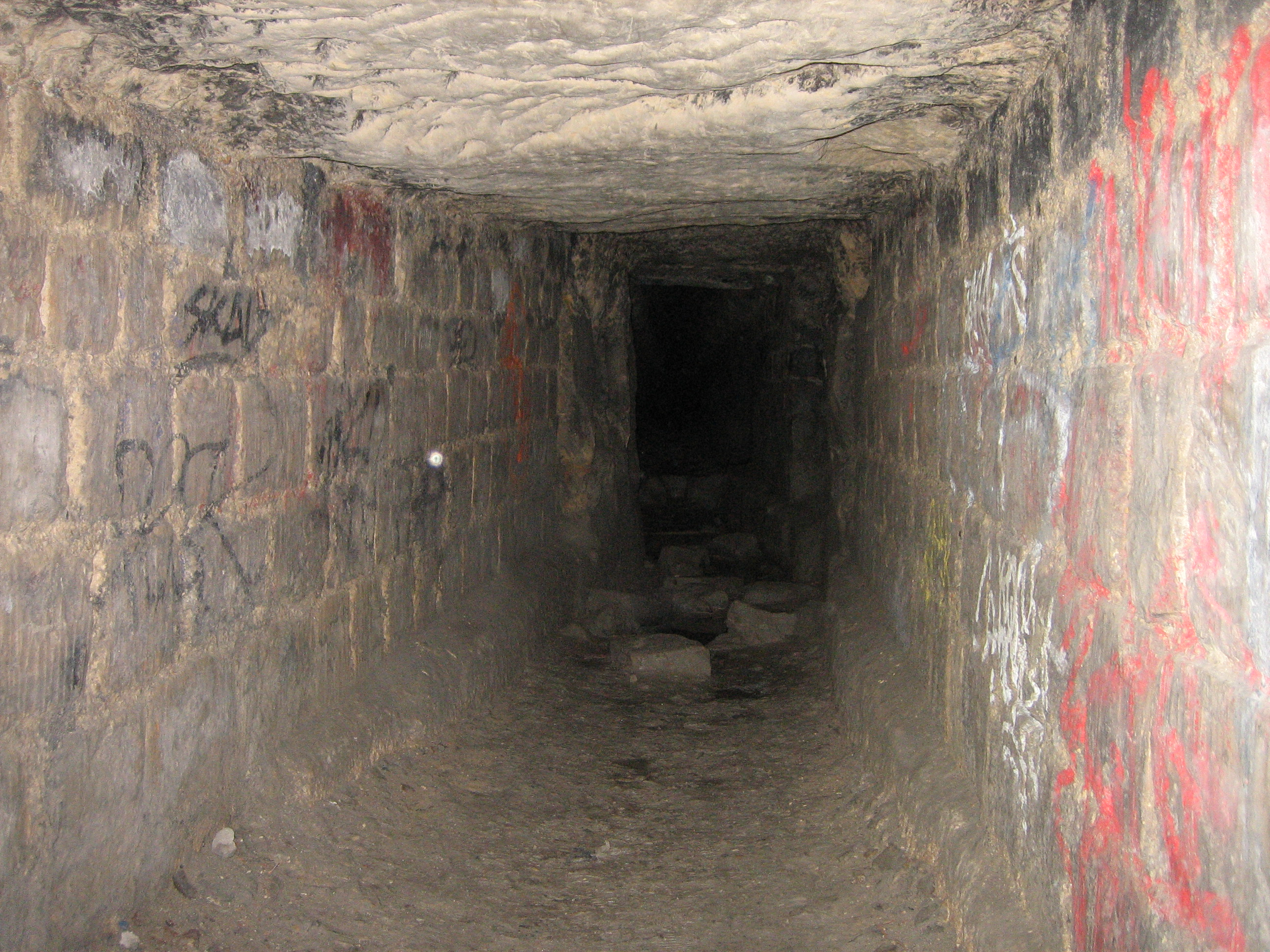
Une carrière souterraine à Paris.

L'idée de L'Affaire du collier lui vient à la suite de la catastrophe de Clamart survenue le 1er juin 1961 : six hectares de carrière de craie s'effondrent sur une hauteur de deux à quatre mètres, à la limite des communes de Clamart et d'Issy-les-Moulineaux, provoquant de nombreuses victimes et d'importants dégâts matériels. Cet événement lui fait prendre conscience que le sous-sol de Paris est truffé de galeries et de carrières, ce qui le conduit à s'intéresser à ce « mystérieux et inquiétant monde souterrain sur lequel est bâtie la capitale française, ».
Dans cette intrigue policière, Edgar P. Jacobs fait réapparaître le personnage d'Olrik que réclament ses lecteurs. Par ailleurs, il se procure auprès de l'Inspection générale des carrières le plan des 300 km de galeries qui serpentent sous Paris, puis effectue de nombreux repérages en surface et en sous-sol,.
Afin d'assister Jacobs dans son travail, le rédacteur en chef de Tintin, Marcel Dehaye, contacte le dessinateur Gérald Forton. Celui-ci réalise l'encrage des premières planches, de même que le dessin de la plupart des décors et des scènes de foule, dans un style assez éloigné de celui de l'auteur de Blake et Mortimer,. Cette substitution déplait fortement aux lecteurs et la collaboration est interrompue à la douzième planche,. Pour autant, Jacobs ne parvient pas à renouer avec son propre style dans la suite de l'aventure, comme si le caractère figé des poses photographiées qu'il utilise pour le dessin de ses cases l'éloignait du charme graphique de ses premiers albums.
Le résultat déçoit d'autant plus les lecteurs que l'auteur renonce à introduire dans son récit les éléments fantastiques auxquels il a songé, par crainte d'une nouvelle censure. Il livre ainsi une simple fiction policière, presque désuète, tandis qu'Olrik perd de sa superbe, relégué au rang de simple chef d'une bande de malfrats. Le critique Numa Sadoul considère qu'il s'agit là d'un « temps faible dans l'œuvre de Jacobs […] Une intrigue banalement policière, des personnages transparents en leur manichéisme de tradition, un dessin soigné mais souvent terne, un texte lourd et que les ans ont affublé de rides ».

#### Les Trois Formules du professeur Satō
Edgar P. Jacobs opère un changement de décor radical en situant au Japon le cadre des Trois Formules du professeur Satō, la huitième aventure de son duo. Sa fascination pour la culture japonaise, en particulier les œuvres cinématographiques d'Ishirō Honda, comme Godzilla, explique en partie ce choix. Il accumule une importante documentation sur les traditions, la vie quotidienne, le tourisme et les infrastructures de ce pays, aidé dans ses recherches par Hasumi Shigehiko, un professeur japonais de langue et de littérature française de l'université de Tokyo qui a épousé Chantal, la fille de son ami Jacques Van Melkebeke,. En parallèle, la lecture de plusieurs articles de Science et Vie à propos du possible recours aux robots et aux cyborgs dans l'industrie aéronautique l'aide à mettre sur pied son scénario, de même que la découverte du roman La Formule du professeur Matheson de J.S. Fletcher qui met en scène l'enlèvement d'un scientifique.

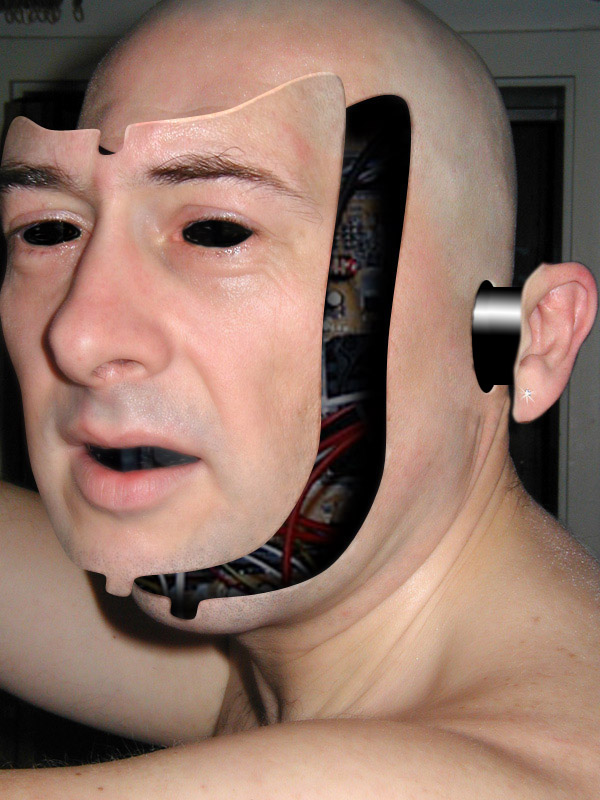
Représentation d'un cyborg.

Jacobs imagine un récit qui penche d'emblée vers le fantastique avec l'apparition d'un dragon japonais « Ryū ». Selon Stéphane Bielikoff qui résume le premier tome dans Les Cahiers de la bande dessinée, « le récit semble chavirer dans l'intrigue policière pour enfin se rattacher au genre dit du « merveilleux fantastique » avec l'apparition du laboratoire souterrain et de son inquiétant gardien. Cet épisode est aussi un retour à quelques grands thèmes jacobsiens, l'abri souterrain à l'épreuve du temps […], le Traître […] et enfin la dualité du bien et du mal […]. » Comme pour la précédente aventure, Jacobs sollicite l'aide des Studios Hergé pour la colorisation des cases.
Le dessinateur présente son scénario à son rédacteur en chef Michel Greg le 24 avril 1967, mais les deux premières planches de l'album ne paraissent que le 5 octobre 1971 dans un numéro spécial de 100 pages marquant les 25 ans du Journal de Tintin,. La publication se poursuit jusqu'au 30 mai 1972 mais ne soulève pas le même enthousiasme que les premières aventures de la série, notamment en raison du manque de rythme de l'action. Les 46 planches du premier volet ne sont éditées en album qu'en août 1977 sous le titre Mortimer à Tokyo, tandis que Jacobs se lance dans la rédaction du storyboard de la deuxième partie du récit,.

### Derniers projets

#### Réédition duRayon Uet mise en pause desTrois Formules du professeur Satō

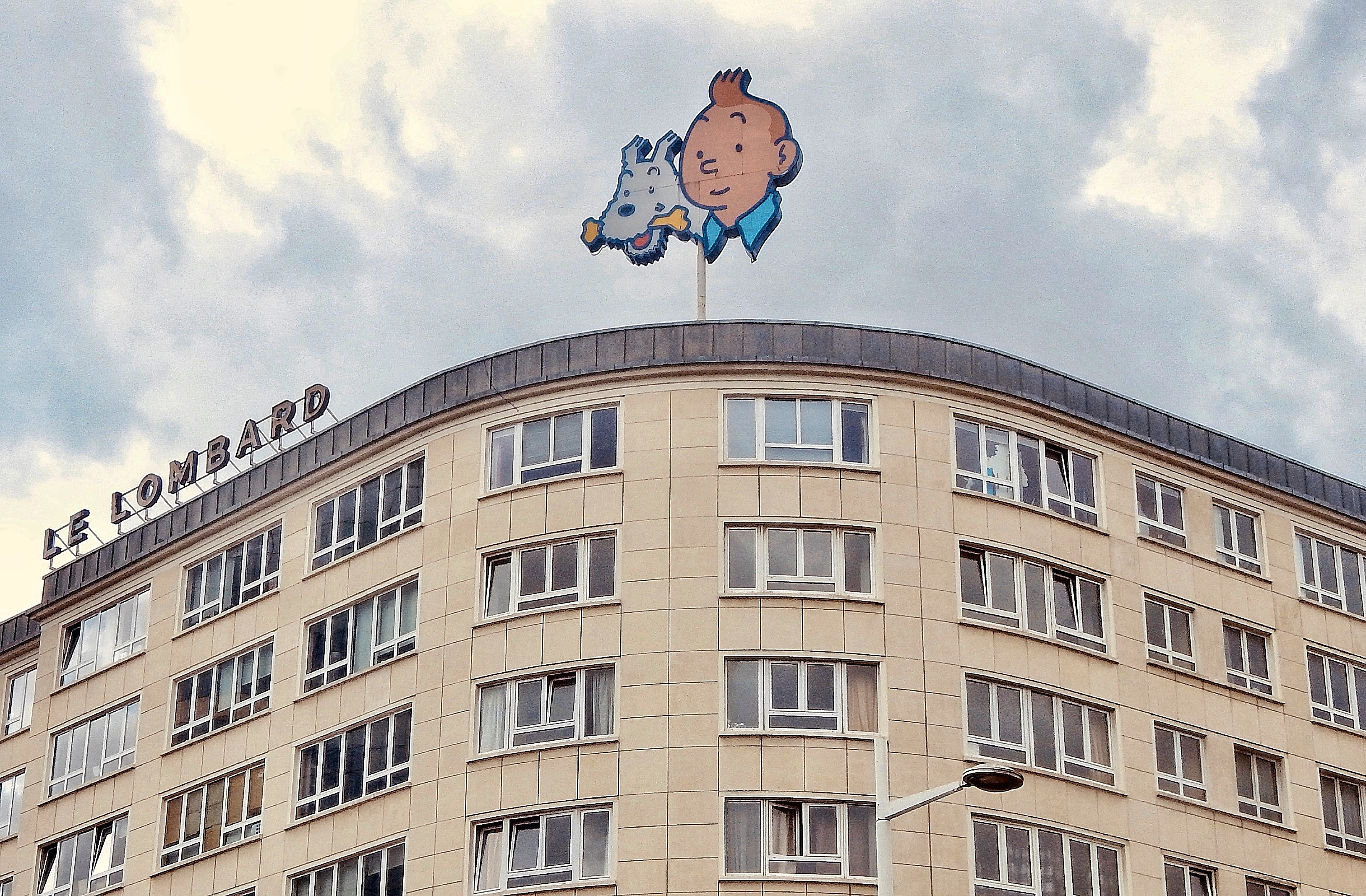
Le siège des éditions Le Lombard à Bruxelles.

En 1974, Edgar P. Jacobs épouse Jeanne Quittelier, qui est sa compagne depuis 1952 et avec qui il vivait à Bruxelles dans un appartement de l'avenue Hoover jusqu'en 1955 avant de s'établir à Lasne dans une propriété nommée « le Bois des Pauvres ».
Les Éditions du Lombard et Michel Greg, le rédacteur en chef de Tintin, qui espèrent faire patienter le public de Jacobs dans l'attente de la publication du deuxième tome des Trois formules du professeur Satō, décident de publier une version modernisée du Rayon U, ce qui impose au dessinateur un gros travail de recomposition, de modernisation et d'ajout de phylactères. Ce travail de remontage s'étend d'avril 1973 à juin 1974.
Questionné à maintes reprises sur la parution de ce deuxième tome, Edgar P. Jacobs assure à ses lecteurs qu'il ne les oublie pas. Bien qu'il en ait terminé la rédaction du storyboard, il n'entame pas sa réalisation graphique en raison des problèmes de santé qui l'affectent. Il envisage alors de faire appel à Gilles Chaillet, qui ne donne pas suite, puis à Bob de Moor, qui se heurte au refus de son employeur, Hergé.

#### Un Opéra de papier

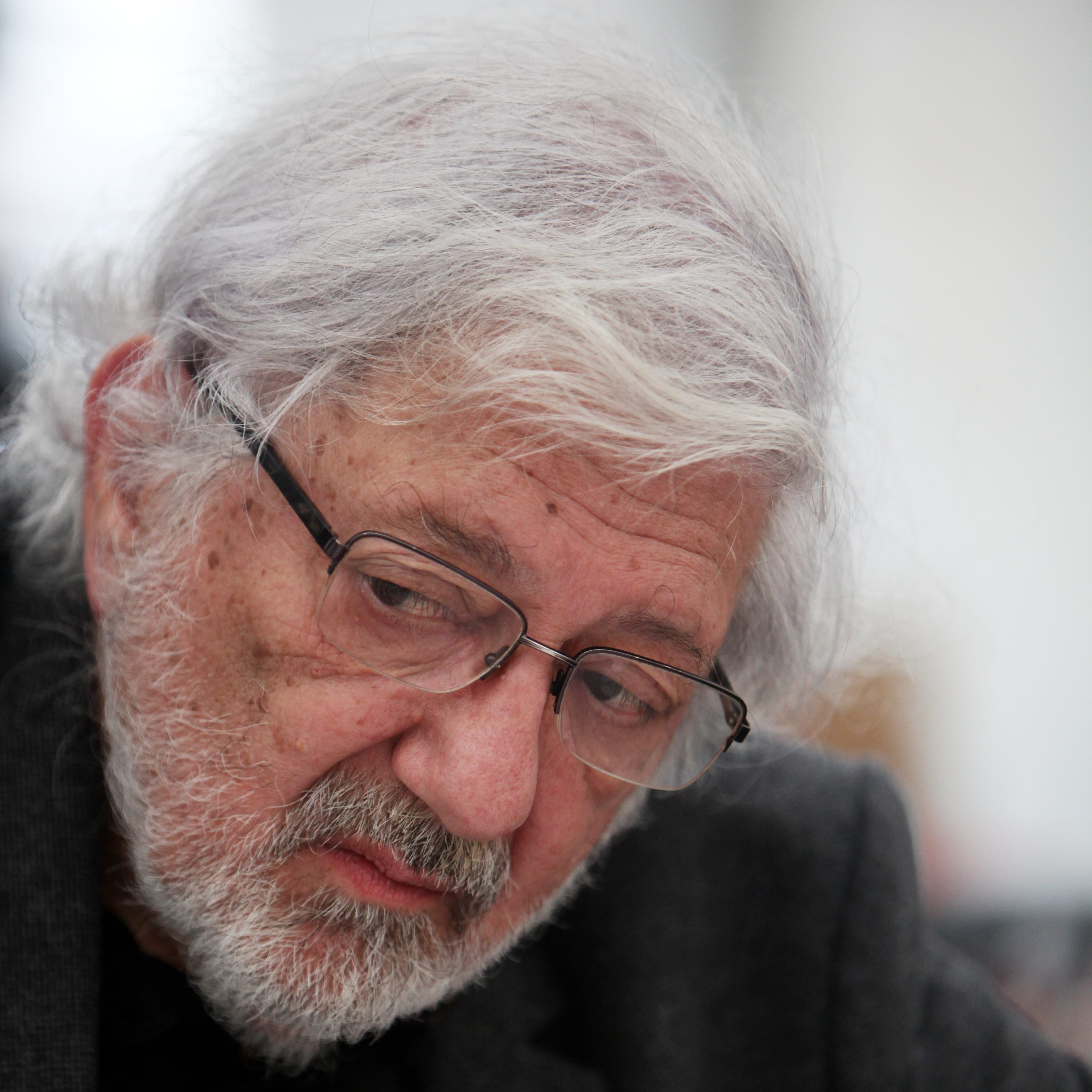
Jacques Tardi (ici en 2021) réalise la couverture des mémoires de Jacobs.

Pierre Marchand, directeur du département jeunesse des Éditions Gallimard et marqué par la publication des entretiens d'Hergé avec Numa Sadoul, Tintin et moi, demande en octobre 1978 au journaliste Pierre Lebedel de contacter Edgar P. Jacobs pour lui proposer de l'accompagner dans la rédaction de ses mémoires. Les deux hommes rencontrent Jacobs et son ami Evany, ancien directeur technique des Éditions du Lombard, le 25 octobre afin de mettre au point diverses questions techniques. Au fil des échanges, il apparaît que la forme autobiographique est la mieux adaptée au projet. Trois années s'écoulent finalement jusqu'à la parution de l'ouvrage, Jacobs évoque à ce sujet un « travail de fou ». Selon Pierre Lebedel, « Un Opéra de papier ne fut pas une entreprise facile à mener à son terme. Edgar et Evany firent la maquette. Evany contretypa tous les documents […] un par un dans sa salle de bain qu'il avait transformée en studio photo […]. Il y eut aussi de multiples corrections de la part d'Edgar ».
Dans cet ouvrage, Jacobs, très pudique, ne fait aucune mention de sa vie privée. Par ailleurs, pour éviter toute polémique, il s'efforce de minimiser « les histoires de critiques, de crocs-en-jambe et autres petites vacheries qui ont jalonné [sa] carrière et se contente de décrire en détail le processus de ses travaux ». En guise de conclusion, il tire un bilan doux-amer de ses activités, évoquant « soixante années de quête alimentaire, dont trente-six exclusivement consacrées à cette satanée bande dessinée ! Seule la lointaine et éphémère « séquence lyrique », toute rayonnante de jeunesse, d'enthousiasme… et d'illusion, vient illuminer cette grisaille ». Quelques lignes plus loin toutefois, il explique : « Ma tâche de « conteur d'histoires » n'aura pas été entièrement négative. Puisque grâce à elle il m'aura été accordé le rare privilège d'être à la fois l'auteur, l'interprète et le metteur en scène d'un singulier, mais bien passionnant, opéra… de papier »
Un Opéra de papier paraît en décembre 1981 avec une abondante iconographie, sous une couverture réalisée par Jacques Tardi. En mars de l'année suivante, Gallimard organise à Paris une série de réceptions au cours desquelles Edgar P. Jacobs accorde plusieurs entretiens et qui culmine par une séance de dédicaces au Salon du livre.
Le réalisateur Guy Lejeune, de la RTBF, lui propose peu après de réaliser une émission sur son œuvre. Jacobs s'implique avec zèle dans ce projet, qu'il considère comme le complément animé et sonore de son Opéra de papier. La préparation dure plusieurs mois et le tournage a lieu pendant l'été 1982, au domicile de l'auteur, qui l'évoque avec humour comme sa nécrologie. Sous le titre Des planches aux planches, le film est présenté en deux parties les 11 et 18 janvier 1984.

#### Projet d'adaptation cinématographique

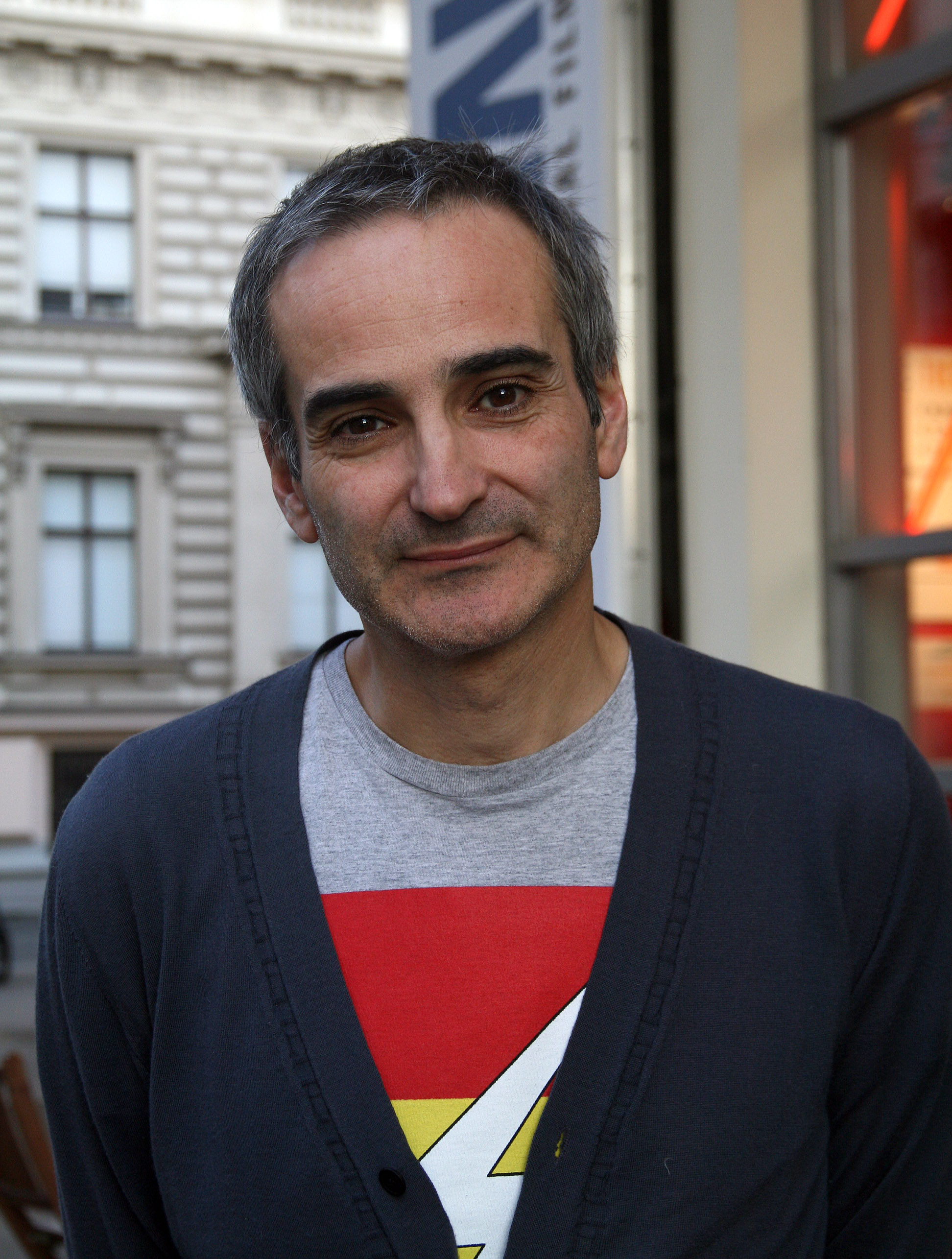
Olivier Assayas (ici en 2010) travaille avec Lam Lê sur une adaptation cinématographique de La Marque jaune.

En avril 1983, le publicitaire Michel Marin réalise un court essai d'adaptation de La Marque jaune. Ce pilote, produit par Irène Silberman et scénarisé par Jean Van Hamme, met en scène Yves Brainville dans le rôle de Mortimer, Pierre Vernier dans celui de Blake, tandis que Michel Vitold interprète le docteur Septimus et Patrick Laval le colonel Olrik. Edgar P. Jacobs apprécie la démarche de porter ses personnages à l'écran mais il souhaite que cela se fasse dans l'esprit de la série Chapeau melon et bottes de cuir. Irène Silberman finit par écarter Michel Marin et annonce en mai 1985, lors du Festival de Cannes, avoir confié la réalisation de ce long métrage au réalisateur franco-vietnamien Lam Lê, assisté d'Olivier Assayas pour le scénario. Le projet, qui emporte l'adhésion de Jacobs, est finalement abandonné,.

#### Création des Éditions Blake et Mortimer et de la Fondation Jacobs

Logo des Éditions Blake et Mortimer.

Dès la fin des années 1970, les relations entre Edgar P. Jacobs et Le Lombard se tendent. L'auteur regrette que son éditeur ne mette pas suffisamment en avant sa collection, tandis que l'éditeur considère que l'œuvre de Jacobs est quelque peu tombée en désuétude, tout en reprochant au dessinateur de ne pas achever le deuxième tome des Trois Formules du professeur Satō. À l'échéance de son contrat, Edgar P. Jacobs s'associe au disquaire bruxellois Claude Lefrancq pour créer les Éditions Blake et Mortimer. L'objectif est de rééditer les huit aventures du tandem, dans le format des planches originelles. Le dessinateur en profite pour apporter des modifications à son travail : dans un premier temps, Le Secret de l'Espadon est refondu en trois volumes au lieu de deux, avec le soutien de Philippe Biermé et Luce Daniels pour la colorisation.
Le 23 octobre 1983, Edgar P. Jacobs dépose chez le notaire bruxellois Jean-Marie Gyselinck les statuts de la Fondation Jacobs, dont le but est d'assurer la conservation de son œuvre artistique et littéraire. En parallèle, il dépose lui-même ses planches et ses dossiers dans un coffre au nom de sa fondation à la Banque Bruxelles Lambert, afin, comme il le précise dans son testament, d'« éviter la dispersion anarchique de [son] œuvre ou la mainmise de celle-ci par certains affairistes de la bande dessinée, ». Selon Pierre Lebedel, l'un des administrateurs de la Fondation Jacobs, ce dépôt réunit plus de 700 planches, mais aussi des centaines de crayonnés et des calques.

### Fin de vie
Entre 1974 et 1975, Edgar P. Jacobs doit subir deux interventions chirurgicales pour soigner l'arthrose de hanche qui le fait souffrir. Le 31 décembre 1975, sa deuxième épouse, Jeanne Quittelier, fait une chute à leur domicile et se fracture le col du fémur. L'état de santé de sa femme n'est pas sans conséquence sur celui de l'auteur qui, pour sa part, souffre également de problèmes de vue et d'arthrose des doigts qui ne lui permettent plus de dessiner avec autant de précision que par le passé. Jeanne Quittelier s'affaiblit encore : elle décède le 31 octobre 1977. Dans une lettre à son ami journaliste Michel Daubert, Jacobs évoque son « profond désarroi » et le « vide affreux » dans lequel le plonge ce deuil brutal, qui « [le] laisse complètement désemparé […] face à une tâche inachevée qui a perdu tout intérêt pour [lui] »,.
Edgar P. Jacobs est également touché par la mort à quelques semaines d'intervalle de ses deux amis Hergé, le 3 mars 1983, et Jacques Van Melkebeke le 8 juin suivant.
Durant l'hiver 1985-1986, la santé d'Edgar P. Jacobs décline à son tour. Il est sujet à plusieurs angines de poitrine qui entraînent son hospitalisation en urgence à l'hôpital d'Ottignies. Il refuse alors de suivre les recommandations des médecins qui l'incitent à entrer en maison de retraite. Il effectue sa dernière apparition publique le 16 avril 1986 lors de l'inauguration du Centre belge de la bande dessinée. Le dessinateur se dit également accablé par des soucis professionnels, administratifs et financiers, qui le conduisent notamment à créer le Studio Jacobs, société détentrice des droits de la série Blake et Mortimer après un redressement fiscal en 1985. Peu à peu, il refuse les invitations et les entretiens, s'isolant à son domicile de Lasne. Ses confrères le décrivent « comme un aigri, un ermite, un homme invisible, le reclus du Bois des Pauvres ».
Edgar P. Jacobs meurt à son domicile le 20 février 1987. Il est enterré dans le cimetière communal, où un mausolée à sa mémoire, financé par les propriétaires du Studio Jacobs et les Éditions Blake et Mortimer, est érigé et inauguré le 2 février 1988. Sa tombe est surmontée d'un imposant monument funéraire représentant un sphinx, lequel évoque le Grand Sphinx Rê-Harmakhis qu’il a dessiné dans Le Mystère de la Grande Pyramide. À la base de la sculpture, un texte gravé évoque les talents d'Edgar P. Jacobs : 

« Edgar P. Jacobs
1904 - 1987
Artiste lyrique, peintre, illustrateur et créateur de la bande dessinée Blake et Mortimer. »

La maison du couple Jacobs, au « Bois des Pauvres », est finalement détruite.

## Vie privée
Comme le soulignent ses biographes Benoît Mouchart et François Rivière, Edgar Jacobs s'est toujours montré discret sur sa vie privée, n'abordant qu'en de très rares occasions les liens affectifs qui ont ponctué sa vie, de l'enfance à l'âge adulte. À titre d'exemple, les prénoms de ses parents ne sont pas mentionnés dans ses mémoires, Un Opéra de papier. Pour les deux auteurs, « ce silence appuyé révèle surtout un trait de caractère qui hantera Jacobs jusqu'à la fin de sa vie : la crainte obsessionnelle de trahir sa propre nature ». Cette position est assumée par Jacobs qui déclare dans un entretien avec la journaliste Michèle Cédric en 1982 : « J'estime qu'un auteur ou un acteur doit être connu par ce qu'il écrit, par ce qu'il évoque ou par ce qu'il représente quand il est sur scène. Il y a souvent une déception du lecteur ou du spectateur, quand il connaît le personnage en chair et en os. »
Edgar Jacobs connaît sa première relation amoureuse en 1922 avec une choriste prénommée Madeleine, qui figure comme lui dans la troupe de la revue Bonjour Paris de Mistinguett. Refusant le mariage, il décide de rompre deux ans plus tard, juste avant son départ pour le service militaire. En 1928, il rencontre Léonie Bervelt, une chanteuse d'opérette bruxelloise âgée de sept ans de moins que lui, surnommée « Ninie ». Il l'épouse le 27 septembre 1930 à l'église Sainte-Catherine de Bruxelles,, puis le couple s'installe à Lille où il se produit à l'opéra pendant deux saisons, avant de rentrer à Bruxelles. Leur relation est d'autant plus houleuse que la jeune femme semble alors reprocher à Edgar Jacobs ses nombreux échecs, lui qui ne parvient pas à percer dans le métier de chanteur lyrique. Selon Benoît Mouchart et François Rivière, la stérilité de leur union contribue certainement au désordre de leur couple : « Comme si elle cherchait à compenser son désir inassouvi de maternité, Ninie retrouve la frivolité de sa jeunesse, sans rien cacher de ses aventures à son mari. » Dès lors, ils se montrent infidèles, l'un comme l'autre, jusqu'à leur rupture en août 1945. Leur divorce n'est pourtant prononcé que le 20 octobre 1951 et le couple se quitte en bons termes, conservant de forts liens amicaux. Edgar Jacobs se montre ainsi particulièrement affecté par la mort de son ex-femme le 18 juillet 1969.
Dès la fin des années 1940, il entame une nouvelle relation amoureuse avec Jeanne Quittelier, une de ses voisines qui donne des cours particuliers de piano et qui lui propose dans un premier temps de l'accompagner lorsqu'il s'entraîne à chanter. Jeanne finit par s'installer au domicile du dessinateur, avenue du Couronnement à Bruxelles, au cours de l'année 1952. Jalouse et possessive, elle finit par le convaincre de s'éloigner de la capitale : au mois de juin 1955, le couple achète un petit cottage à l'écart du village de Lasne, dans la banlieue bruxelloise, au lieu-dit le « Bois des Pauvres ». Le dessinateur s'y aménage un atelier où il vit parfois comme un reclus pendant plusieurs jours, le temps de réaliser ses dessins. Il apprécie également la compagnie de la petite-fille de Jeanne, Viviane, qui séjourne régulièrement chez eux.
Tous les deux divorcés, ce qui ne manque pas d'attiser les commérages du voisinage, Jeanne et Edgar Jacobs finissent par régulariser leur situation et se marient le 5 juin 1974 au Château Malou, à Woluwe-Saint-Lambert.

## Portrait
« Afin de masquer du mieux possible sa véritable personnalité, Jacobs aimait se draper dans la pose d'un créateur ténébreux aux pensées impénétrables. Les photographies officielles reproduites sur ses albums l'immortalisent dans cette affectation où le dessinateur semble vouloir se montrer à la hauteur de son œuvre. Ceux qui ont eu la chance de l'approcher conservent pourtant de lui une image bien différente de ces clichés hiératiques. »

— Benoît Mouchart et François Rivière, Edgar P. Jacobs, un pacte avec Blake et Mortimer

### Un homme chaleureux et jovial, mais aussi solitaire et méfiant

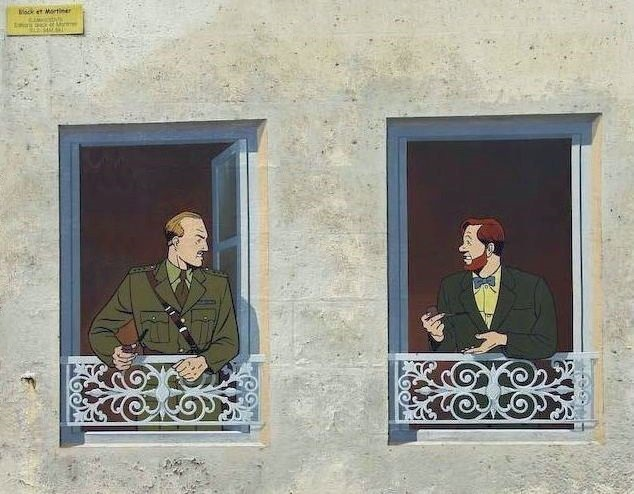
Fausses fenêtres en hommage à Blake et Mortimer, à Angoulême.

Dans les Témoignages d'amitiés vraies publiés dans Tintin après la mort du dessinateur, de nombreux confrères le décrivent comme une personnalité involontairement comique, un gaffeur, « roi des catastrophes ambulantes », ce que ses biographes Benoît Mouchart et François Rivière confirment en évoquant un homme « affable, chaleureux et volontiers rieur ». Dans son introduction au Manuscrit E.P. Jacobs, l'historien de la bande dessinée Charles Dierick observe que le portrait laissé par Jacobs est « fort contrasté et donc sans nuances […]. En société il était […] théâtral, flamboyant, drôle et enjoué […], la parole facile et le rire communicatif. Par contre professionnellement, Jacobs était connu pour sa minutie obsessionnelle, ses scrupules excessifs […] voire sa maniaquerie pure et simple ».
Raymond Leblanc, premier directeur du Journal de Tintin, évoque en Jacobs « un homme adorable de modestie », mais aussi « solitaire et minutieux à l'excès », dont les retards sont « légendaires ». Ce caractère perfectionniste et méticuleux est aussi mis en avant par le dessinateur Albert Weinberg, qui l'assiste sur Le Mystère de la Grande Pyramide : « Jacobs pouvait buter sur un détail et vouloir tout reprendre. Il était à ce point perfectionniste qu'à la rédaction, ils enfermaient ses planches sous clef une fois remises, car sinon il les reprenait pour les améliorer encore. »
Ses confrères mettent également l'accent sur son inquiétude permanente et sa constante méfiance. La crainte d'être copié, voire plagié, ne le quitte pas. Selon Roger Leloup, « il voyait des traîtres partout, comme dans ses histoires. Il accumulait des dossiers sur ceux qui, pensait-il, le plagiaient ». Jacques Martin, qu'il accuse de l'avoir copié pour La Grande Menace, renchérit : « Il était hyper-méfiant vis-à-vis de tout le monde, surtout vis-à-vis de ses amis ! Il se méfiait plus d'Hergé et de moi que de quiconque. » À l'inverse, Jacobs réagit très mal lorsque le journaliste Denis Philippe le qualifie, dans la revue Fiction d'avril 1972, de « plagiaire de grande classe » à propos de ses illustrations de La Guerre des mondes. Le dessinateur récuse vigoureusement ce qualificatif et lui oppose notamment le sérieux des études techniques préalables à sa conception des machines martiennes.
Le soin du détail d'Edgar P. Jacobs se porte également sur la décoration de sa maison. Sa dernière demeure, au Bois des Pauvres, s'apparente pour ceux qui l'ont visité à un véritable musée. Collectionneur d'armes, une passion qu'il partage avec son ami Jacques Laudy, il possède également deux armures, l'une d'origine britannique, l'autre ayant appartenu à un samouraï. Ses objets de collection s'entassent également dans son propre atelier, à tel point qu'il ressemble, selon l'expression de François Rivière, à l'appartement de l'explorateur Marc Charlet dans Les Sept Boules de cristal.
Par ailleurs, la discrétion d'Edgar P. Jacobs nourrit un certain fantasme quant à sa véritable nationalité. Ainsi, dans les années 1960, bon nombre de ses lecteurs le considèrent comme un citoyen britannique. D'une part, le pseudonyme qu'il choisit a une forte consonance anglo-saxonne, tout comme ses héros Francis Blake et Philip Mortimer sont anglais. D'autre part, la photographie présentée en quatrième de couverture de ses albums le montre vêtu d'un costume pied-de-poule rehaussé d'un nœud papillon, dans un style qui rappelle celui de Sherlock Holmes.

### Amateur d'opéra et de chant lyrique

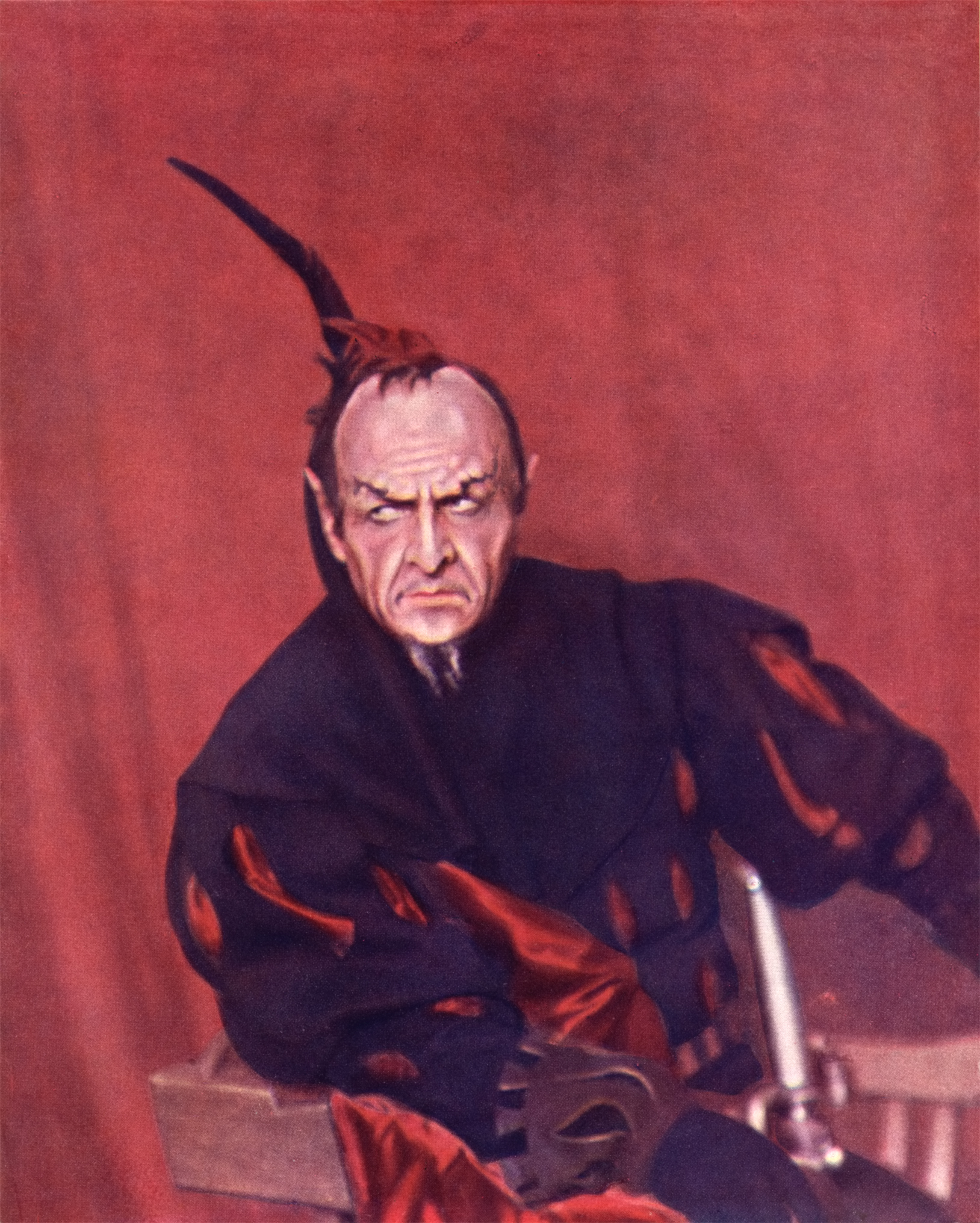
Fédor Chaliapine incarne Méphistophélès dans une représentation de Faust en 1915.

Pendant l'enfance, Edgard Jacobs est fasciné par la voix de son père qui chante souvent des airs d'opéra quand il bricole. Il s'amuse également à parodier en bruxellois les airs de Richard Wagner pour amuser ses enfants. La découverte de Faust à l'âge de douze ans au Théâtre royal des Galeries fait naître chez lui une intense passion pour l'opéra, et plus particulièrement pour cette œuvre : « Depuis, le mythe du fameux docteur ne devait plus me lâcher, tant sur le plan littéraire que musical ou graphique. L'atmosphère à la fois poétique, fantastique et métaphysique du sujet ne pouvait que séduire le romantique échevelé qui sommeillait en moi. Cette admirable stylisation du réel qu'est l'opéra concrétisait pour moi, en le sublimant, tout l'univers poétique de mon enfance. »
Pour ses biographes Benoît Mouchart et François Rivière, cette exaltation de l'art lyrique s'impose chez lui « comme une forme de mysticisme dévoyé » et rejoint une autre de ses passions, partagée dès l'enfance avec son ami Jacques Van Melkebeke, pour le mystère des civilisations disparues. Les images que font naître chez les deux garçons les romans d'aventures de Henry Rider Haggard ou Arthur Conan Doyle et qui évoquent des empires engloutis au cœur de l'Afrique ou de l'Amérique latine suscitent en eux un premier questionnement ésotérique et nourrissent leur imaginaire : « Longtemps avant les lecteurs de Planète, ils s'étaient repus d'images d'architectures insolites, de stèles funéraires couvertes de signes cabalistiques, de costumes chamarrés qui, pour Edgard, s'apparentaient à ceux de l'opéra ».
La passion de l'art lyrique n'aura jamais quitté Jacobs, et c'est notamment elle qui le rapproche de sa seconde épouse Jeanne, professeur de piano à Bruxelles. Bien que pleinement impliqué dans son travail d'auteur de bande dessinée, il ne manque aucune occasion de s'adonner à sa passion pour le chant, comme lorsqu'il rend visite à son confrère parisien Jean Trubert.

### Un homme avide de reconnaissance
La carrière d'Edgar P. Jacobs est marquée par un irrépressible besoin de reconnaissance longtemps insatisfait, ce que Benoît Mouchart et François Rivière expliquent par un traumatisme de l'enfance : « Paralysé par l'autorité de son père, blessé par l'indifférence de sa mère très soumise, il brûle de jouir d'une reconnaissance que seuls les applaudissements du public des théâtres semblent pouvoir lui offrir. » Il souffre notamment de la comparaison avec son jeune frère André, qui obtient de meilleurs résultats scolaires que lui et se destine à une carrière d'instituteur, pendant qu'Edgar Jacobs mène une vie de « bohème » en poursuivant ses rêves de gloire lyrique. François Rivière pense également que l'origine modeste de l'auteur est déterminante dans sa carrière : « Même si par la suite, Jacobs a fait un considérable bond en avant, culturellement et socialement, il a toujours conservé une forme de complexe à cet égard ». Ce besoin de reconnaissance, qui s'accompagne d'un certain manque de confiance et d'estime de soi, conduit Edgar Jacobs à se montrer particulièrement soucieux de son apparence. Narcissique, il se distingue dès l'adolescence par sa recherche d'une tenue distinguée en toute circonstance, lui qui apparaît alors comme « un marginal romantique ».
Les succès qu'obtient Jacobs dans la bande dessinée ne suffisent pas à lui faire oublier le regret d'une carrière de chanteur d'opéra avortée, comme l'expliquent Benoît Mouchart et François Rivière : « Sa chute dans les récits en images, parce qu'elle l'oblige à renoncer aux altitudes de l'art lyrique, constitue une preuve supplémentaire de sa damnation dans l'enfer des travaux alimentaires. À ses propres yeux, Jacobs ne fait que se compromettre dans une forme d'expression que le monde artistique ignore quand il ne la méprise pas. » François Rivière évoque même la bande dessinée comme une « contrainte terrifiante » pour le dessinateur, d'autant plus que Hergé le pousse à adopter le style ligne claire quand la préférence de Jacobs va au dessin avec des crayons gras, de manière à donner plus de volume et d'épaisseur au trait. Les dessinateurs Fred et Liliane Funcken affirment que l'auteur donnait l'impression de ne pas avoir confiance en son immense talent : « En réalité, il ne s'est jamais senti solide dans son métier de dessinateur. Il avait débuté sur le tard. Il avait déjà passé la quarantaine à la naissance de Blake et Mortimer. Il se sentait mieux sur une scène d'opéra. Là il rayonnait. »
Benoît Mouchart insiste sur les difficultés rencontrées par l'auteur, pour qui le dessin n'est ni naturel ni spontané. Jacobs s'appuie sur de nombreuses photographies pour travailler ses images, élaborées par la superposition de nombreux calques pour saisir la meilleure composition. L'auteur lui-même n'a jamais caché que le dessin était pour lui un exercice contraignant : « Je ne dessine pas facilement. Tout est pour moi un boulot de longue haleine. C'est mon tempérament. » De même, Benoît Mouchart révèle une difficulté dans l'écriture : « Face à un tel exercice, il était complètement empêtré, emprunté, ne serait-ce que lorsqu'il devait rédiger une lettre, pour laquelle il usait de nombreux brouillons ». Jacobs va même jusqu'à payer son ami Jacques Van Melkebeke pour qu'il réponde à des courriers de lecteurs jugés trop littéraires. Le manque d'assurance d'Edgar P. Jacobs transparaît non seulement dans son travail mais également dans ses relations publiques. Chaque interview devant un micro ou une caméra se traduit pour lui par une forme d'angoisse, aussi le dessinateur exige parfois une répétition avant l'enregistrement, tout en conservant ses propres fiches sous les yeux.
Par ailleurs, Michka Assayas, journaliste de Libération, souligne que la pudeur de Jacobs s'affirme dans ses mémoires, Un Opéra de papier : « Une des questions auxquelles [ce livre] aurait pu répondre est : Jacobs a-t-il des intentions d'auteur ? Or à aucun moment il ne cherche à les exposer, ces intentions […]. Toute son inspiration vient d'un versant obscur de sa personnalité, qu'il se refuse à explorer : seule l'exécution, opération quantifiable, lui semble digne de commentaire. »

## Le style Jacobs

### «Grands opéras» et «mystère quotidien»
« Contrairement à beaucoup de gens qui se veulent cartésiens, j'aime le surnaturel tout en aimant la nature avec la même passion, les orages, les tempêtes, les éruptions volcaniques, les arbres, etc. Peut-être y a-t-il là un petit reste de paganisme ? »

— Edgar P. Jacobs

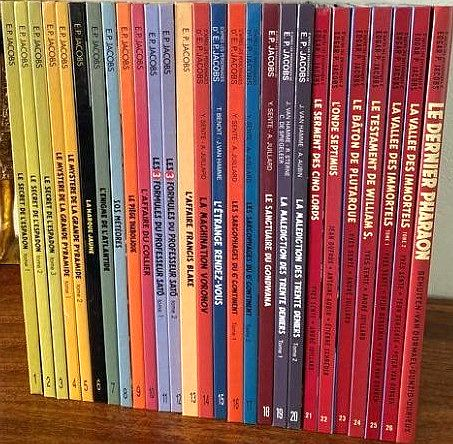
Tomes des aventures de Blake et Mortimer.

Jacobs revendique la « théâtralité exemplaire » des aventures de Blake et Mortimer. Il considère ses récits illustrés comme « des sortes de grands opéras, dont chacun comporte ses héros, ses « traîtres », un « père noble » ou un grand prêtre, ses chœurs et même ses ballets, ainsi que ses décors qui donnent l'ambiance ». Dans son esprit, la bande dessinée se doit d'être un véritable spectacle sur papier, « tout en poses hiératiques, en coups de théâtre et en grandiloquence ». François Rivière compare les œuvres de Jacobs à des compositions musicales : « Comme dans la musique, [il] travaille toujours à partir d'une introduction pour ensuite donner forme à plusieurs mouvements. Or, dans ses albums, le premier mouvement est toujours très beau, et celui de La Marque jaune est éblouissant. Quand on dit qu'il a été marqué par l'opéra, ce n'est vraiment pas une légende ».
Le rythme de parution hebdomadaire des aventures de Blake et Mortimer permet à Jacobs d'adopter le mode de travail des grands feuilletonistes du XIXe siècle et du XXe siècle, laissant libre cours à des récits de grande ampleur. Comme le souligne François Rivière, la série débute par « deux aventures interminables », d'une densité incomparable avec les standards de son époque.
L'œuvre de Jacobs est marquée par la science-fiction, qu'il assimile au « merveilleux moderne ». Cependant, dans ce domaine, il n'éprouve que peu d'attraits pour le « space opera ». Sa préférence va à ce qu'il nomme le « mystère quotidien », que l'on côtoie à chaque instant sans s'en rendre compte : en d'autres termes, les « petits moments de mystère qui font basculer la banalité du quotidien dans une atmosphère fantastique ». Ses aventures se rapprochent donc du fantastique et abordent « l'inexplicable présent » où se retrouvent « [les] phénomènes qui déconcertent en attendant d'être analysés, décryptés et catalogués comme le furent auparavant l'électricité, le magnétisme, la radio-activité, etc. »
Pour autant, la fantaisie des récits n'exclut pas leur réalisme et Edgar P. Jacobs les construit à partir d'une abondante documentation à propos des grandes découvertes scientifiques de son époque et des interrogations qu'elles suscitent.
Edgar P. Jacobs se démarque également des autres auteurs de son époque, en particulier Hergé, par sa conception même de la bande dessinée et notamment la réception de celle-ci auprès du jeune lectorat. Dans un entretien accordé à François Rivière en 1971, il explique : « [J]e n'ai jamais écrit en pensant à un enfant, mais plutôt au jeune homme que j'étais. Je cherche toujours à me faire plaisir, parce que je suis plus exigeant avec moi-même que les autres. Le grand secret, c'est de conserver la spontanéité de sa jeunesse le plus longtemps possible : c'est ça qui permet de faire des histoires pour les jeunes. » Il ajoute : « On ne peut pas tricher avec les jeunes lecteurs : ils sentent quand on fait des choses pour leur faire plaisir. Certains éditeurs se croient par exemple obligés, pour faire un succès, de publier des histoires mettant en scène des héros jeunes. L'enfant ne réclame pas ça ! […] Les jeunes d'aujourd'hui savent qu'aucun enfant de leur âge ne pourrait accomplir pareils exploits ! » De fait, François Rivière estime que Jacobs a permis d'amener la bande dessinée « à sortir de la nurserie et des cours de récréation grâce à des personnages adultes et des intrigues plus sombres qu'à l'accoutumée ».

### Influences
Les œuvres d'Edgar P. Jacobs se nourrissent de toutes les références qui l'ont séduit depuis l'adolescence. Elles se constituent de nombreux mythes de la tradition populaire que l'auteur s'approprie et dont il fait la synthèse : « Précurseur aux apparences classiques, Jacobs s'affirme comme un auteur postmoderne avant l'heure : chacune de ses œuvres recèle une foule d'influences littéraires, graphiques et cinématographiques qui témoignent de sa culture en même temps que de sa faculté à reconstruire, par son sens aigu de l'esthétique maniériste, un univers personnel, en dépit des situations référentielles qui le traversent. » Le mythe de Faust, et plus particulièrement l'opéra de Charles Gounod, imprègnent durablement les travaux de Jacobs.

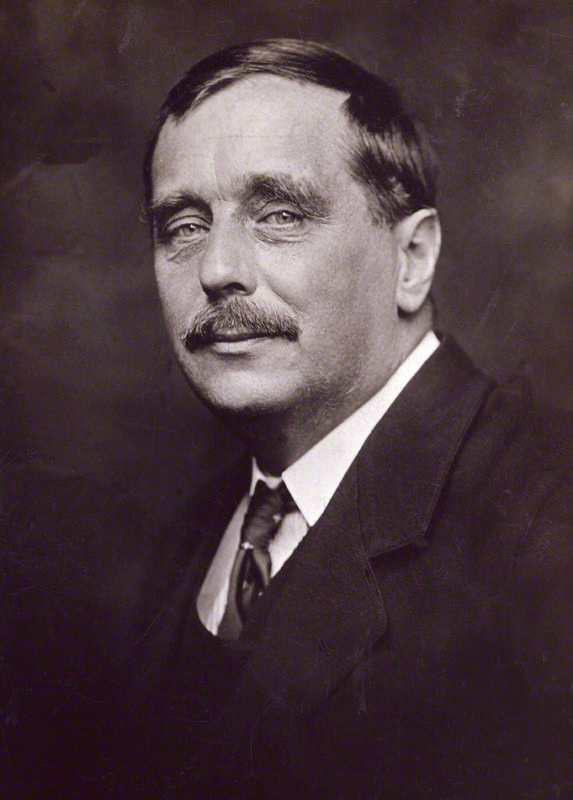
L'écrivain H. G. Wells, en 1920.

En matière de science-fiction, c'est l'œuvre de l'écrivain britannique H. G. Wells qui marque profondément Jacobs, non seulement par les sujets qu'il traite, « mais aussi par l'atmosphère et le côté réel qui subjuguent le lecteur dès les premières pages. » Il apprécie également la « noirceur nocturne et macabre » du romantisme allemand, en particulier les œuvres de Goethe et E.T.A. Hoffmann. Les romans de Jules Verne, ainsi que Le Monde perdu d'Arthur Conan Doyle figurent parmi les premières influences littéraires de l'auteur,, qui cite également Walter Scott, Charles Dickens, Edgar Allan Poe, Rudyard Kipling, Robert Louis Stevenson, Jerome K. Jerome, Alexandre Dumas, Alfred de Vigny, Erckmann-Chatrian, Prosper Mérimée, Alphonse Daudet, Gaston Leroux et Maurice Leblanc parmi les écrivains dont on décèle facilement les influences sur son travail.
Dans le domaine de la peinture, les grands maîtres découverts à l'Académie royale des beaux-arts influencent sa technique, en particulier Albrecht Dürer et Hans Holbein, ou encore Gustave Doré. Il s'inspire également d'artistes moins renommés, comme Arthur Rackham, qui lui donne le goût du dessin au crayon ou à la plume et du lavis. Plus loin dans sa jeunesse, amateur d'illustrés, il se passionne pour les dessins de Georges Omry.

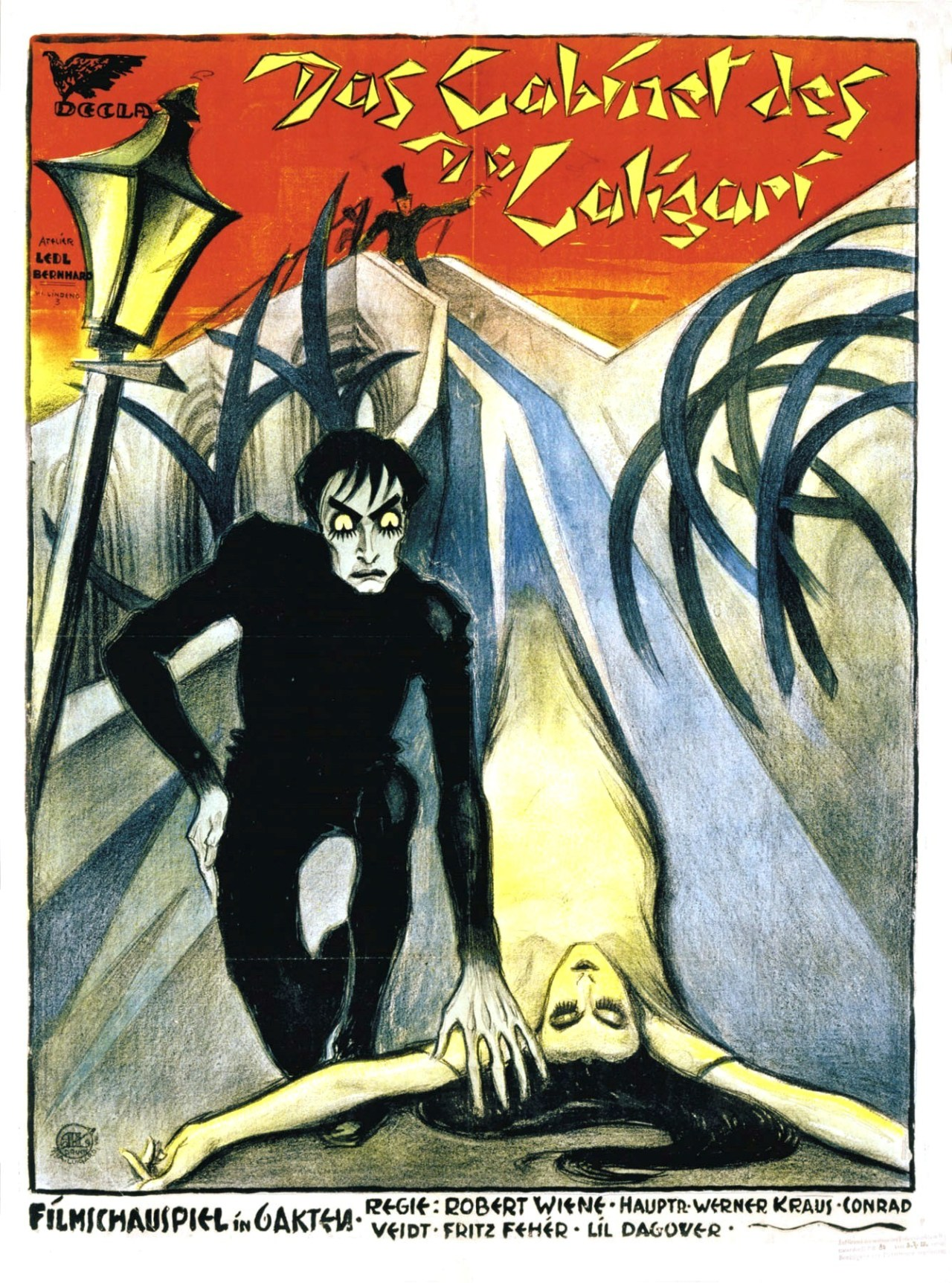
L'affiche du film Le Cabinet du docteur Caligari.

Le cinéma influence également l'œuvre de Jacobs, lui qui fréquente les salles obscures bruxelloises avec Jacques Van Melkebeke pendant l'adolescence. Ses principales références viennent du cinéma expressionniste allemand, en particulier les films de Fritz Lang, mais également Le Cabinet du docteur Caligari de Robert Wiener et Faust, une légende allemande de F. W. Murnau.

### Élaboration des œuvres

#### Méthode de travail
« De la même façon que le Faust de Gounod s'impose non comme une action, mais plutôt comme une succession de tableaux et de moments musicaux, la plupart des histoires de Jacobs procèdent par des scènes d'une grande puissance reliées entre elles de manière plus ou moins logique. »

— Benoît Mouchart et François Rivière
Pour Jacobs, l'écriture occupe une place majeure dans la construction de son œuvre et l'auteur rédige longuement son scénario avant d'aboutir à un storyboard, si bien que, pour Benoît Mouchart et François Rivière, « la bande dessinée, dans l'esprit de Jacobs, consiste d'abord en une forme de littérature où l'image n'est que la dernière étape d'un long processus de création. »
L'apport de Jacques Van Melkebeke dans la construction du scénario est essentiel mais non décisif. À partir du thème général et du point de départ du récit décidé par Jacobs, les discussions menées par les deux amis permettent à l'auteur d'échafauder l'intrigue. Mais, si Van Melkebeke apporte ses suggestions, c'est bien Jacobs qui, en dernier lieu, décide du scénario. Selon Benoît Mouchart, pour qui il semble difficile de démêler l'influence de Van Melkebeke sur le travail de Jacobs, tant les deux hommes sont comme « des sortes de jumeaux », « l'auteur soumettait à son ami des désirs d'images, et Van Melkebeke l'aidait à trouver une structure narrative à ses récits ». Le rôle de Van Melkebeke s'apparente donc à celui d'un script doctor, comme il le reconnaît lui-même en 1979 dans un entretien avec le journaliste Daniel Fano : « Je ne veux pas nier ce travail , mais je ne tiens pas à me gonfler en prétendant avoir joué un rôle qui n'a jamais été le mien. Ce n'est pas de la modestie, c'est de l'honnêteté. Un scénariste occasionnel comme moi se modèle forcément en fonction de l'esprit du dessinateur. […] Jacobs est vraiment l'auteur de Blake et Mortimer ; il a toujours l'idée générale, qu'il rédige en synopsis. Ma présence se situe au moment où son histoire est déjà jetée dans les grandes lignes. Je ne lui donne que des suggestions et, quand je lui livre un prédécoupage, il retient l'esprit des situations et des dialogues pour se les approprier complètement. »
Jacobs multiplie donc les cahiers de synopsis, les découpages graphiques et les croquis préparatoires avant d'entamer la réalisation graphique de ses aventures. De même, le dessin n'a pour lui rien de spontané : il s'impose la superposition de calques pour trouver la composition graphique la plus expressive et ainsi la reporter sur le crayonné. Il s'assure parfois de l'impact de ses images en les projetant sur les murs de son atelier à l'aide d'un épiscope. Le découpage retenu par l'auteur ne subit guère de modifications, sauf pour améliorer le tempo du récit, un élément essentiel pour lui. Malgré sa maîtrise du trait et l'attention qu'il porte au moindre détail, la mise en image du récit est pour l'auteur la tâche la plus ingrate de son travail, comme le rapporte Albert Weinberg, qui fut son assistant sur Le Mystère de la Grande Pyramide : « Je crois que le dessin était une forme de souffrance pour lui. Je ne suis pas sûr qu'il prenait un plaisir sensuel à mettre en image ses scénarios ».
Jacobs reconnaît aussi l'utilisation d'un magnétophone dans son atelier, qui lui permet d'enregistrer les textes de ses dialogues et de vérifier leur impact sonore.

#### Le fétichisme du détail
« Il était d'une exigence envers lui-même qui n'a jamais cessé de me surprendre. J'étais plus approximatif que lui et je m'émerveillais d'une telle patience, d'un tel scrupule dans le travail… »

— Hergé
Dans l'esprit d'Edgar P. Jacobs, « pour être crédible, pour parler au lecteur, la bande dessinée de science-fiction doit être fortement branchée sur le réel ». Cette obsession du détail authentique le conduit à multiplier les recherches, les déplacements sur le terrain et les rencontres avec des scientifiques, tout en accumulant une riche documentation sur le sujet qu'il entend traiter. Contrairement à d'autres dessinateurs de son époque, Jacobs ne s'inspire pas seulement du document choisi mais le recopie minutieusement en utilisant le plus souvent la technique du quadrillage pour reporter pas à pas les différents éléments de l'image. Benoît Mouchart et François Rivière considèrent que le « fétichisme du détail » dont il fait preuve constitue l'apport principal d'Edgar P. Jacobs à la bande dessinée belge. Cette inclination trouve probablement son origine dans les travaux d'illustrations que l'auteur réalisait avant la Seconde Guerre mondiale pour les catalogues des Grands Magasins de la Bourse. Pour satisfaire à cette exigence d'authenticité, Jacobs s'appuie systématiquement sur des photographies ou des croquis de décors existants, comme le rappelle le professeur d'université Benoît Grevisse : « Partageant avec Hergé le rôle de figure tutélaire de la ligne claire et d’un certain réalisme, Jacobs avait également en commun avec le père de Tintin un souci presque maniaque du détail référentiel réaliste ».
L'écrivain Jean-Paul Dubois, prenant l'exemple de La Marque jaune, estime que cette précision du détail est au service de l'univers fantastique que le dessinateur met en place, dans la mesure où elle renforce la ligne de rupture entre le réel et l’étrange : « Les vues ressemblent à la réalité, nous permettent d’identifier les lieux. Mais elles fonctionnent avant tout comme des images-signes, chargées d’un sens extraordinairement puissant. Le Londres quotidien a disparu, pour faire place à l’univers imaginaire jacobsien. C’est ce qui rend d’ailleurs à proprement parler fantastique un récit comme La Marque jaune : la normalité et les éléments science-fictionnels s’y interpénètrent intimement. Ce fonctionnement, Jacobs le mettra en œuvre dans à peu près tous ses récits. »
L'auteur pousse parfois le souci de vraisemblance à l'extrême. À titre d'exemple, Jacques Van Melkebeke rapporte que Jacobs abandonne finalement une scène du Mystère de la Grande Pyramide, dans laquelle un de ses personnages doit prendre le bus vers la Pyramide de Mykérinos, après avoir appris qu'il n'y avait pas de bus circulant à l'heure prévue dans son récit. Par ailleurs, pour Les Trois formules du Professeur Satō, ses recherches afin d'obtenir la description précise des poubelles japonaises l'immobilisent plus de trois semaines. De même, Hergé se souvient de la refonte du Lotus bleu : « pour colorier des colonnes de laque, il voulait une petite pointe de vermillon avec un soupçon d'ocre, afin d'obtenir vraiment le rouge-laque parfait ! […] À l'impression, c'est naturellement un tout autre rouge qui est sorti ! »

#### Assistance ponctuelle

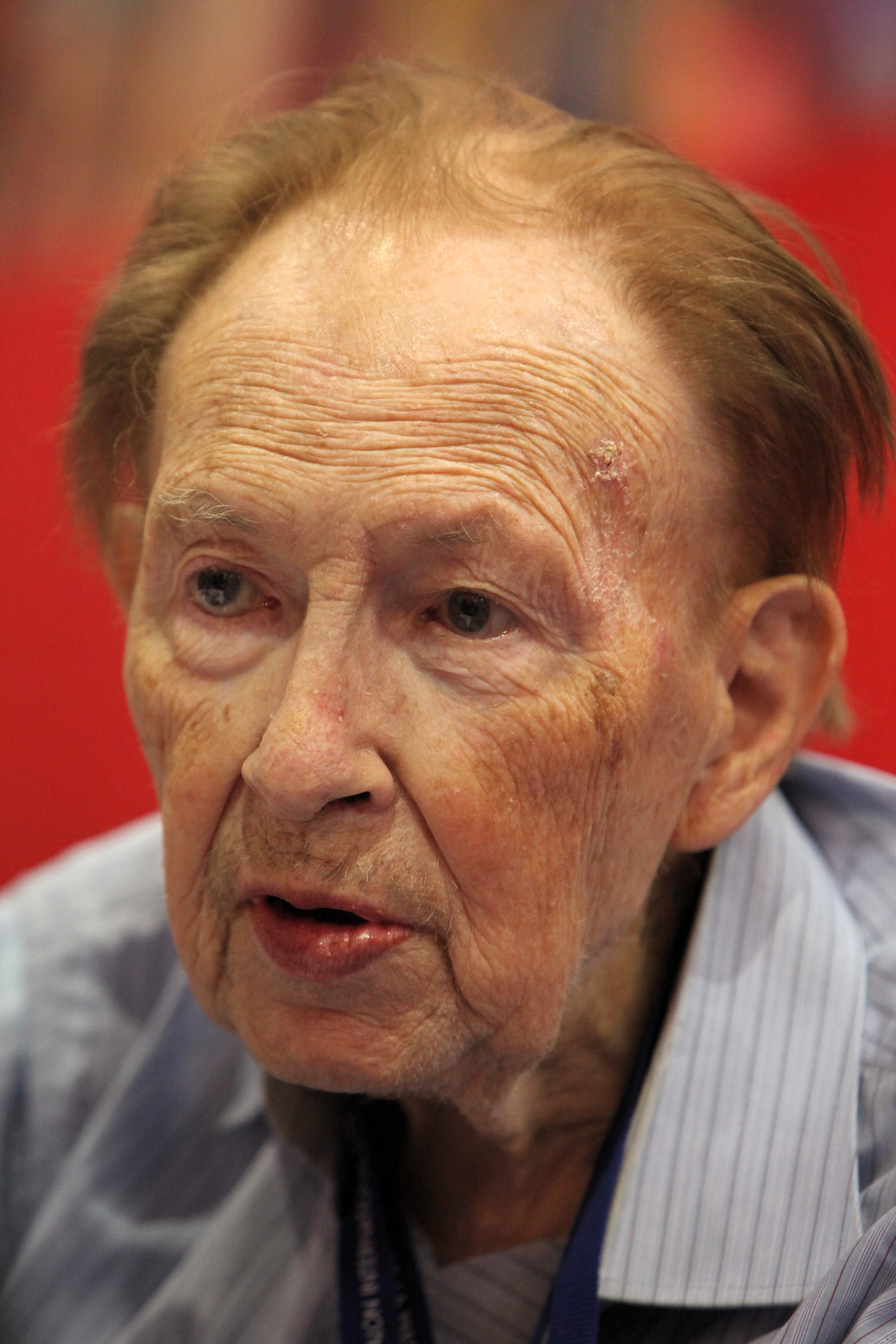
Albert Weinberg, en 2011.

Dans un entretien avec Michèle Cédric pour la RTBF, en 1982, Edgar P. Jacobs reconnaît son horreur de devoir être précipité dans son travail : « J'aime pouvoir travailler à mon aise, doucement. Je n'aime pas être bousculé, sinon c'est horrible, je ne sais plus rien faire ». Aussi l'auteur a-t-il parfois recours à l'assistance de collaborateurs auxquels il sous-traite certaines tâches. Dès Le Secret de l'Espadon, il fait appel à son ami Jacques Van Melkebeke pour encrer les premières planches de l'aventure. Dans Le Mystère de la Grande Pyramide, c'est à Albert Weinberg qu'il confie le soin d'écrire et de dessiner les pages didactiques qui introduisent le récit, de même que de finaliser certains décors du Musée égyptien du Caire.
Plus tard, dans Le Piège diabolique, il sollicite Fred et Liliane Funcken pour la réalisation des pages de l'épisode médiéval de l'aventure. C'est à partir de ce même album que Jacobs a recours à des membres des Studios Hergé pour la colorisation des planches, en particulier Josette Baujot, France Ferrari et Roger Leloup.
Enfin, le dessinateur Gérald Forton réalise l'encrage des premières planches, de même que le dessin de la plupart des décors et des scènes de foule, dans L'Affaire du collier, mais le résultat n'est pas conforme aux attentes des lecteurs, comme l'explique Jacobs lui-même : « dès les trois premières planches parues dans le journal, un courrier abondant, spontané et sans ménagement me faisait savoir que la substitution avait été décelée et surtout rejetée sans nuance par les lecteurs. (…) D'ailleurs les nombreux va-et-vient et les corrections me prenaient finalement plus de temps et d'efforts que par le passé. J'avais compris, j'étais condamné à travailler seul! »
Ces différentes collaborations ne sont donc qu'éphémères et l'auteur les envisage uniquement en dernier recours et de manière ponctuelle, afin de respecter le délai de livraison de ses planches.

### Ambiance graphique

#### Conception novatrice de la couleur
Edgar P. Jacobs accorde une grande importance au décor de ses aventures. Pour Benoît Mouchart et François Rivière, il se distingue des autres auteurs de son époque par sa conception novatrice de l'utilisation de la couleur : « il expérimente le potentiel expressionniste du dessin imprimé en quadrichromie : loin de l'enluminure décorative, sa technique amplifie l'atmosphère singulière du récit ». C'est notamment parce que Jacobs est l'un des premiers dessinateurs à avoir compris les effets dramatiques qui peuvent naître de la couleur qu'Hergé le sollicite et en fait son collaborateur au début des années 1940.
Comme le souligne Frédéric Soumois, qui le qualifie d'ailleurs de « dramaturge de la couleur », Jacobs met en place une ambiance qui devient un élément dramatique du récit par son usage subtil de la couleur. Ainsi le violent orage qui permet l'évasion de Mortimer dans Le Secret de l'Espadon, le soleil écrasant du Mystère de la Grande Pyramide, la pluie et le brouillard londoniens de La Marque jaune, les perturbations atmosphériques de SOS Météores, le crépuscule sinistre qui pèse sur La Roche-Guyon au début du Piège diabolique. C'est ce qu'Hergé nomme « l'usage psychologique de la couleur », c'est-à-dire les dominantes étendues à une séquence entière. Bien que Jacobs respecte dans l'ensemble les codes occidentaux du symbolisme de la couleur, Frédéric Soumois constate que « son emploi d'une couleur dominante dans une case ou une planche entière afin de parvenir à des effets stylistiques précis est innovateur, fréquent et […] très réussi ». En s'affranchissant de la fonction figurative de la couleur, l'auteur se rapproche ainsi des recherches du courant abstrait.
Jacobs se distingue donc des auteurs de son époque par la mise en place de ce que le sémiologue Pierre Fresnault-Deruelle appelle des « ambiances chromatiques » et qui trouvent leur origine dans Le Rayon U, qui apparaît comme la « véritable matrice des séries à venir ». Pour le sémiologue, des auteurs comme Moebius, Floc'h et Tardi poursuivent cet « art de la couleur » créé par Jacobs.
Son traitement de la couleur des récitatifs interroge également dans la mesure où l'auteur abandonne le « traditionnel et sage jaune » pour du mauve, du rose ou encore du vert. Frédéric Soumois affirme que l'auteur choisit ainsi une couleur complémentaire à celle qui domine la planche, tout en évitant d'envahir celle-ci de blanc, couleur réservée aux seuls dialogues.
Par ailleurs, Jacobs excelle dans l'art de créer « une ambiance indicible où sourdent le mystère et le fantastique à partir de décors très simples du quotidien, en particulier dans l'utilisation de la pénombre et de la nuit ». Pierre Fresnault-Deruelle résume « l'intelligence graphique » de l'auteur dans la formule : « les dessins de l'auteur de La Marque jaune - lorsqu'ils sont aggravés d'ombres et de lumières - basculent vite dans un réalisme « inquiété ». »

#### Découpage et composition
Edgar P. Jacobs manifeste un goût prononcé par la composition symétrique de ses planches. Dans la mesure où ses aventures sous publiées chaque semaine, sous forme de feuilleton, il conçoit chacune d'elles comme un objet harmonieux, « admirable pour lui-même et en dehors de sa continuité dans le fil du récit ». Comme le remarque Pierre Fresnault-Deruelle, qui qualifie le travail du dessinateur « d'hyperclassique », le principe d'équilibre gouverne chaque page des aventures de Blake et Mortimer : « toute planche, pareille à un petit jardin à la française, commande que les cases, pareilles à des parterres, viennent trouver leur juste place ». Selon Benoît Peeters, l'auteur trouve dans ces mises en page « d'ingénieuses solutions de cadrages ou de découpages pour faire coïncider le récit avec ses préoccupations esthétiques ». Hergé critique notamment cette construction symétrique qu'il juge trop rigide : « Ça ne me paraissait pas juste parce que ça partait d'une arrière-pensée décorative qui n'a rien à voir avec ce que nous faisons. Moi, c'est en fonction de la narration que je pense ».
Sur un autre plan, la composition des planches d'Edgar P. Jacobs doit beaucoup à sa passion pour le cinéma et la mise en scène, en ne donnant à voir au lecteur que ce qu'il juge nécessaire à la construction d'une vision globale de son œuvre. La mise en scène s'élabore donc à partir de « fragments », dans une « économie subordonnée à la terreur de l'artiste face au travail surhumain qui lui est demandé ». Comme chaque plan d'un film, chaque vignette restitue un pan de la réalité telle que l'auteur la perçoit. Dans une analyse détaillée, Stéphane Thomas met en évidence ce style proprement cinématographique : découpage, voix off, cadrage et utilisation des gros plans, ellipses, suspense et « grammaire hitchockienne ». En outre, alors qu'un réalisateur dirige ses acteurs, Jacobs utilise ses amis ou son propre reflet dans un miroir pour mettre en scène ses personnages.

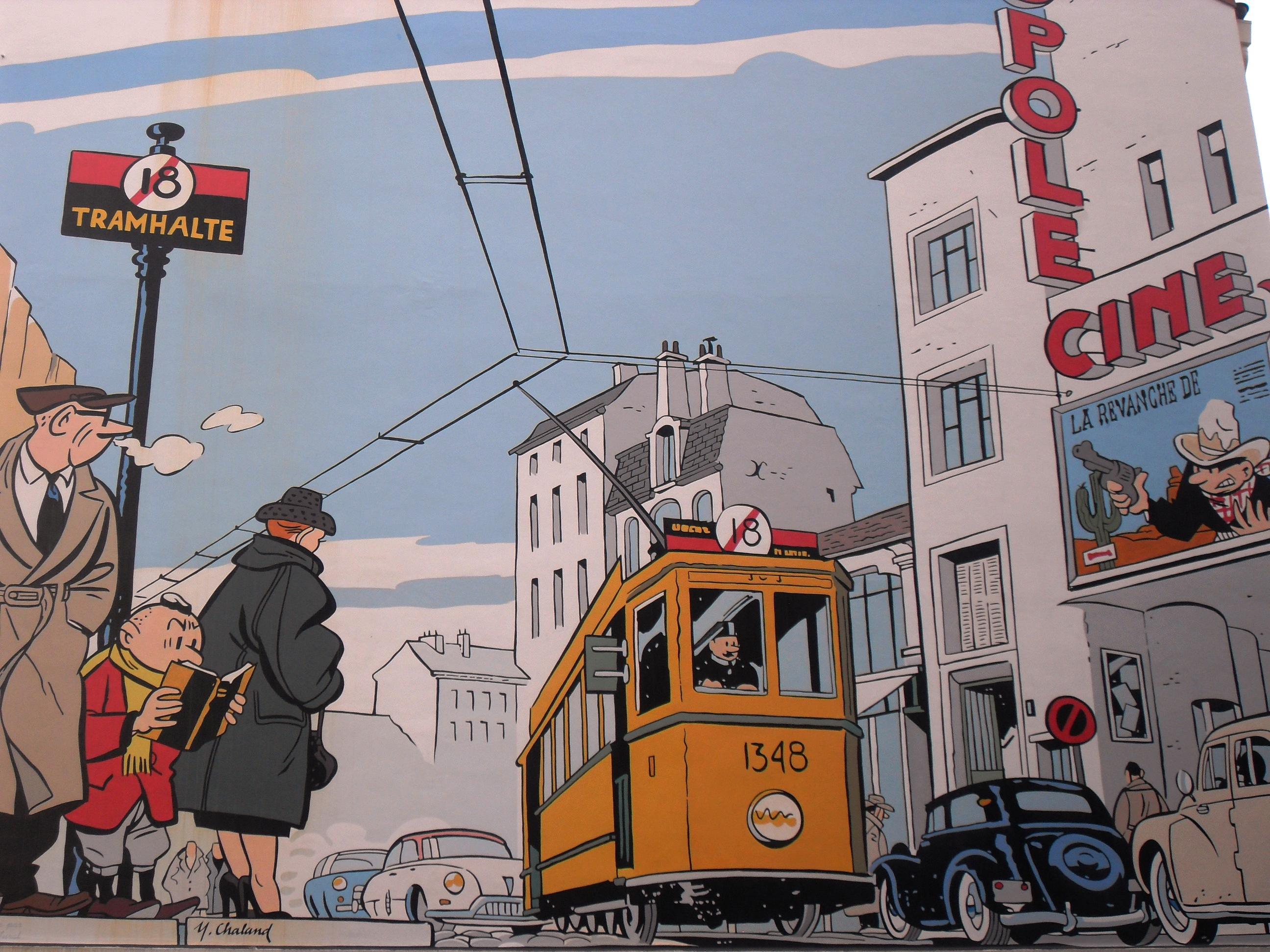
Un exemple de graphisme « ligne claire », avec Le Jeune Albert d'Yves Chaland.

Par ailleurs, Benoît Mouchart et François Rivière affirment qu'à travers la cohérence d'ensemble des œuvres de Jacobs, quelques variations de style apparaissent. Ainsi, La Marque jaune et SOS Météores, par leur souci constant de la précision du détail, sont des chefs-d'œuvre de réalisme expressif, tandis que Le Mystère de la Grande Pyramide et L'Énigme de l'Atlantide sont plus proches du style ligne claire dans lequel, par un souci d'efficacité et de rapidité, l'auteur ne cherche pas à complexifier son dessin. Le journaliste Christophe Quillien, spécialise de la bande dessinée, assure que le graphisme d'Edgar P. Jacobs est pourtant bien éloigné de cette ligne claire à laquelle il est, selon lui, trop souvent rapproché. Il explique que l'auteur est plus un adepte des jeux d'ombres et des atmosphères en clair-obscur, ce que confirme le dessinateur François Schuiten en affirmant que Jacobs a « résisté » au style prôné par Hergé. Pour Thierry Bellefroid, Jacobs est comme « un enfant d'une bande dessinée américaine qui aurait frayé avec la ligne claire ».
S'il adopte en effet les préceptes de ce style, notamment dans l'effort de lisibilité de ses dessins, Edgar P. Jacobs y apporte un certain nombre d'innovations formelles. Dès Le Mystère de la Grande Pyramide, il transpose le procédé cinématographique de la vue subjective pour permettre au lecteur de s'identifier à Mortimer en lui proposant plusieurs cases où des détails sont montrés à travers la vision du héros lui-même. Par ailleurs, plutôt que de rappeler certains éléments antérieurs de l'intrigue à travers les dialogues, l'auteur propose également des récits enchâssés à la manière des flashbacks qui sont en rupture avec l'unité de temps et la linéarité chronologique alors en vogue dans la bande dessinée.

#### Récitatifs et phylactères
Les aventures conçues par Edgar P. Jacobs commencent parfois par un prologue qui résume des évènements qui ne sont pas rappelés dans la suite du récit. Cela permet à l'auteur « d'évacuer des scènes d'exposition qu'il juge embarrassantes et inutiles », comme l'expliquent Benoît Mouchart et François Rivière. Selon Claude Le Gallo, les récitatifs qui abondent dans son œuvre sont indispensables dans sa conception de la bande dessinée et participent à la mise en place d'une atmosphère mystérieuse et déstabilisante pour le lecteur. Il s'agit de la partie la moins bien comprise du travail de l'auteur, car certains n'y voient qu'une redondance par rapport au dessin ou la trace d'un didactisme inutile. Mais pour François Rivière, les récitatifs créent souvent une soudure essentielle entre deux cases dont l'enchainement ne serait pas compréhensible avec le dessin. De plus, ils empêchent le regard du lecteur de sauter trop rapidement d'une case à l'autre, comme une invitation à savourer la « composition complexe » de chaque dessin.
Comme le rappelle Stéphane Thomas, le didactisme de Jacobs et le caractère imposant de certaines explications technico-scientifiques ou historiques données par les personnages sont liés à une volonté pédagogique assumée de l'auteur. À la différence de certains de ses confrères, il ne s'adressait pas seulement à des enfants, mais aussi à des adolescents ou à des adultes : « [I]l n'y a rien de plus vexant, quand on est enfant, que de se faire interpeller « jeune homme ». Je me rappelle avoir été furieux à cause de ça, en tant que jeune lecteur ! J'évite donc de faire des babillages et je m'adresse à eux comme j'aurais aimé qu'on s'adresse à moi ». Par ailleurs, Benoît Mouchart et François Rivière relèvent qu'Edgar P. Jacobs s'exprime « dans une langue conservatrice, parfois ampoulée mais généralement débarrassée de tout belgicisme ». Pour lui comme pour Hergé, la suppression de tout élément régionaliste est nécessaire dans la mesure où ils s'adressent à un public français largement plus nombreux que le public belge. L'utilisation d'un ton professoral est l'une des critiques les plus souvent formulées à l'auteur.

### Thèmes récurrents

#### Une œuvre visionnaire et futuriste

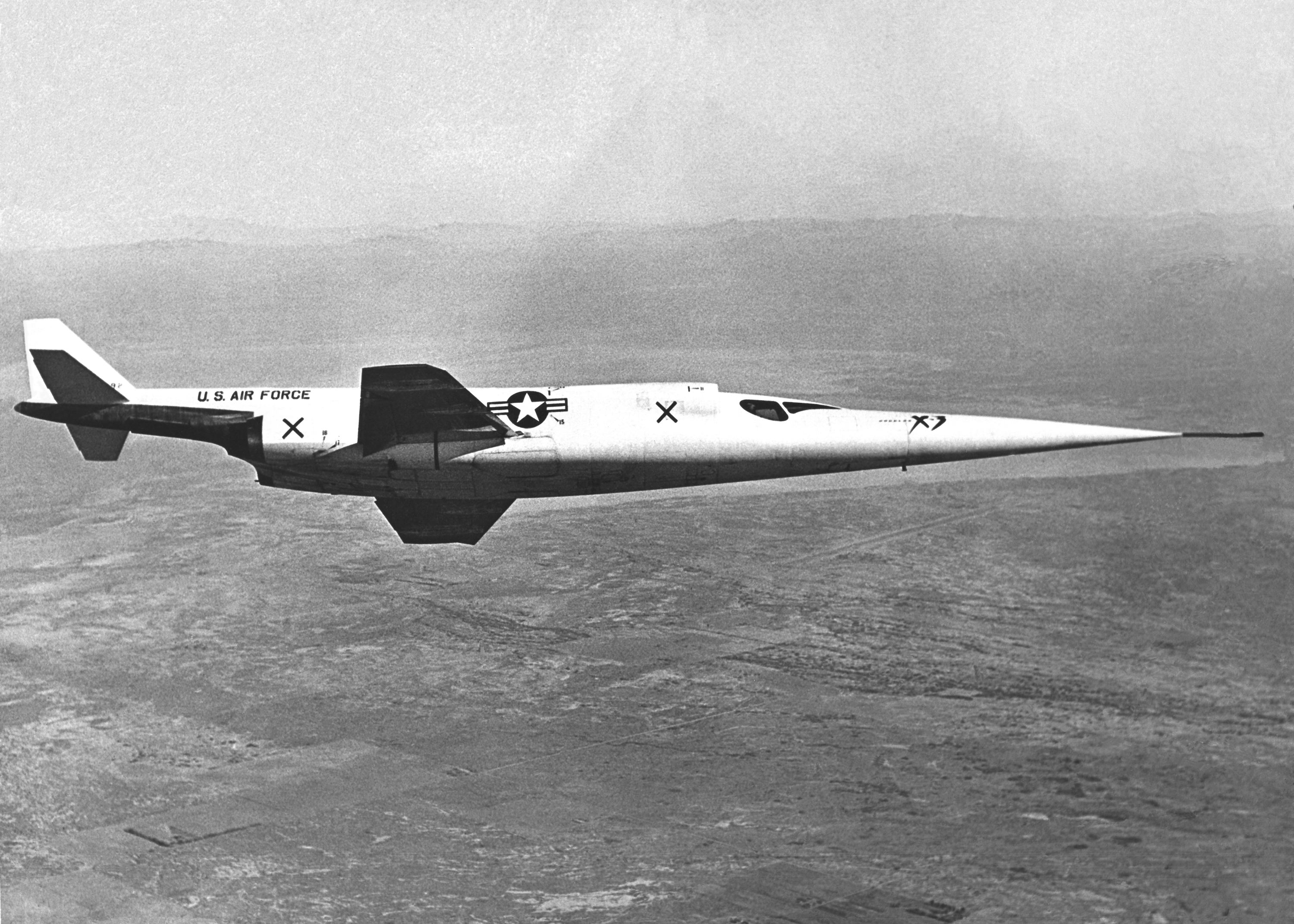
Le Douglas X-3 Stiletto, dont le fuselage rappelle celui de l'Espadon.

Avec la série Blake et Mortimer, Edgar P. Jacobs mélange les genres. Tandis que les premiers tomes s'apparentent au policier et aux romans d'espionnage, la série est marquée par l'empreinte de la science-fiction et dévoile des éléments futuristes. Des thèmes comme le clonage humain ou la guerre météorologique sont abordés, de même qu'une Troisième Guerre mondiale dans Le Secret de l'Espadon. L'auteur fait également voyager l'un de ses héros jusqu'en 5060 dans Le Piège diabolique, tandis que des centaines de fusées géantes conduisent les Atlantes vers l'espace dans L'Énigme de l'Atlantide.
Tout comme son biographe François Rivière, l'écrivain et commissaire d'exposition Thierry Bellefroid qualifie Edgar P. Jacobs de visionnaire : « En avance sur son temps […] et toujours en recherche ». Cet aspect est présent dès la naissance de la série. Selon Claude Le Gallo, dans Le Secret de l'Espadon, l'auteur « fait preuve de qualité de graphiste visionnaire ». Son Espadon, avion à réaction submersible et supersonique, trouve un écho quelques années plus tard : en 1952, soit six ans après le début de son aventure, le Douglas X-3 Stiletto, premier avion à fuselage effilé, est lancé aux États-Unis.
Pour Le Mystère de la Grande Pyramide, l'auteur choisit de situer l'action sur le plateau de Gizeh et imagine l'existence d'une chambre secrète au cœur de la pyramide de Khéops. En cela, il décide de ne pas suivre les conseils de l'égyptologue Pierre Gilbert, qui l'assure que le plateau, fouillé depuis des siècles, ne recèle plus aucun secret. Pour autant, quatre ans après la rédaction de cette aventure, des archéologues découvrent sur le plateau, à quinze mètres sous le sable, l'une des barques solaires de Khéops. D'autres découvertes sur le site ont lieu dans les décennies suivantes. Ainsi, en 2016 et 2017, une amorce de couloir puis une vaste cavité sont découvertes au cœur de la pyramide par la mission scientifique franco-égyptienne ScanPyramids,,.

#### L'empreinte des sciences
Edgar P. Jacobs fait preuve d'une grande curiosité et d'une dilection particulière pour tous les domaines de la science, comme l'explique Thierry Bellefroid : « Il avait une vraie fascination pour la science. Il s'abonnait à toutes les revues. Il pouvait passer des mois à dialoguer avec des scientifiques, des spécialistes. S'il n'avait pas le détail qui lui manquait, il s'arrêtait de dessiner pendant des semaines, jusqu'à trouver. Il ne voulait pas qu'une erreur puisse faire douter de sa fiction ». Thierry Bellefroid prend notamment l'exemple de l'album SOS Météores : « Pour le climat, il aurait pu prendre un ou deux articles, mais il préfère aller plus loin, interroger, questionner la science, et même avec cette incroyable prescience, devancer la science. Tout comme Hergé enverra Tintin sur la Lune avant l’Homme, il va prendre ce qui existe, l’extrapoler, et imaginer demain, il l’a fait avec le changement climatique. C’est sa grande force et sa modernité encore aujourd’hui ».
Jacobs voit dans la science-fiction une « anticipation romancée » des réalisations et des découvertes à venir et définit précisément le rôle qu'il entend jouer dans ce cadre : « Tout l'art consist[e] à extrapoler le sujet choisi jusqu'à ses conséquences les plus extrêmes, à mi-chemin entre le réel et l'insolite ».
Cet attrait pour les sciences transparaît également dans le grand nombre de savants présents dans les aventures d'Edgar P. Jacobs. Tous semblent inspirés de la figure de Faust, dont l'auteur est passionné depuis l'enfance, qu'ils aient choisi de « céder aux tentations du Mal comme Septimus ou Miloch », ou qu'ils se posent au contraire en « garants de l'ordre et du Bien, comme Mortimer, Labrousse ou Sato ». Par ailleurs, l'omniprésence des sciences chez Jacobs témoigne de la volonté pédagogique de l'auteur : « Tout l’art du conteur consiste à mener le sujet choisi jusqu’à ses conséquences les plus extrêmes sans jamais perdre de vue que le but d’un récit de science-fiction est de raconter une histoire, de distraire, de dépayser, de faire jouer l’imagination et, subsidiairement, d’engendrer une curiosité durable.  [...] Bref il faut instruire en amusant. »

#### Ésotérisme et fantastique

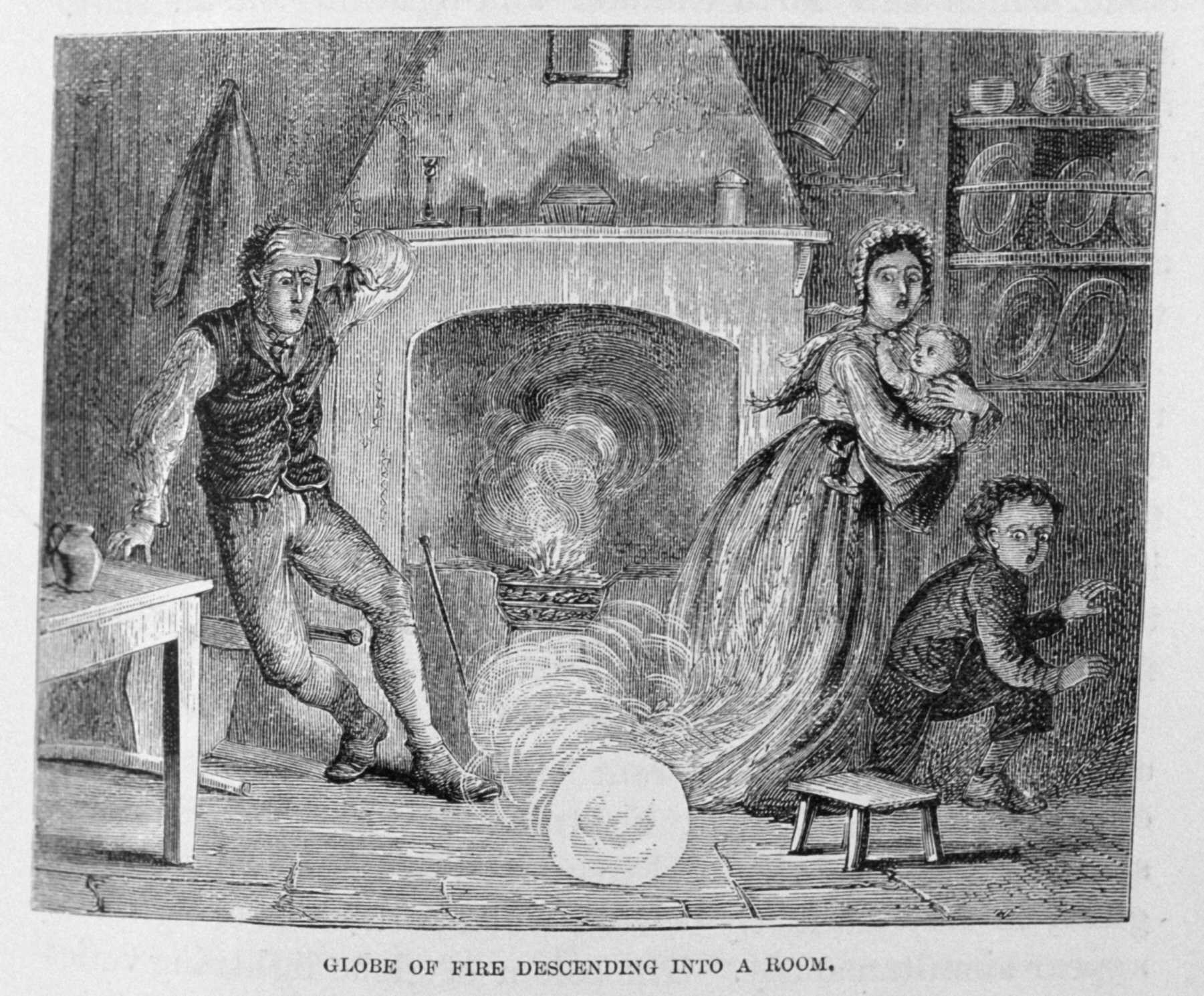
Gravure de 1886 illustrant le phénomène de foudre en boule, comme celui qui frappe la momie de Rascar Capac dans Les Sept Boules de cristal.

L'attrait d'Edgar P. Jacobs pour le fantastique remonte à l'enfance et à sa passion commune pour la littérature avec Jacques Van Melkebeke, comme le rappelle l'auteur à la fin de sa vie : « Ce que j'aime chez les Anglo-Saxons, c'est leur acceptation du fantastique avec des écrivains comme Conan Doyle et Rudyard Kipling ». Jacobs et Van Melkebeke se nourrissent de romans qui laissent une grande place au mystère, et se passionnent pour les alchimistes. Avec Jacques Laudy, ils pratiquent des séances de spiritisme et les trois hommes se font d'ailleurs la promesse que le premier à mourir devra envoyer aux autres, sous quelque forme que ce soit, une preuve de la survivance de son âme.
Si Edgar P. Jacobs ne semble pas éprouver de sentiment religieux, c'est un esprit superstitieux qui cultive un certain goût pour le sacré et le mysticisme. Au milieu des années 1930, il consulte une voyante extra-lucide, une entrevue dont il ressort « partagé entre la joie de se savoir l'objet d'un destin hors du commun et la terreur de ne plus pouvoir y échapper ». Tout au long de sa vie, son attrait pour les civilisations disparues ou mythiques, baignées de mystère et d'ésotérisme, ne le quitte pas, et se retrouve fort logiquement dans ses œuvres, y compris dans sa collaboration avec Hergé : en effet, à travers le malheur de l'expédition Sanders-Hardmuth, la référence à la malédiction de Toutânkhamon dans Les Sept Boules de cristal, un album où l'influence de Jacobs est majeure, en fait l'œuvre la plus effrayante des Aventures de Tintin.

#### La crainte du déclin occidental
« Depuis la Seconde Guerre mondiale, tout homme normal et conscient ne peut s'empêcher de constater le lent déclin de la civilisation occidentale et de ressentir une terrible angoisse quant à l'avenir de notre malheureux continent. C'est un remake de la chute de l'Empire romain. On n'attend plus que l'invasion des barbares. »

— Edgar P. Jacobs
Tout en étant fasciné par les sciences, Edgar P. Jacobs s'inquiète des conséquences néfastes du progrès technologique et du danger qu'il est susceptible de représenter pour la civilisation occidentale. Il se méfie notamment du renouveau esthétique incarné par l'architecture, les automobiles et les objets de la vie quotidienne dans les années 1950. Comme ses héros Blake et Philip Mortimer, Jacobs « survit avec élégance et nostalgie dans un monde qui n'est plus le sien ». Avec la menace de l'Empire jaune dans Le Secret de l'Espadon et les inventions des professeurs Septimus et Miloch dans les albums suivants, l'auteur laisse penser à son lecteur « que le monde à venir sera pavé de périls terrifiants ». Dans les aventures de Blake et Mortimer, Jacobs traite donc la question de la puissance de la science et entend alerter le lecteur sur les dangers qui peuvent naître d'une technologie quand l'humanité, devenue malfaisante, se détourne de la morale. En garant de la civilisation occidentale et d'un Empire britannique en déclin, les héros jacobsiens parviennent in extremis à réduire à néant les tentatives de l'ennemi. Ainsi, la plupart de ses œuvres offrent une vision anxieuse et pessimiste de l'avenir de l'humanité,.
Le critique Gérard Lenne rappelle que, né en 1904, Jacobs a vécu les deux guerres mondiales : « Ceci explique déjà une tendance à l'eschatologie, à mettre en scène des guerres, des catastrophes, la chute des empires et une aspiration au repli sur la tranquillité de la tradition ». Claude Le Gallo rejoint cette analyse et constate que, face au totalitarisme, l'auteur recommande la fermeté du discours politique, telle que l'exprime Blake au début du Secret de l'Espadon : « L'œuvre d'Edgar P. Jacobs est tout entière portée vers la personne humaine et son épanouissement. Aux yeux de cet humaniste déclaré, la science comme la démocratie constituent la meilleure et la pire des choses. L'une et l'autre peuvent servir l'individu ou l'asservir. L'auteur craint tant le totalitarisme scientifique que la décadence démocratique : entre l'ordre et le désordre, le salut est dans l'homme. »

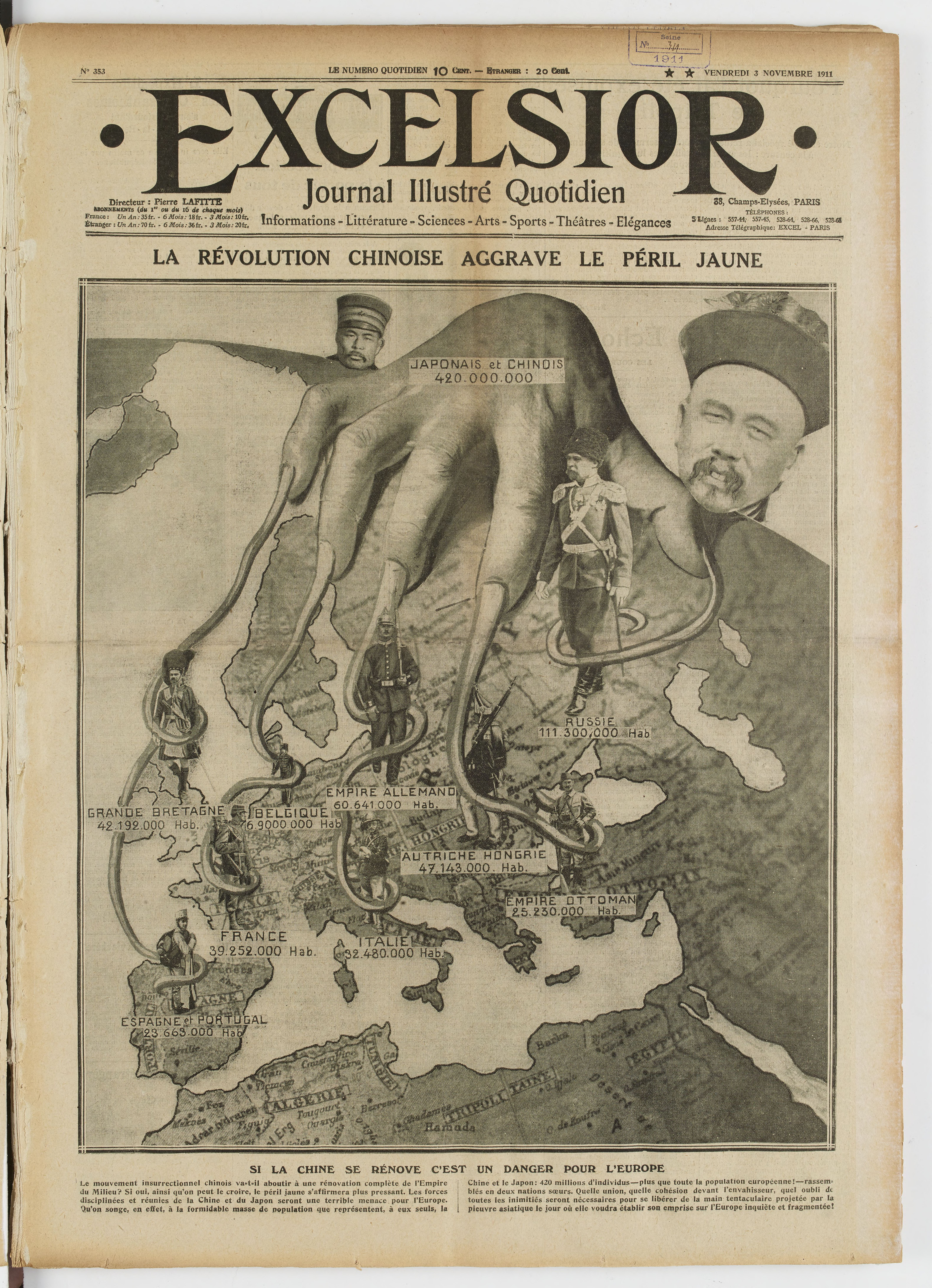
Une du quotidien Excelsior en 1911 illustrant la menace du « Péril jaune ».

L'écrivain et journaliste Daniel Riche affirme que le choix de héros britanniques n'a rien d'anodin de la part d'Edgar Jacobs, qu'il décrit comme un « conservateur » pour qui la culture américaine, qui déferle sur l'Europe dès la fin de la Seconde Guerre mondiale, est fondée sur « des valeurs matérielles, donc forcément aliénantes » qui symbolise « un changement voué à favoriser le désordre, ne pouvait que susciter méfiance et hostilité ». De fait, pour Edgar P. Jacobs, le Royaume-Uni offre un visage rassurant, car ce pays concilie d'une part « la tradition de la monarchie et le libéralisme du système politique », et représente d'autre part le monde libre, « responsable de la chute de l'oppresseur nazi » et donc « l'ultime espoir de la civilisation occidentale face aux assauts des barbares de tous poils ». Autrement dit, le Royaume-Uni apparaît pour l'auteur comme « une sorte de Belgique magnifiée qui n'aurait pas eu à subir les humiliations de la défaite et de l'occupation, un refuge pour la civilisation (occidentale, cela va sans dire) et un recours contre le désordre issu du changement et de la modernité ».
Blake et Mortimer, comme figés dans le temps, incarnent une image presque fantasmée d'une nation en pleine mutation et de ce qu'elle fut jadis. À l'époque où se déroulent leurs aventures, des années 1950 aux années 1960, la puissance britannique se délite face à la montée des nationalismes dans ses colonies et à l'hégémonie grandissante des États-Unis au sein du bloc occidental. De même, la société britannique évolue, et l'émergence d'une certaine contre-culture n'est pas évoquée dans la série.
Si le Royaume-Uni est présenté de manière idéalisée, à l'inverse, Edgar P. Jacobs offre une vision très négative de l'Extrême-Orient dans Le Secret de l'Espadon, qui mêle aux souvenirs encore très présents de la Seconde Guerre mondiale la menace du « Péril jaune », une peur ancienne et très ancrée dans la culture occidentale depuis le début du XXe siècle,. À cette époque, la menace d'une invasion militaire venue d'Extrême-Orient, renforcée par le conflit russo-japonais entre 1904 et 1905, devient une source d'inspiration pour de nombreux auteurs de fiction dont les récits nourrissent les lectures d'enfance de Jacobs.

#### Les souterrains
Les nombreux exégètes ont mis en évidence une obsession qui parcourt toute son œuvre : celle des souterrains. La base secrète de L'Espadon est creusée sous le détroit d'Ormuz, une bonne partie des séquences du Mystère de la Grande Pyramide se situe dans les entrailles de celle-ci, le laboratoire du docteur Septimus se situe au sous-sol de sa maison et Mortimer y accède après un périlleux cheminement dans les égouts, L'Atlantide est bâtie dans une caverne souterraine, la station 001 du réseau Cirrus de SOS Météores se trouve sous le château de Troussalet, le voyage de Mortimer dans Le Piège diabolique commence dans une crypte et se poursuit dans un monde entièrement souterrain, L'Affaire du Collier se déroule en partie dans le sous-sol parisien et les installations du professeur Satō sont aménagées sous sa villa,.
Benoît Mouchart et François Rivière, comme d'autres analystes de l'œuvre de Jacobs, mettent cette récurrence des décors souterrains sur le compte d'un accident de jeunesse du dessinateur. À l'âge de deux ou trois ans, alors qu'il joue dans le jardin de son oncle, Charles Billestraet, Edgard Jacobs passe à travers le couvercle vermoulu d'un vieux puits désaffecté et fait une chute de sept mètres, avant d'être secouru quelques heures plus tard. L'auteur relate lui-même cet incident dans Un Opéra de papier, sans paraître envisager qu'il ait pu avoir une quelconque influence sur son travail.

### Censure
Le style réaliste des aventures de Blake et Mortimer vaut à son auteur d'être plusieurs fois censuré au regard de la loi française sur les publications destinées à la jeunesse. En 1957, l'éditeur français du magazine Tintin s'inquiète des scènes effrayantes de L'Énigme de l'Atlantide, mais c'est finalement Le Piège diabolique qui est pointé du doigt cinq ans plus tard. Son contenu étant jugé trop choquant, l'album est finalement interdit en France. C'est en réaction à cette décision et dans la crainte d'une nouvelle censure qu'il écrit ensuite L'Affaire du collier, une aventure plus innocente et anodine et qui constitue selon de nombreux spécialistes son album le moins réussi.
La censure s'applique parfois au sein même de l'équipe du Journal de Tintin. Ainsi, Hergé, comme l'ensemble du comité de rédaction du magazine, s'oppose à la couverture réalisée par Edgar Jacobs pour le lancement de La Marque jaune, jugée trop effrayante pour le jeune public en raison de la sombre silhouette recouvrant le ciel de Londres et le revolver tenu par Francis Blake sur l'image,. Dans cette même aventure, le dessin d'une case lui est reproché car il fait apparaître une ballerine en tutu sur la couverture d'un magazine tenu par le professeur Septimus. Le détail, pourtant insignifiant, est inacceptable pour le comité de censure français, qui juge ce contenu érotique et en demande la modification.
Cette pression constante de la censure explique en grande partie pourquoi les personnages féminins sont si peu nombreux dans les aventures d'Edgar P. Jacobs, tout comme dans les séries des autres dessinateurs de cette époque. Ancien directeur du Centre belge de la bande dessinée, Charles Dierick rappelle que « Blake et Mortimer n'étant évidemment pas destiné à un public de jeunes filles et il était publié dans Tintin, un magazine catholique ». Comme le souligne Geert de Weyer, dans Blake et Mortimer, « leurs apparitions se limitent à de fugaces silhouettes, à peine reconnaissables ». Seule Agnès de la Roche, dans Le Piège diabolique, bénéficie de quelques lignes de dialogue, tandis que quelques femmes élégamment vêtues apparaissent dans les premières planches de L'Affaire du collier, tout en restant muettes.

## Postérité

### Une reconnaissance tardive
Si le travail d'Edgar P. Jacobs, qui figure selon Geert De Weyer parmi les trois grands de l'École de Bruxelles avec Hergé et Jacques Martin, est salué dès ses premières aventures, il souffre comme d'autres auteurs du manque de reconnaissance de la bande dessinée, longtemps déconsidérée. Elle connaît cependant une première forme de consécration vers la fin des années 1960. Une première exposition consacrée au « neuvième art » est organisée du 29 juin au 25 août 1968 à la Bibliothèque royale Albert Ier. Le catalogue en est rédigé par Jean Van Hamme et présente Edgar Jacobs comme l'une des références de la bande dessinée belge. Des clubs d'amateurs de bande dessinée se créent en France comme en Belgique et des fanzines sont éditées. Comme l'écrit Hergé, « Le temps du dédain semble révolu. Les gens « sérieux » reconnaissent eux-mêmes, aujourd'hui, dans la bande dessinée, un langage nouveau, un moyen d'expression autonome ».
François Rivière estime que peu d'auteurs contemporains de Jacobs ont témoigné de l'admiration pour son travail, ce qui l'affectait beaucoup. Pour autant, Hergé considérait Le Secret de l'Espadon comme un chef-d'œuvre devant servir de modèle aux collaborateurs du magazine Tintin, et Michel Greg comme André Franquin le tenaient en haute estime, ce dernier considérant les dessins de Jacobs comme « des images inoubliables ».
En 1969, un supplément aux Cahiers de la bande dessinée rassemble la cinquantaine d'illustrations de La Guerre des mondes réalisées par Edgar Jacobs pour les premiers numéros du magazine Tintin, accompagnées d'un texte de présentation intitulé « Edgar P. Jacobs ou la logique des rêves », préfacé par Hergé lui-même qui rend hommage à son ancien collaborateur et ami. L'année suivante, les journalistes du Figaro, Pierre Lebedel et Michel Daubert, se rendent à Bruxelles pour y rencontrer trois auteurs reconnus comme des « classiques » de la bande dessinée belge : Hergé, Michel Greg et Edgar Jacobs. Leurs articles sont publiés le 22 août 1970 et contribuent à faire sortir la bande dessinée du ghetto de la presse enfantine dans lequel elle était enfermée jusqu'alors aux yeux des médias.
Jacobs. En mars 1971, à l'occasion de la Foire du livre de Bruxelles, le premier Grand prix Saint-Michel est attribué à Edgar Jacobs. Le 12 octobre suivant, le magazine Tintin lui consacre un Dossier spécial dans son supplément.
Par ailleurs, à cette époque, des fidèles lecteurs, « jeunes gens fascinés par la stature d'un créateur mystérieux et passeur d'un monde auquel certains aimeraient bien accéder », sollicitent le dessinateur pour venir le rencontrer à son domicile. Quelques-uns sont sélectionnés pour être reçu au « Bois des Pauvres ». En 1984, Claude Le Gallo publie Le Monde de Edgar P. Jacobs, premier volet de la collection « Nos auteurs » chez Le Lombard et première véritable étude de l'œuvre du dessinateur.
Les premières aventures de Blake et Mortimer ne suscitent pas seulement l'admiration des lecteurs d'Edgar P. Jacobs mais aussi celle de ses collègues. Ainsi, dès le milieu des années 1950, une nouvelle génération d'auteurs influencés par le style graphique et narratif de Jacobs apparaît, comme Jacques Martin, Albert Weinberg ou François Craenhals.

### La suite des aventures deBlake et Mortimer

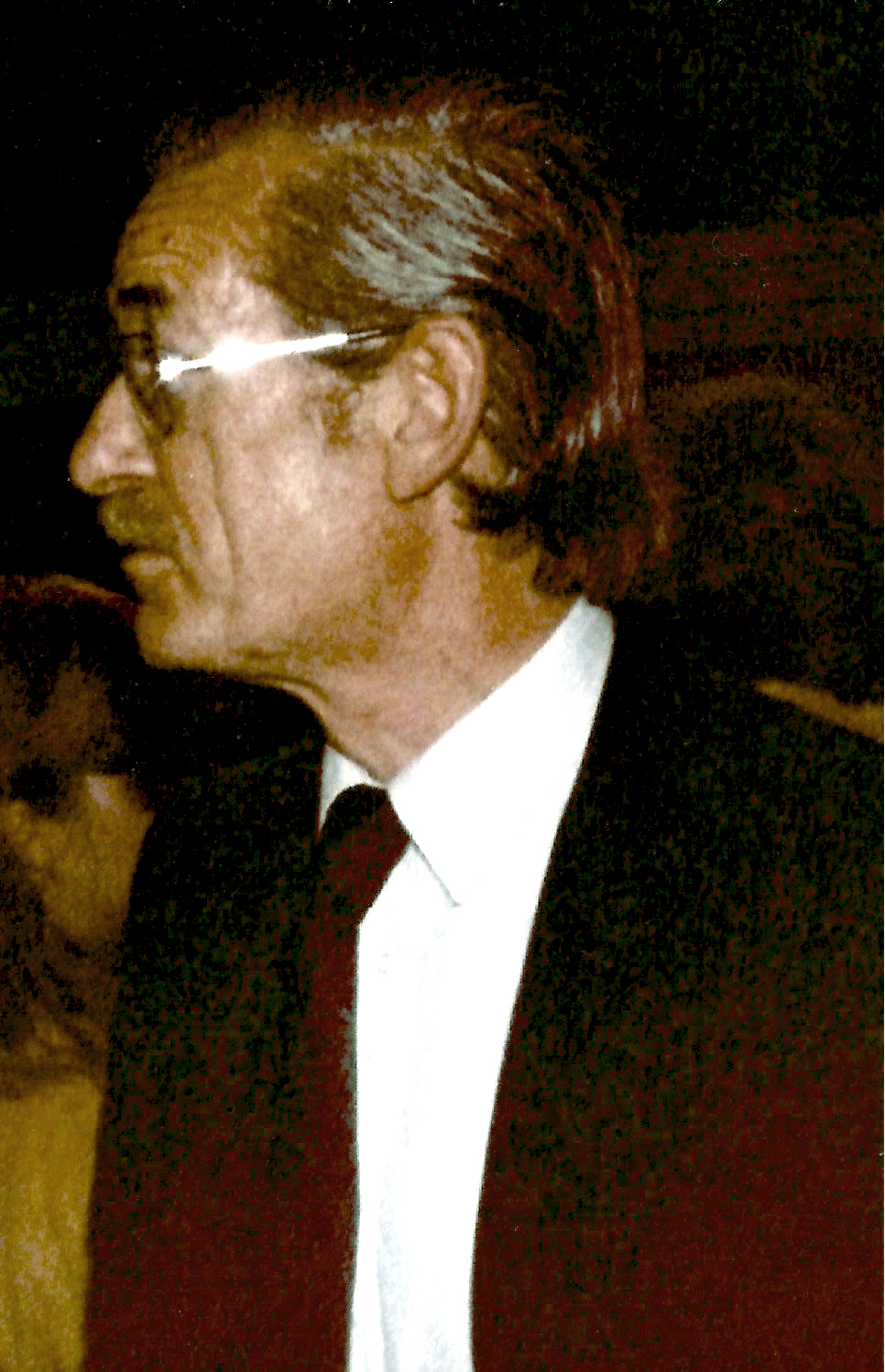
Bob de Moor prend en charge la réalisation du deuxième tome des Trois Formules du professeur Satō après la mort de Jacobs.

Edgar P. Jacobs n'a jamais manifesté d'opposition au fait que ses héros lui survivent. À sa mort, le scénario du second tome des Trois Formules du professeur Satō est finalisé et les crayonnés largement ébauchés. La Fondation Jacobs décide d'achever son travail et de publier l'album. Jacques Martin est sollicité pour une planche d'essai, tandis que Ted Benoit et André Juillard sont pressentis, mais le choix se porte finalement sur Bob de Moor, qui avait semble-t-il la préférence de Jacobs. Il est assisté de Geert de Sutter. L'album, tiré à 500 000 exemplaires, paraît en avril 1990 et rencontre un grand succès malgré les faiblesses relevées par des spécialistes de l'œuvre de Jacobs.
Au fil des ans, une mésentente se fait jour entre Claude Lefrancq, propriétaire des Éditions Blake et Mortimer, et Philippe Biermé qui possède le Studio Jacobs, détenteur des droits d'exploitation de l'œuvre. Les éditions Dargaud, sous l'impulsion de leur directeur général Claude de Saint-Vincent, rachètent finalement les deux sociétés en 1992 et décident de poursuivre la série Blake et Mortimer en lançant une nouvelle production. Jean Van Hamme est choisi pour le scénario et Ted Benoit pour le dessin. Ce nouvel album, intitulé L'Affaire Francis Blake, est largement inspiré par le graphisme de La Marque jaune, et développe une aventure teintée d'espionnage située en Angleterre dans les années 1950,.
Plusieurs équipes de scénaristes et de dessinateurs se succèdent et travaillent en alternance à la production de nouvelles aventures, au point qu'il y a davantage d'albums de Blake et Mortimer imaginés par de nouveaux auteurs que par Edgar P. Jacobs lui-même.
La décision de poursuivre la série après la mort de son créateur soulève des critiques que rejette l'un des nouveaux scénaristes, Yves Sente : « Ce n'est pas parce qu'on imagine une suite qu'on touche au corpus original. Je me souviens de ma frustration, enfant, de savoir qu'il n'y aurait pas de nouvelles aventures de Tintin. […] C'est pourquoi, quand je conçois un Blake et Mortimer, je prolonge un plaisir d'enfance. Je réalise l'album « en plus » que j'aurais aimé lire. »

### Hommages et récompenses
En 1971, Edgar P. Jacobs reçoit le Grand Prix Saint-Michel pour l'ensemble de son œuvre, puis le Prix Saint-Michel du meilleur dessinateur de science-fiction pour Les Trois Formules du professeur Satō l'année suivante. Toujours en 1971, il remporte le Grand Prix du Disque de l'Académie Charles-Cros pour le disque de La Marque jaune,.
En 2004, à l'occasion du centenaire de la naissance d'Edgar P. Jacobs, l'Hôtel des Monnaies de Bruxelles édite une médaille à l'effigie de Blake et Mortimer. La même année, l'exposition « Blake et Mortimer à Paris ! » est organisée au Musée de l'Homme, tandis que le Centre belge de la bande dessinée organise une exposition du 23 mars au 12 septembre, retraçant le parcours artistique et la vie de l'auteur. Elle s'accompagne de la publication d'un livre au format bande dessinée, intitulé Le manuscrit E.P. Jacobs, une édition de luxe et richement documentée, co-écrite par Charles Dierick, Guy Lejeune et Pierre Lebedel. À la fin de l'année 2021, une exposition intitulée « Le Secret des Espadons » se tient dans ce même musée, réunissant des planches originales, des maquettes, des photographies, des archives et des objets personnels de l'auteur, ainsi qu'une iconographie inédite sur ce premier volet des aventures de Blake et Mortimer. C'est également la couverture de cet album qui est utilisée pour rendre hommage à l'auteur dans le Parcours BD de Bruxelles.
Du 5 décembre 2014 au 15 février 2015, la Maison Autrique de Bruxelles propose une exposition originale, intitulée « Edgar P. Jacobs et l’Espadon », qui évoque l'atmosphère fantastique et mystérieuse des albums de l'auteur et met en regard des sérigraphies inédites réalisées par André Juillard et Gilles Ziller. Du 26 juin 2019 au 5 janvier 2020, l'exposition « ScientiFiction » est organisée au Musée des Arts et Métiers de Paris. En 2022, le château de La Roche-Guyon, qui sert de cadre au Piège diabolique, organise l'exposition « MachinaXion, Mortimer prisonnier du temps », consacrée à l'album et qui présente près de 200 documents.

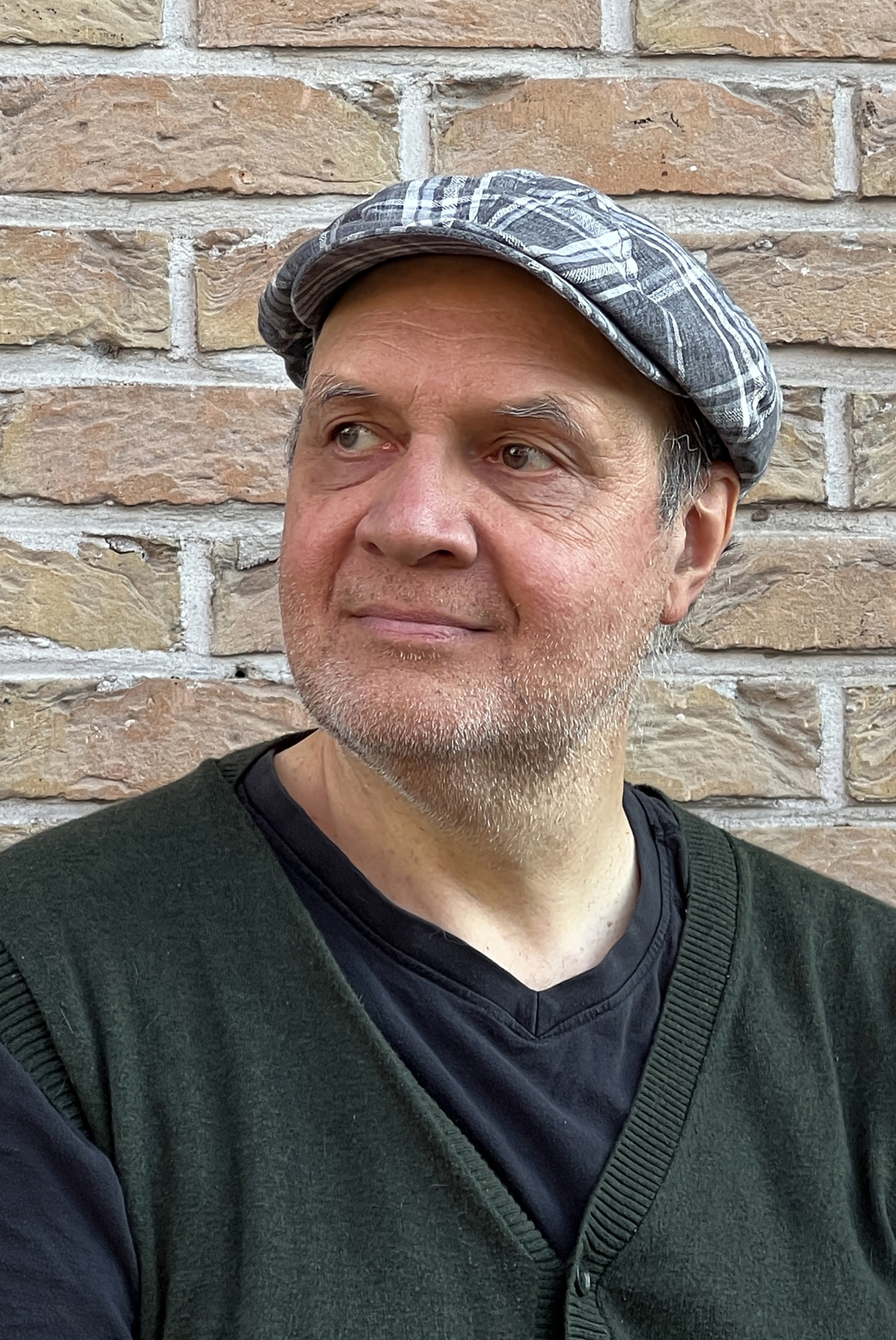
Philippe Wurm signe avec François Rivière une bande dessinée en hommage à Jacobs.

Plusieurs ouvrages retracent le parcours de l'auteur. En 2012, les éditions Delcourt font paraître La Marque Jacobs, une bande dessinée biographique réalisée par Rodolphe et Louis Alloing. En 2021, les éditions Glénat publient une autre bande dessinée biographique, Edgar P. Jacobs, le Rêveur d'apocalypses, de François Rivière et Philippe Wurm. De même, plusieurs documentaires retracent la vie et l'œuvre de l'auteur. En 1995, Jean-Loup Martin et Guy Lehideux réalisent La Marque de Jacobs, un film coproduit par Cendranes Films et 8 Mont-Blanc, d'une durée de 40 minutes. En 2004, le documentaire Francis Gillery, E.P. Jacobs, Blake ou Mortimer ?, est coproduit par Artline Films et France 5, pour une durée de 55 minutes.
Par ailleurs, la bibliothèque de Lasne, la dernière commune de résidence du dessinateur, porte son nom.

### Jacobs représenté par Hergé
Pendant leur travail de refonte des premières Aventures de Tintin, Hergé et Edgar P. Jacobs ont pris l'habitude de se représenter parmi des personnages secondaires, à l'arrière-plan, à la façon des caméos d'Hitchcock. Ils apparaissent une première fois dans la seconde édition de Tintin au Congo, parmi les journalistes qui assistent au départ du héros, puis se représentent à deux reprises dans Le Sceptre d'Ottokar : la première fois parmi les témoins de l'arrestation de Tintin par les gardes royaux, la deuxième parmi les hauts dignitaires qui assistent à la décoration du héros par le roi Muskar XII. Jacobs apparaît ensuite avec son nœud papillon parmi les spectateurs du music-hall dans Les Sept Boules de cristal, puis dans Objectif Lune, sous les traits d'un ingénieur installé devant une planche à dessin, au centre de recherches atomiques de Sbrodj.
Dans l'édition en couleurs des Cigares du pharaon, Hergé fait allusion à son ancien collaborateur en momifiant un certain E.P. Jacobini dans le tombeau du pharaon Kih-Oskh. Cette allusion se double de la présence sur la couverture d'un dénommé Grossgrab, qui évoque le personnage du docteur Grossgrabenstein, créé par Jacobs pour Le Mystère de la Grande Pyramide. Enfin, dans L'Affaire Tournesol, Hergé le représente comme un spectateur de l'opéra de Szohôd, puis l'évoque en faisant apparaître le nom Jacobini sur une affiche figurant derrière le colonel Sponsz dans la loge de Bianca Castafiore.

### Reprises et parodies
Tout comme d'autres grands classiques de la bande dessinée, la couverture de La Marque jaune est souvent victime de parodie, parfois sous couvert d'hommage au dessinateur. À titre d'exemple, elle est notamment reprise dans deux albums de la bande dessinée flamande De Kiekeboes, sur la couverture de La Marque du Chat de Philippe Geluck ou celle de Paniek in Stripland de Tom Bouden, ainsi que dans des caricatures politiques et sociales réalisées par Johan De Moor.
Au début des années 1980, Yann et Didier Conrad publient des histoires courtes et parodiques dans le magazine Spirou, notamment Talk et Baltimore, un pastiche des personnages de Blake et Mortimer. En 2005, les éditions Dargaud lancent à leur tour une parodie, intitulée Les Aventures de Philip et Francis, réalisée par Pierre Veys et Nicolas Barral. Dans cette série, qui se veut un hommage humoristique à l'œuvre de Jacobs, les femmes britanniques remettent en cause l'autorité masculine et les deux héros sont chargés de les ramener à la raison. Le célèbre M de La Marque jaune signifie alors « Macho », tandis que les noms des principaux protagonistes ont été conservés, y compris Olrik.

## Œuvres

### Bandes dessinées

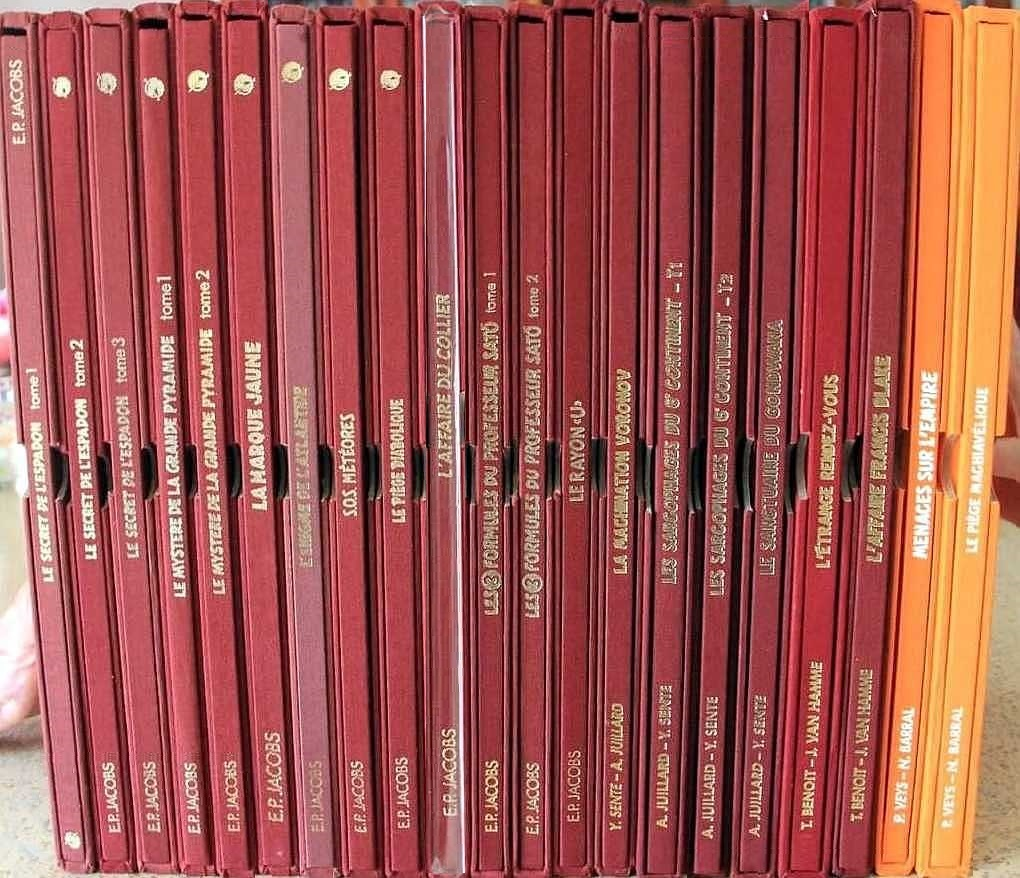
La collection des albums de Blake et Mortimer, en édition de luxe.

- Gordon l'Intrépide : cinq planches en couleurs inspirées de l'œuvre d'Alex Raymond, publiées dans le journal Bravo ! du no 50 au no 54 de 1942[a 97].
- Le Rayon U, publié dans Bravo ! du no 5 au no 52 de 1943, puis du no 1 au no 15 de 1944. Il est édité en album par Le Lombard en 1974, et connaît deux rééditions en fac-similé en 2011, l'une par la librairie « L'Âge d'or » à Bruxelles, l'auteur par l'association « Les Amis de Jacobs » à Angoulême[a 97].
- Blake et Mortimer : huit aventures publiées en douze albums[a 97].
  - Le Secret de l'Espadon, publié dans Tintin du no 1 du 26 septembre 1946 au no 36 du 8 septembre 1949. L'aventure est d'abord éditée en deux tomes (1950 et 1953) aux Éditions Le Lombard, puis en trois tomes aux Éditions Blake et Mortimer en 1984, 1985 et 1986 : La Poursuite fantastique, L'Évasion de Mortimer et SX1 contre-attaque.
  - Le Mystère de la Grande Pyramide, publié dans Tintin du no 12 du 23 mars 1950 au no 22 du 28 mai 1952, puis édité en deux albums en mai 1954 et janvier 1955 : Le Papyrus de Manéthon et La Chambre d'Horus.
  - La Marque jaune, publié dans Tintin du no 31 du 6 août 1953 au no 45 du 10 novembre 1954, puis édité en album en avril 1956.
  - L'Énigme de l'Atlantide, publié dans Tintin du no 42 du 19 octobre 1955 au no 51 du 19 décembre 1956, puis édité en album en avril 1957.
  - SOS Météores, publié dans Tintin du no 2 du 8 janvier 1958 au no 16 du 22 avril 1959, puis édité en album en septembre 1959.
  - Le Piège diabolique, publié dans Tintin du no 38 du 22 septembre 1960 au no 47 du 21 novembre 1961, puis édité en album en septembre 1962.
  - L'Affaire du collier, publié dans Tintin du no 34 du 24 août 1965 au no 29 du 19 juillet 1966, puis édité en album en septembre 1967.
  - Les Trois Formules du professeur Satō. Le premier volet de l'aventure, Mortimer à Tokyo, est publié dans Tintin du no 40 du 5 octobre 1971 au no 20 du 30 mai 1972, puis édité en album en août 1977. Le second tome, Mortimer contre Mortimer, est réalisé par Bob de Moor d'après le scénario d'Edgar P. Jacobs. Il est publié dans Hello Bédé du 30 janvier 1990 au 5 juin 1990, puis édité en album aux Éditions Blake et Mortimer en janvier 1990.
- Le Trésor de Tout-Ankh-Amon : quatre planches en couleurs publiées dans le no 49 de Tintin en 1964[a 97].

### Autres travaux
Edgar P. Jacobs a signé quantité d'illustrations exécutées pour différents journaux. Celles qu'il réalise pour La Guerre des mondes, parues dans Tintin entre 1946 et 1947, sont notamment rééditées par Glénat en 1971. En 2012, la libraire L'Âge d'or édite Roland le Hardi, Dossier Chevalerie, un ouvrage qui rassemble le manuscrit de l'aventure qui aurait dû paraître dans Tintin en 1946, avant d'être rejetée, ainsi que des illustrations médiévales de l'auteur,. En 2013, l'association « Les Amis de Jacobs » publie Les Contes, illustrations d'Edgar P. Jacobs, en deux tomes qui rassemblent l'intégralité des aquarelles du dessinateur pour le journal Bravo !, ainsi que deux volumes intitulés Esquisses & Dessins.
Les mémoires de l'auteur, Un Opéra de papier, sont publiées en 1981 chez Gallimard.